# 8. März
Der 8. März ist der 67. Tag des gregorianischen Kalenders (der 68. in Schaltjahren), somit bleiben 298 Tage bis zum Jahresende.

## Ereignisse

### Politik und Weltgeschehen
- 1126: Nach dem Tod seiner Mutter Urraca übernimmt Alfons VII. die Regentschaft in Kastilien und León.
- 1184: Im Gempei-Krieg kommt es in Japan zur Schlacht von Ichi-no-Tani, in der sich die Samurai-Familie der Minamoto gegenüber den rivalisierenden Taira durchsetzt.
- 1198: Da der Sohn des verstorbenen Kaisers Heinrich VI., Friedrich II., zu diesem Zeitpunkt erst drei Jahre alt ist, wird sein Onkel Philipp von Schwaben von der staufischen Partei zum römisch-deutschen König gewählt.

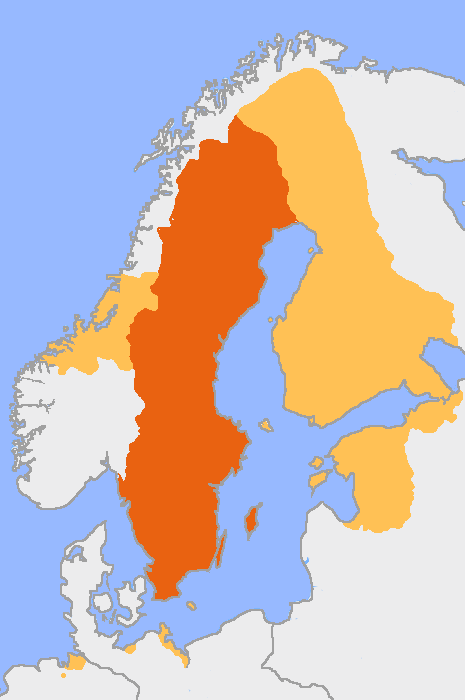
1658: Schweden nach dem Frieden von Roskilde

- 1658: Im Frieden von Roskilde verliert Dänemark seine Besitzungen in Südschweden an Schweden, welches damit seine größte Ausdehnung erreicht.
- 1701: Der Hamburger Vergleich besiegelt die dritte Hauptlandesteilung von Mecklenburg in die (Teil-)Herzogtümer Mecklenburg-Schwerin und Mecklenburg-Strelitz.

1736: Nadir Schah

- 1736: Nachdem der von ihm auf den Thron gehobene Abbas III. aus dem Geschlecht der Safawiden bereits im Kindesalter gestorben ist, krönt sich Nadir selbst zum Schah von Persien. Er begründet die Dynastie der Afschariden.
- 1782: Beim Gnadenhütten-Massaker von Ohio erschlagen amerikanische Soldaten 96 christliche Indianer, die zwischen die Fronten des Amerikanischen Unabhängigkeitskrieges geraten sind.
- 1801: Am Strand von Abukir landen etwa 17.000 britische Soldaten unter dem Kommando von Ralph Abercromby und greifen das von Franzosen im Rahmen der Ägyptischen Expedition besetzte Fort des Ortes an.

1844: Oskar I.

- 1844: Mit dem Tod von Karl XIV. Johann wird sein Sohn Oskar I. König von Schweden und Norwegen.

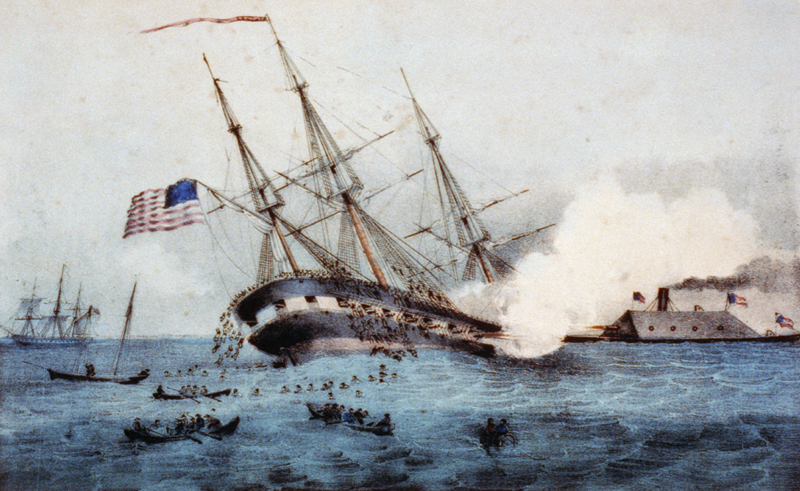
1862: Schlacht von Hampton Roads

- 1862: In der zweitägigen Schlacht von Hampton Roads an der Mündung des James River hat das erste konföderierte Panzerschiff Virginia am Tag seiner Jungfernfahrt seine Feuertaufe im Sezessionskrieg.
- 1862: In der Schlacht am Pea Ridge im Amerikanischen Bürgerkrieg werden die Südstaaten unter General Earl Van Dorn von den Nordstaaten unter General Samuel Ryan Curtis in Arkansas geschlagen.
- 1864: Dänemark weitet im Deutsch-Dänischen Krieg die bestehende Seeblockade gegen die schleswig-holsteinischen Häfen auf alle preußischen Seehäfen aus. Auch ein Seekrieg zeichnet sich nunmehr ab.
- 1917: Aus einer Hungerrevolte in Petrograd entwickelt sich die Februarrevolution (julianisches Datum: 23. Februar) gegen das durch Niederlagen im Ersten Weltkrieg geschwächte Zarenregime unter Nikolaus II. in Russland.
- 1921: Der Weltfrauentag wird durch einen Beschluss der Zweiten Internationalen Konferenz kommunistischer Frauen in Moskau endgültig auf den 8. März gelegt.
- 1921: Französische Truppen besetzen die Städte Duisburg und Düsseldorf als Pfand zur Sicherung der Reparationszahlungen aus dem Ersten Weltkrieg.
- 1921: Der spanische Ministerpräsident Eduardo Dato wird beim Verlassen des Parlamentsgebäudes von katalanischen Anarchisten ermordet.
- 1937: Im Spanischen Bürgerkrieg eröffnen die nationalistischen Truppen die Schlacht bei Guadalajara, um den Belagerungsring um Madrid zu schließen. Die Schlacht dauert bis zum 23. März.

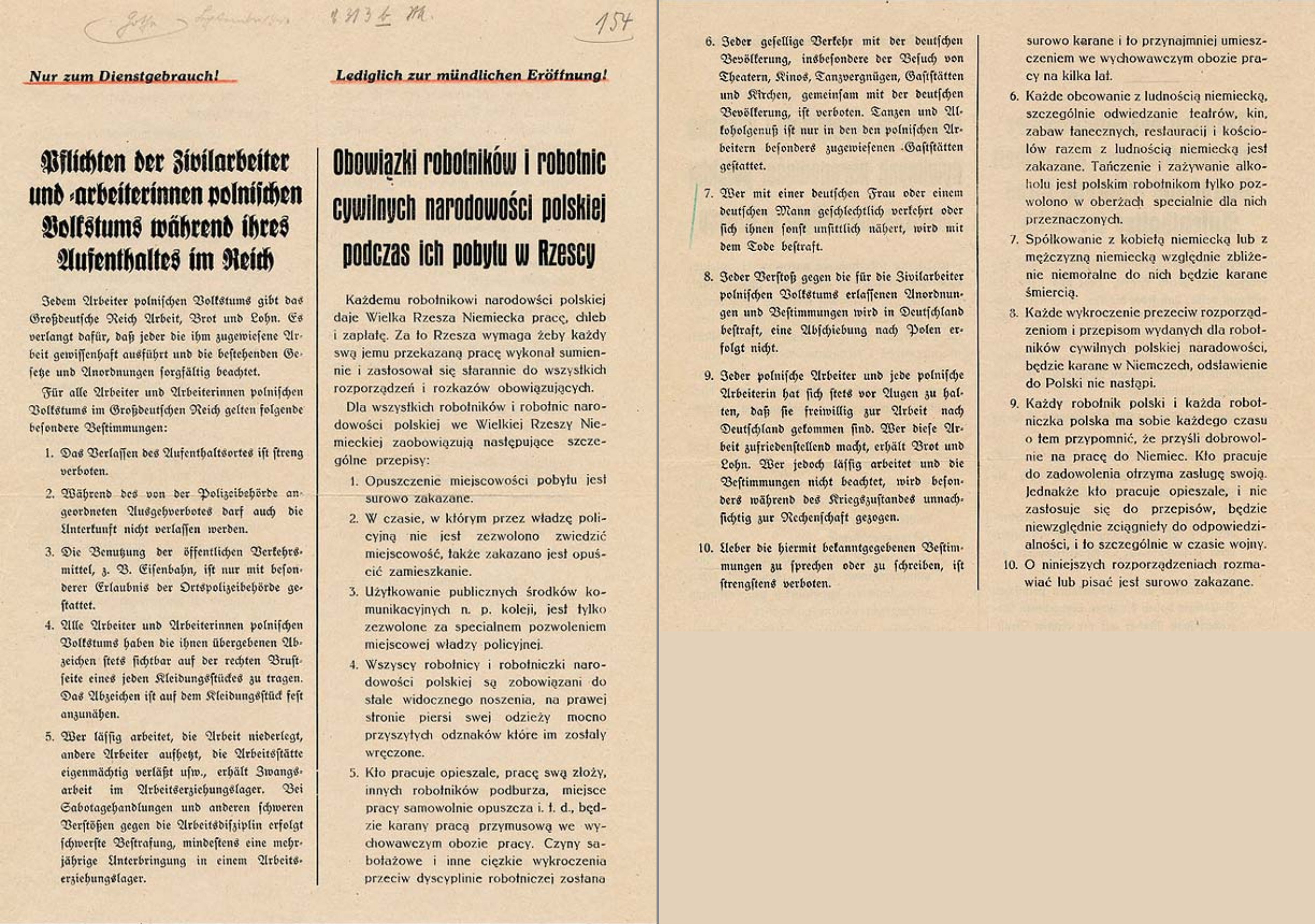
1940: Faksimile von einem der Polen-Erlasse

- 1940: Die nationalsozialistischen Polen-Erlasse verpflichten polnische Zwangsarbeiter im Deutschen Reich, die sogenannten „Zivilarbeiter“, unter anderem zum Tragen eines „P“ auf der Kleidung.
- 1943: Abfahrt des alliierten Geleitzuges HX 229 aus New York, der bis zu seiner Ankunft in Liverpool die meisten Verluste aller HX-Geleitzüge erleidet.

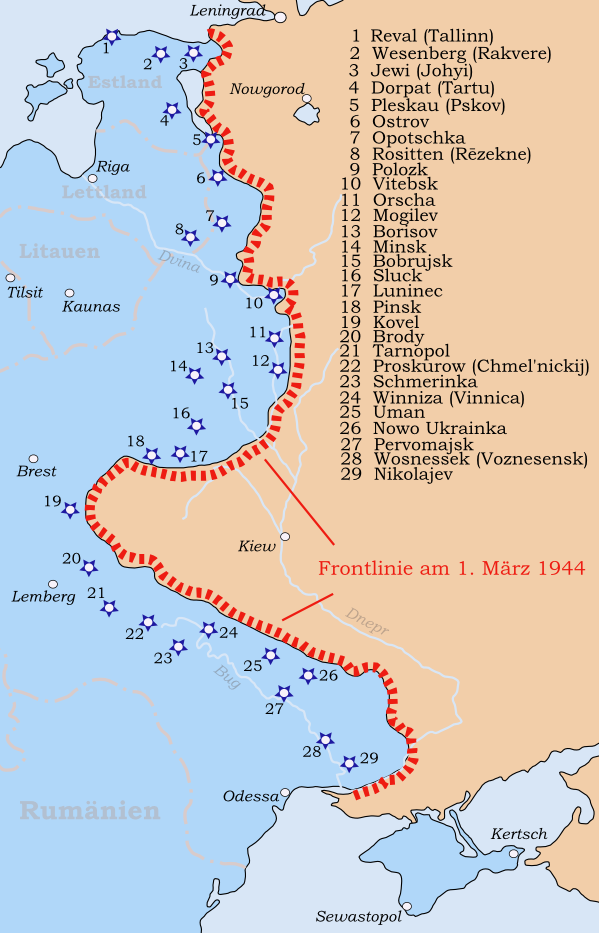
1944: Hitlers „Feste Plätze“

- 1944: Durch den Führer-Befehl Nr. 11 erklärt Adolf Hitler 29 Städte entlang der Ostfront zu „Festen Plätzen“, die im Zweiten Weltkrieg besonders hartnäckig verteidigt werden sollen, auch wenn daraus eine Einschließung resultiert.
- 1947: In Berlin wird der Demokratische Frauenbund Deutschlands als regierungstreue Massenorganisation für Frauen in der sowjetischen Besatzungszone gegründet.
- 1949: Frankreich erkennt die Unabhängigkeit Vietnams unter der antikommunistischen Regierung von Bảo Đại an.
- 1950: Der sowjetische Marschall Kliment Jefremowitsch Woroschilow gibt bekannt, dass die Sowjetunion über eine Atombombe verfügt.
- 1951: Mit dem Bundeskriminalamtgesetz wird in der Bundesrepublik Deutschland das Bundeskriminalamt ins Leben gerufen. Es hat die Aufgaben, die nationale Verbrechensbekämpfung zu koordinieren, Ermittlungen in schwerwiegenden Kriminalitätsfeldern mit Auslandsbezug durchzuführen und die Verfassungsorgane des Bundes zu schützen.

1958: Vereinigte Arabische Staaten

- 1958: Das Königreich Jemen verbindet sich mit der am 1. Februar von Ägypten und Syrien gegründeten Vereinigten Arabischen Republik, es entstehen die Vereinigten Arabischen Staaten.
- 1959: In den Vereinigten Staaten gründet George Lincoln Rockwell die neonazistische American Nazi Party.
- 1963: In Syrien kommt die sozialistische Baath-Partei durch einen Staatsstreich an die Macht.

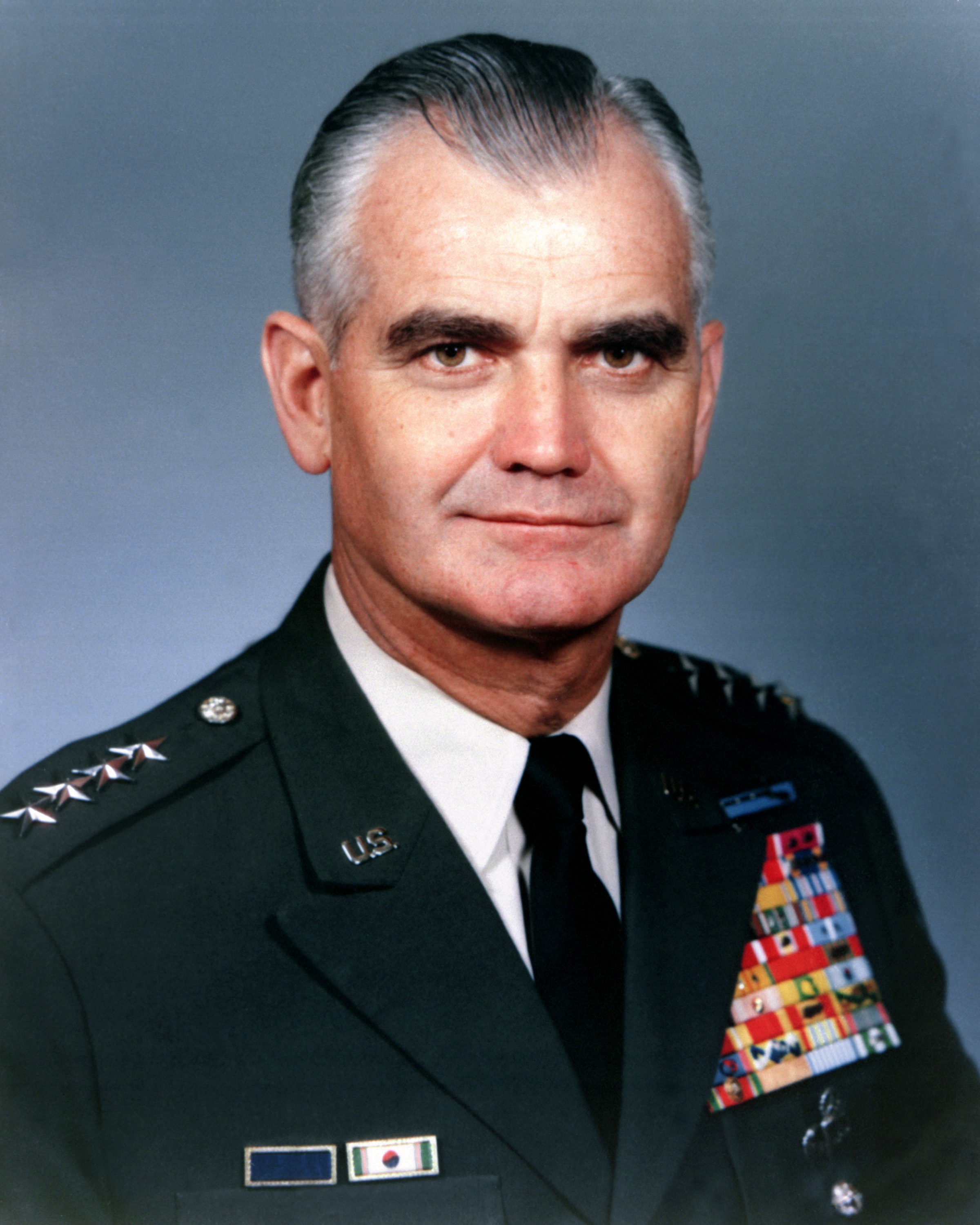
1965: General Westmoreland

- 1965: Mit der Landung der ersten US-amerikanischen Kampftruppen, des United States Marine Corps, in Đà Nẵng in Vietnam auf Drängen des Oberkommandierenden William Westmoreland treten die USA in den Vietnamkrieg ein.
- 1973: Die Bevölkerung Nordirlands entscheidet sich in einem Referendum, das viele Katholiken boykottieren, mit 98,9 Prozent der Abstimmenden für den Verbleib beim Vereinigten Königreich und gegen eine Vereinigung mit der Republik Irland.
- 1973: Von Israel gewünschte Wiedergutmachungszahlungen lehnt die DDR in jedweder Form ab.
- 1983: In einer Rede an die National Association of Evangelicals in Orlando, Florida, bezeichnet US-Präsident Ronald Reagan die Sowjetunion als das „Reich des Bösen“.
- 1985: Bei einem Autobombenanschlag in Beirut, der dem geistigen Führer Muhammad Hussein Fadlallah gilt, sterben über 80 Menschen und werden rund 200 Personen verletzt. Der Hisbollah-Führer entgeht dem Attentat.
- 1995: In Kasachstan erklärt das Oberste Verfassungsgericht die Wahlen vom 7. März 1994 für ungültig, was die Auflösung von Parlament und Regierung am 28. März 1995 zur Folge hat.
- 2000: In Bosnien und Herzegowina wird der de facto autonome Brčko-Distrikt eingerichtet.
- 2003: In einem Referendum stimmen die Bewohner Maltas mit knapper Mehrheit für den Beitritt des Landes zur Europäischen Union.
- 2005: Die auf das Datum zurückgehende libanesische Allianz des 8. März wird gegründet.
- 2011: Die Internationale Anti-Korruptionsakademie wird gegründet.

### Wirtschaft
- 1817: Die New York Stock Exchange gibt sich ein Börsenreglement und richtet eine formelle Geschäftsorganisation ein.
- 1929: Die Bergwerksunternehmen Preußens werden in der Vereinigten Elektrizitäts- und Bergwerks-AG zusammengefasst.

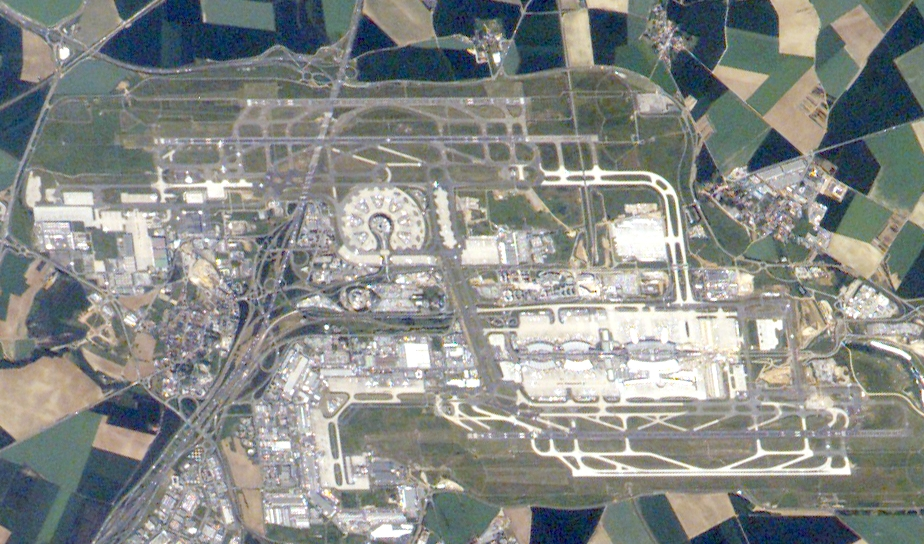
1974: Paris-Charles-de-Gaulle

- 1974: In Paris wird der Flughafen Paris-Charles-de-Gaulle eingeweiht.
- 1983: Der IBM Personal Computer XT wird vorgestellt.
- 2006: Die New York Stock Exchange geht nach 214 Jahren selbst an die Börse.

### Wissenschaft und Technik

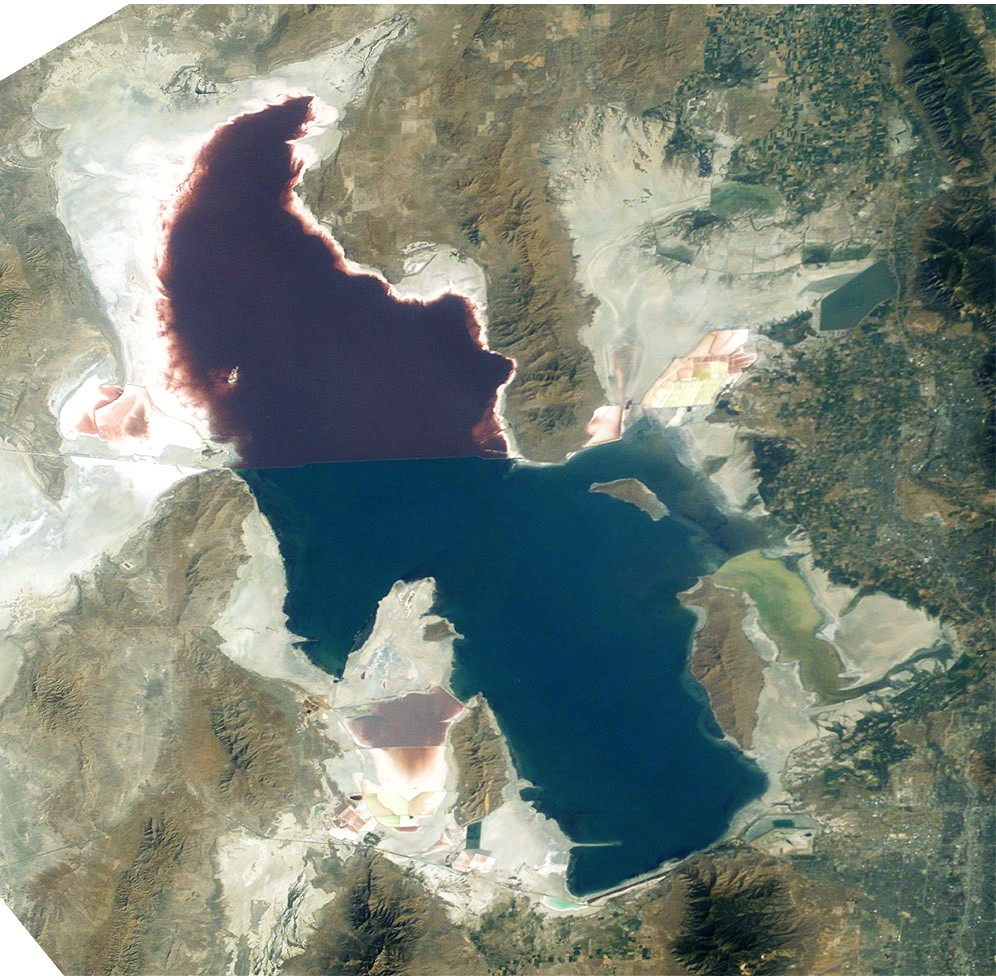
1904: Großer Salzsee

- 1904: Über einen Teil des Großen Salzsees hinweg wird eine Eisenbahnstrecke eröffnet, deren auf Bohlen ruhender Bahndamm mit 12 Meilen (etwa 19 km) Länge weltweit kein Beispiel hat.
- 1929: In der deutschen Geschichte des Fernsehens überträgt der Sender Witzleben die ersten Fernsehbilder zu Testzwecken in das Berliner Forschungslabor der Reichspost.

### Kultur
- 1812: In Stuttgart findet die Uraufführung der Operette Feodore von Conradin Kreutzer statt.
- 1827: Die Uraufführung der Oper Gli Arabi nelle Gallie ossia Il Trionfo della fede (Die Araber in Gallien oder Der Triumph der Treue) von Giovanni Pacini erfolgt am Teatro alla Scala in Mailand.
- 1854: Die Oper La Punizione von Giovanni Pacini wird im Teatro La Fenice in Venedig uraufgeführt.
- 1898: Die Uraufführung der Tondichtung Don Quixote von Richard Strauss erfolgt im Kölner Gürzenich mit dem Dirigenten Franz Wüllner. Sie basiert auf dem Roman Don Quijote de la Mancha des spanischen Autors Miguel de Cervantes und ist in Form einer Sinfonia concertante komponiert, mit einem Solocello, das die Figur des Don Quijote repräsentiert, sowie Bratschen-, Tenortuben- und Bassklarinetten-Solisten, die Sancho Pansa darstellen.
- 1902: Die Sinfonie Nr. 2 in D-Dur von Jean Sibelius wird mit dem Komponisten am Dirigentenpult in Helsinki uraufgeführt.
- 1937: Der römische Tempelschatz von Mauer an der Url wird entdeckt.
- 1957: Das Drama Die Gesichte der Simone Machard von Bertolt Brecht nach dem Roman Simone von Lion Feuchtwanger wird posthum in Frankfurt am Main uraufgeführt.
- 1957: Wolfgang Staudtes DEFA-Spielfilm Der Untertan nach dem gleichnamigen Roman von Heinrich Mann mit Werner Peters in der Hauptrolle läuft in München in einer gekürzten Version an.

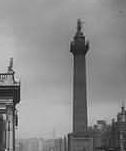
1966: Nelsonsäule in Dublin (um 1916)

- 1966: In der irischen Hauptstadt Dublin wird die Nelsonsäule von IRA-Extremisten in der Nacht gesprengt. In der Folge wird an dieser Stelle The Spire errichtet.
- 1968: Bill Graham eröffnet in New York City das Musiktheater Fillmore East, in dem in den folgenden Jahren die Elite der Rock-Szene auftreten wird.
- 1970: Das nur etwa 35 Sekunden lange Stück Atem von Samuel Beckett wird in Oxford uraufgeführt.
- 1976: Im Deutschen Fernsehen wird die erste Folge der Sendereihe Loriot des gleichnamigen Humoristen mit Sketchen wie Studiointerview und Der Lottogewinner ausgestrahlt.
- 1978: Die erste Folge von Douglas Adams’ Hörspiel The Hitchhiker’s Guide to the Galaxy wird auf BBC Radio 4 ausgestrahlt.
- 1979: An der Staatsoper in Hamburg erfolgt die Uraufführung der Kammeroper Jakob Lenz von Wolfgang Rihm frei nach Georg Büchners Erzählung Lenz.
- 1994: Das Vonderau Museum in Fulda wird feierlich eröffnet.

### Gesellschaft
- 1843: Der Dichter Georg Herwegh heiratet in Baden im Aargau Emma Siegmund, die Tochter des Berliner Kaufmanns Johann Gottfried Siegmund. Das Ehepaar Herwegh wird eine wichtige Rolle in der Badischen Revolution und beim Heckeraufstand 1848 spielen.

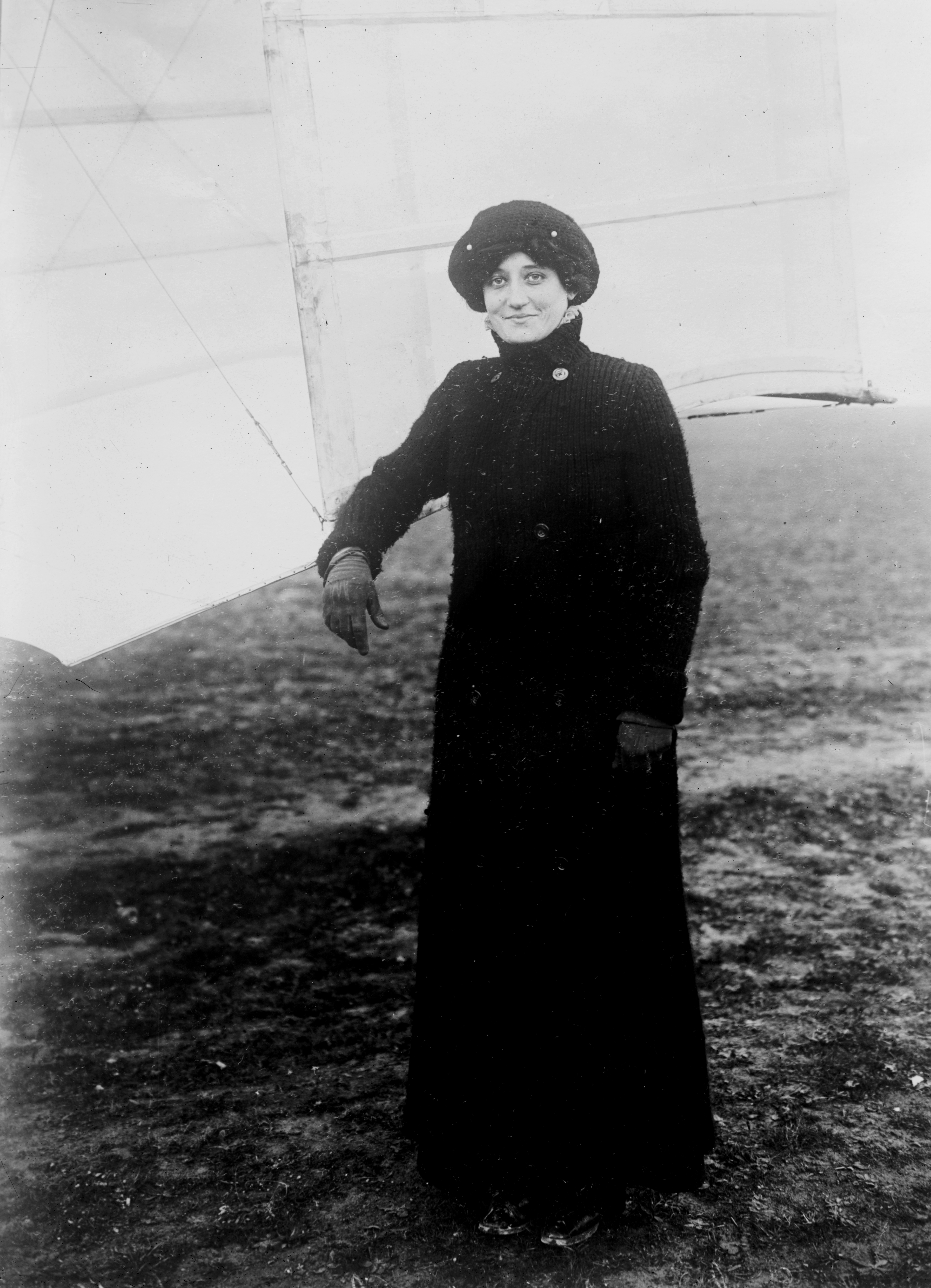
1910: Élise Deroche

- 1910: In Frankreich wird Élise Deroche als weltweit erster Frau ein Flugzeugführerpatent ausgestellt, nachdem sie die Pilotenprüfung des Aéro-Club de France bestanden hat.

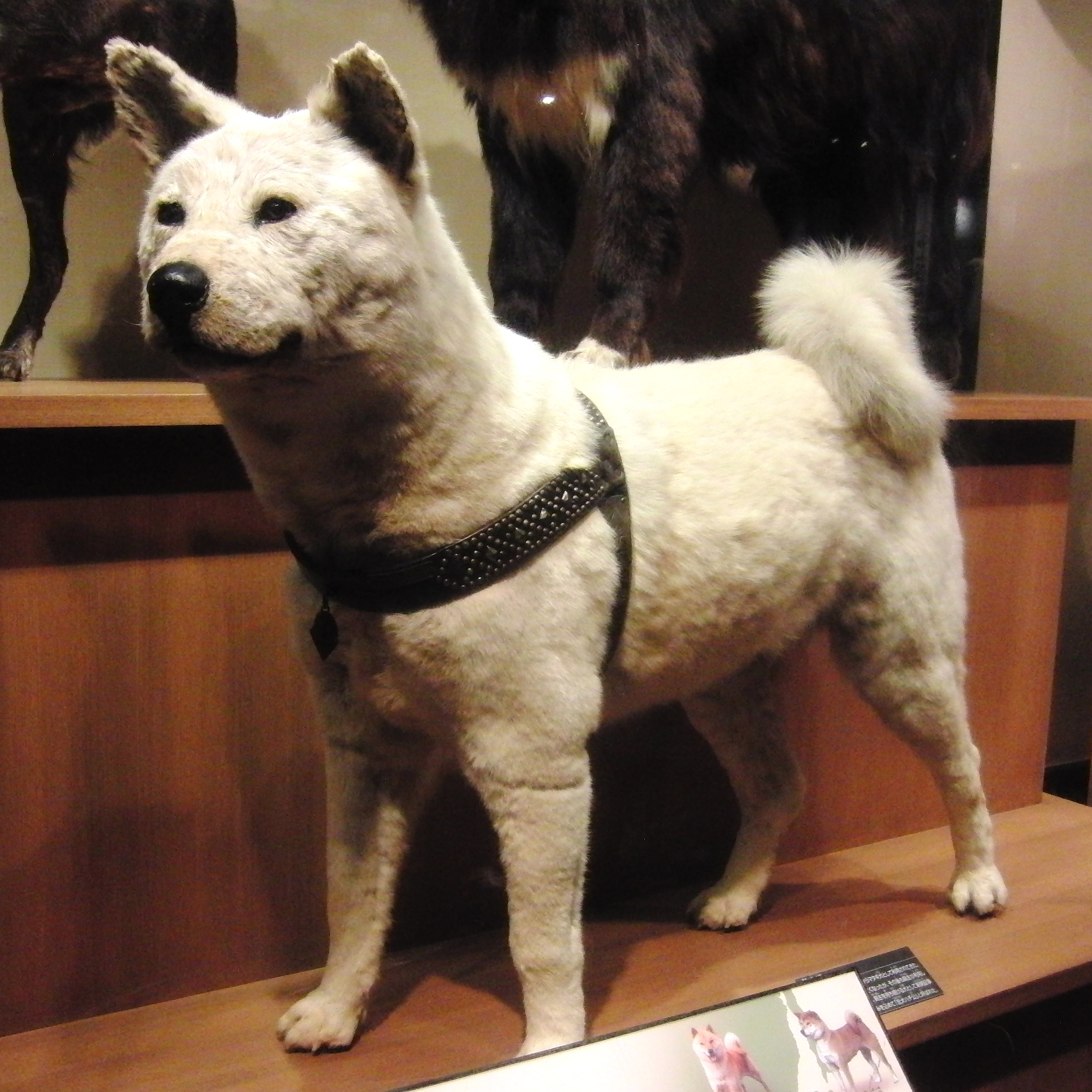
1935: Hachikō

- 1935: In Tokio wird der landesweit als Inbegriff eines treuen Hundes bekannt gewordene Hachikō tot aufgefunden.

### Religion
- 1118: Da Papst Gelasius II. am 24. Januar ohne Benachrichtigung des gebannten Kaisers Heinrich V. gewählt worden ist, lässt dieser als weiteren Höhepunkt des Investiturstreites einen Gegenpapst wählen, nachdem er Gelasius aus Rom vertrieben hat. Der gewählte Maurice Bourdin nimmt den Namen Gregor VIII. an.

### Katastrophen

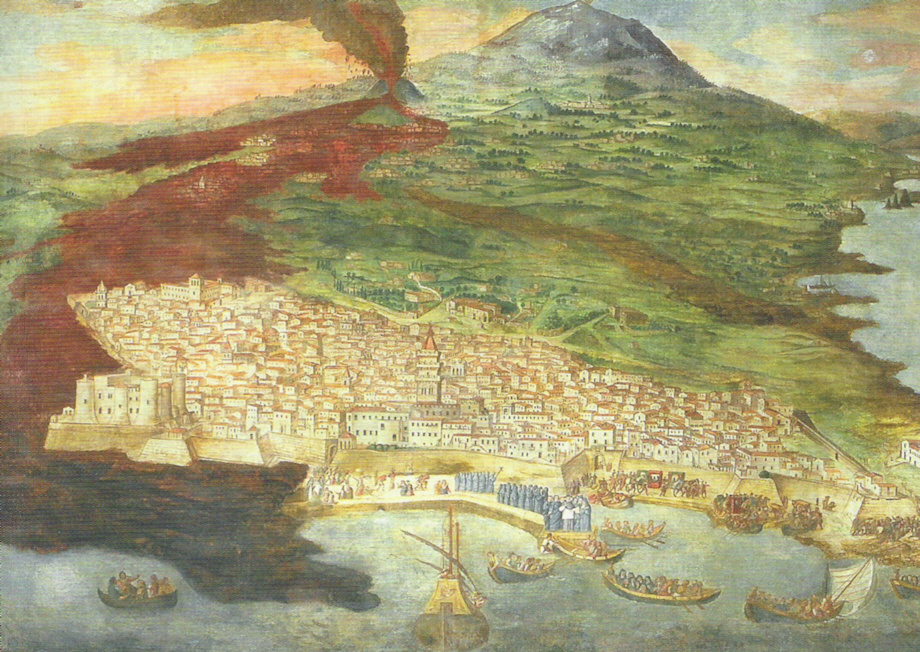
1669: Ausbruch des Ätna

- 1669: Der Vulkan Ätna bricht aus. Die Eruption wird bis zum 11. Juli anhalten und als historisch größte angesehen. Die Stadt Catania wird teilweise, einige Dörfer werden vollständig von Lavamassen zerstört.
- 1968: Das sowjetische U-Boot K-129 geht unter ungeklärten Umständen im Pazifik unter. Alle 86 Mann der Besatzung sterben. Die United States Navy startet nach den erfolglosen russischen Bemühungen, das verloren gegangene Schiff aufzufinden, in der Folge das geheime Azorian-Projekt zur Bergung des Wracks.
- 2014: Eine Boeing 777 auf dem Malaysia-Airlines-Flug 370 verschwindet spurlos und ist seitdem verschollen.

Kleinere Unglücksfälle sind in den Unterartikeln von Katastrophe und in der Liste von Katastrophen aufgeführt.

### Sport
- 1899: In Frankfurt am Main wird der Frankfurter Fußball-Club Victoria von 1899 gegründet, aus dem später durch Fusion mit verschiedenen Frankfurter Clubs der Verein Eintracht Frankfurt hervorgeht.
- 1971: Im Madison Square Garden findet „Kampf des Jahrhunderts“ statt: Beim Aufeinandertreffen zweier ungeschlagener Boxweltmeister verteidigt Joe Frazier seinen Titel im Schwergewicht  gegen Muhammad Ali durch einen Sieg nach Punkten.
- 2005: Die nur als Ersatz für die erkrankte Martina Glagow zur Weltmeisterschaft in Hochfilzen gefahrene Biathletin Andrea Henkel feiert nach ihrem Olympiasieg von 2002 ihren zweiten großen Sieg und wird Weltmeisterin über die 15-km-Strecke.

Einträge von Leichtathletik-Weltrekorden befinden sich unter der jeweiligen Disziplin unter Leichtathletik.

## Geboren

### Vor dem 18. Jahrhundert
- 0974: Lý Thái Tổ, Herrscher des Reiches Đại Cồ Việt
- 1286: Johann III., Herzog der Bretagne
- 1293: Kitabatake Chikafusa, japanischer Staatsmann, Feldherr und Historiker
- 1422: Jacopo Ammannati Piccolomini, italienischer Bischof und Kardinal
- 1495: Rosso Fiorentino, italienischer Maler
- 1495: Johannes von Gott, spanischer Ordensgründer

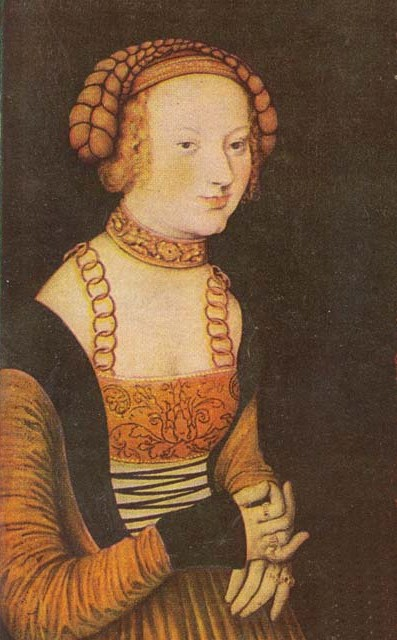
Sidonie von Sachsen (* 1518)

- 1518: Sidonie von Sachsen, Herzogin von Braunschweig-Calenberg
- 1527: Martin von Gerstmann, Fürstbischof von Breslau und Oberlandeshauptmann von Schlesien
- 1542: Wolfgang Amling, deutscher Theologe
- 1549: Anton, Graf von Holstein-Schaumburg und Bischof von Minden
- 1566: Carlo Gesualdo, italienischer Fürst und Komponist
- 1598: Johann Peter Lotichius, deutscher Humanist, Mediziner, Poet und Historiograph
- 1607: Johann Rist, deutscher Dichter und Prediger
- 1611: Johann Duve, deutscher Kaufmann und Bankier
- 1612: Gerrit Roosen, Diakon, Prediger der Mennonitengemeinde zu Altona und Hamburger Kaufmann
- 1622: Friedrich Ulrich Calixt, deutscher Theologe

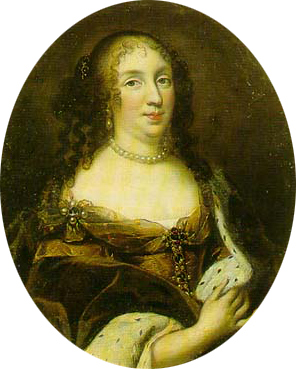
Elisabeth Angélique de Montmorency (* 1627)

- 1627: Elisabeth Angélique de Montmorency, Herzogin von Châtillon und von Mecklenburg-Schwerin
- 1629: János Kájoni, rumänischer Komponist
- 1642: Leodegar Keller, Luzerner Kleinrat, Landschreiber und Salzdirektor
- 1649: Johann Philipp Krieger, deutscher Komponist, Organist und Kapellmeister
- 1650: Hans von Assig, deutscher Dichterjurist
- 1662: August Wilhelm, Herzog zu Braunschweig und Lüneburg
- 1679: Charlotte Amalie von Hessen-Wanfried, Adelige
- 1681: Balthasar Geyder, deutscher Theologe und Autor

### 18. Jahrhundert
- 1701: Moritz Casimir I. von Bentheim-Tecklenburg, reg. Graf von Tecklenburg und Limburg, Herr zu Rheda

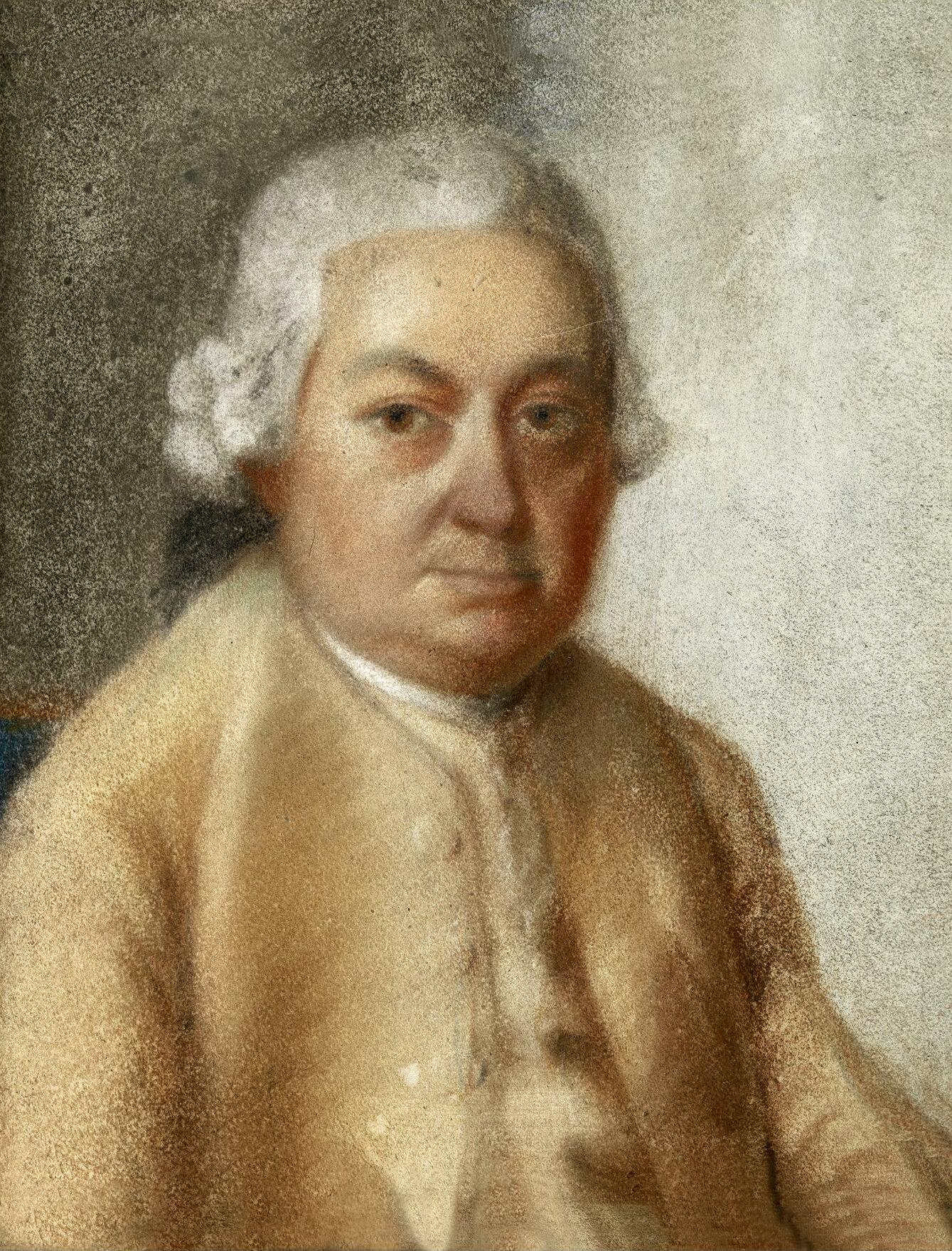
Carl Philipp Emanuel Bach (* 1714)

- 1714: Carl Philipp Emanuel Bach, deutscher Komponist
- 1720: Paul von Natalis, preußischer Generalmajor
- 1724: Ernst Friedrich, Herzog von Sachsen-Coburg-Saalfeld
- 1728: Johann Friedrich von Tröltsch, deutscher Jurist

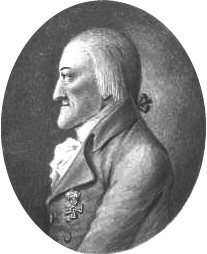
Johann Amadeus Franz von Thugut (* 1736)

- 1736: Johann Amadeus Franz von Thugut, österreichischer Staatsmann und Minister
- 1739: Joachim van Plettenberg, Gouverneur der Kapkolonie
- 1743: Jakob Mauvillon, deutscher Militärschriftsteller
- 1747: Johann Peter Melchior, deutscher Bildhauer
- 1748: Daniel Klugkist, deutscher Jurist und Kommunalpolitiker, Senator und Bürgermeister von Bremen
- 1748: Wilhelm V., Fürst von Oranien und Nassau, Statthalter der Niederlande
- 1753: William Roscoe, englischer Jurist, Biologe und Historiker
- 1761: Jan Potocki, polnischer Romancier, Historiker und Ethnologe
- 1762: Johann Babor, Benediktiner und Hochschullehrer
- 1772: Ludwig August Neubronn von Eisenburg, badischer Oberst und Kammerherr
- 1777: David Christoph Huber, Schweizer Geistlicher
- 1778: Jean Toussaint Arrighi de Casanova, Herzog von Padua, französischer General und Politiker
- 1780: Thomas Carr, US-amerikanischer Musikverleger, Komponist und Organist
- 1782: Anna Maria Lasinsky, deutsche Dichterin der Romantik
- 1783: Gottfried Wilhelm Fink, deutscher Komponist
- 1788: Antoine César Becquerel, französischer Physiker
- 1789: August Alexander Kämmerer, deutscher Geologe und Apotheker
- 1797: Maximilien Simon, französischer Komponist und Staatsbediensteter
- 1799: Simon Cameron, US-amerikanischer Kriegsminister

### 19. Jahrhundert

#### 1801–1850
- 1807: Alphonse Thys, französischer Komponist
- 1808: Charles Merivale, britischer Historiker und Dekan der Kathedrale von Ely
- 1809: Vinzenz Kreuzer, österreichischer Zeichner und Landschaftsmaler
- 1811: Friedrich Wilhelm Winzer, deutscher Orgelbauer
- 1815: Hermann Wagener, deutscher Jurist, Chefredakteur, preußischer Ministerialbeamter und Politiker

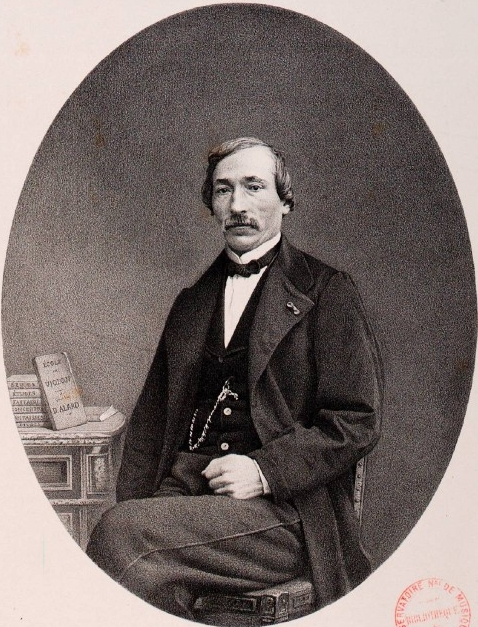
Jean-Delphin Alard (* 1815)

- 1815: Jean-Delphin Alard, französischer Violinist und Komponist
- 1816: Jean Louis Cabanis, deutscher Ornithologe
- 1818: Heinrich Albert Hofmann, deutscher Buchhändler, Verleger und Theaterleiter
- 1818: Mary Frances Sherwood Hopkins Searles, US-amerikanische Millionärin und Mäzenin
- 1822: Ignacy Łukasiewicz, polnischer Chemiker, Apotheker und Erfinder
- 1823: Gyula Andrássy, österreichisch-ungarischer Politiker
- 1824: Friedrich Wilhelm Dörpfeld, deutscher Pädagoge (Herbartianer)
- 1825: Friedrich Strehlke, deutscher Pädagoge und Literaturwissenschaftler
- 1827: Wilhelm Bleek, deutscher Sprachwissenschaftler
- 1827: Ernst Schalck, deutscher Maler, Zeichner und Karikaturist
- 1829: Marie Seebach, deutsche Schauspielerin und Opernsängerin
- 1838: Adolph L’Arronge, deutscher Bühnenautor, Theaterleiter, Theaterkritiker und Dirigent
- 1838: Ernst Meisel, deutscher Historienmaler
- 1838: Francisco Romero Robledo, spanischer Jurist und Politiker
- 1838: Hermann Friedrich Wendt, deutscher Mediziner und Hochschullehrer

Josephine Cochrane (* 1839)

- 1839: Josephine Cochrane, US-amerikanische Erfinderin
- 1839: James Mason Crafts, US-amerikanischer Chemiker
- 1840: Gideon Dael von Köth-Wanscheid, hessischer Gutsbesitzer und Politiker
- 1840: Franco Faccio, italienischer Komponist und Dirigent
- 1840: Victor Luntz, Architekt und Hochschullehrer in Wien
- 1841: Gregor Münst, deutscher Verwaltungsbeamter
- 1844: Marguerite Olagnier, französische Opernsängerin, Schriftstellerin und Komponistin
- 1844: Georg Wilhelm Rauchenecker, deutscher Geiger und Musikdirektor
- 1846: Anna Magdalena Appel, deutsche Balletttänzerin und Großherzogin

Carl von Bach (* 1847)

- 1847: Carl von Bach, deutscher Maschinenbauingenieur und Hochschullehrer
- 1848: Karl von Amira, deutscher Rechtshistoriker
- 1849: Rinaldo Simen, Schweizer Journalist und Politiker
- 1850: Carl Robert, deutscher Altphilologe und Archäologe

#### 1851–1900
- 1852: Anna Gerresheim, deutsche Malerin, Grafikerin und Mitbegründerin der Künstlerkolonie Ahrenshoop
- 1852: Takamura Kōun, japanischer Bildhauer
- 1853: Eduard Bertz, deutscher Schriftsteller, Philosoph, Bibliothekar und Übersetzer
- 1853: Frank Swett Black, US-amerikanischer Politiker
- 1854: Alfred von Bake, preußischer Beamter
- 1854: Gabriel Pierre Deville, französischer Politiker, Historiker, Publizist und Diplomat
- 1854: Franz Siegwart, Schweizer Offizier und Beamter

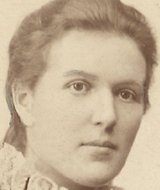
Marie Lang (* 1858)

- 1858: Marie Lang, österreichische Frauenrechtlerin und Theosophin
- 1861: Francis Lodowick York, US-amerikanischer Organist, Komponist und Musikpädagoge

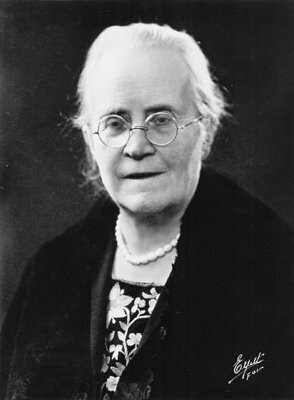
Henni Forchhammer (* 1863)

- 1863: Henni Forchhammer, dänische Sprachenlehrerin und Frauenrechtlerin
- 1864: Robert Sieger, österreichischer Geograph und Hochschullehrer
- 1864: Mathilda Wrede, finnlandschwedische Aristokratin, die sich dem Verbessern von Lebensumständen Gefangener und Unterprivilegierter widmete
- 1865: Frederic William Goudy, US-amerikanischer Typograf
- 1865: William Henry Sheppard, afro-amerikanischer Missionar in Afrika
- 1867: Charles Engelhard, US-amerikanischer Industrieller
- 1867: Orus Jones, US-amerikanischer Golfer
- 1868: Georges Guiraud, französischer Komponist, Organist und Musikpädagoge
- 1869: Rudolf Wissell, deutscher Politiker, MdR, Reichsminister
- 1870: Erich Schultz-Ewerth, deutscher Kolonialbeamter und Schriftsteller
- 1872: Paul Juon, Schweizer Komponist russisch-schweizerischer Abstammung
- 1873: Anna Held, Schauspielerin
- 1873: Mathilde Jacob, deutsche Sozialistin, Rosa-Luxemburg-Vertraute
- 1873: Fritz Wucherer, deutscher Maler Schweizer Herkunft
- 1874: Franz Anderle, österreichischer Offizier
- 1874: Lina Hilger, deutsche Pädagogin
- 1874: Ethel Tawse Jollie, rhodesische Publizistin, Schriftstellerin und erste weibliche Abgeordnete im British Empire außerhalb Großbritanniens
- 1874: Gabriel Scott, norwegischer Schriftsteller
- 1875: Franco Alfano, italienischer Komponist
- 1877: Albert Dankert, deutscher Arbeitersportler
- 1877: Carl Mannich, deutscher Chemiker
- 1877: Šatrijos Ragana, litauische Schriftstellerin

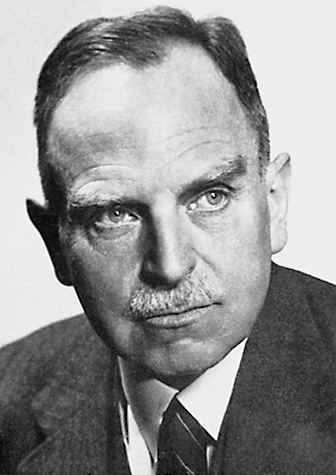
Otto Hahn (* 1879)

- 1879: Otto Hahn, deutscher Chemiker, Pionier der Radiochemie, Entdecker der Kernspaltung des Urans, Nobelpreisträger
- 1879: Mechtilde Lichnowsky, deutsche Schriftstellerin
- 1880: Ola Alsen, deutsche Schriftstellerin und Redakteurin
- 1882: Ottilie Wollmann, deutsche Bildhauerin, Opfer der Shoa
- 1883: Adolf Köster, deutscher Politiker und Diplomat, Reichsminister
- 1884: Uma Nehru, indische Politikerin und Publizistin
- 1886: Edward Calvin Kendall, US-amerikanischer Biochemiker
- 1886: Richard Charles Mills, australischer Wirtschaftswissenschaftler
- 1886: Helen Parkhurst, US-amerikanische Reformpädagogin und Autorin
- 1887: Patrick O’Connell, irischer Fußballspieler und -trainer

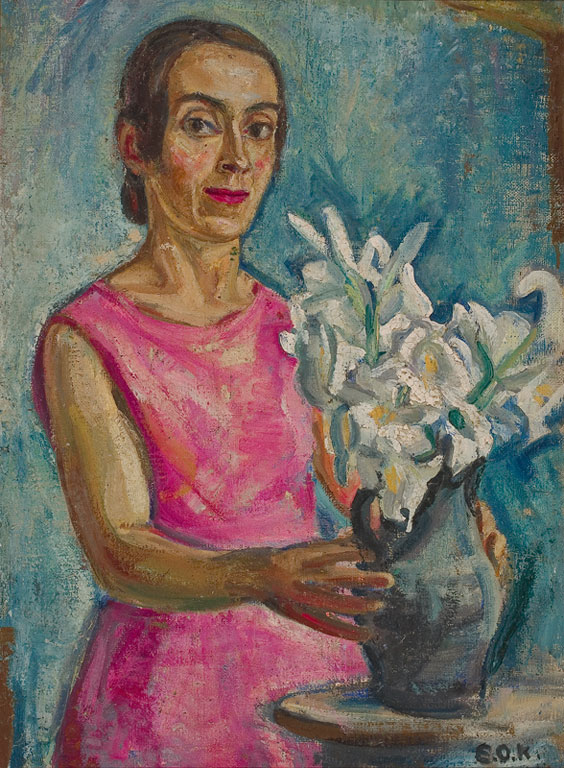
Elsa Oeltjen-Kasimir (* 1887)

- 1887: Elsa Oeltjen-Kasimir, deutsch-slowenische Bildhauerin, Malerin und Grafikerin
- 1887: Anuschawan Ter-Gewondjan, armenischer Komponist
- 1890: Johannes Albers, deutscher Politiker, MdL, MdB
- 1890: Oswald von Nell-Breuning, deutscher Theologe, Jesuit, Nationalökonom und Sozialphilosoph, Mitbegründer der katholischen Soziallehre
- 1890: George Froeschel, österreichisch-amerikanischer Schriftsteller und Drehbuchautor
- 1890: Thekla Schild, deutsche Architektin
- 1891: Sam Jaffe, US-amerikanischer Schauspieler
- 1891: Else Ulbrich, deutsche Politikerin
- 1891: Sophie Reuschle, deutsche Schriftstellerin
- 1892: Mississippi John Hurt, US-amerikanischer Blues-Sänger und Gitarrist
- 1892: Edmond Vanwaes, belgischer Ruderer
- 1894: Iwan Wassiljewitsch Obreimow, russischer Physiker

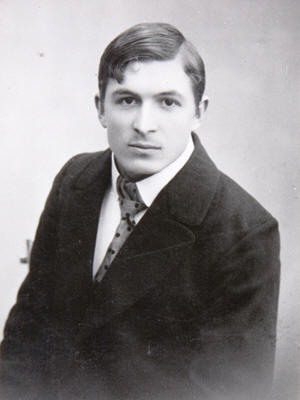
Wäinö Aaltonen (* 1894)

- 1894: Wäinö Aaltonen, finnischer Bildhauer

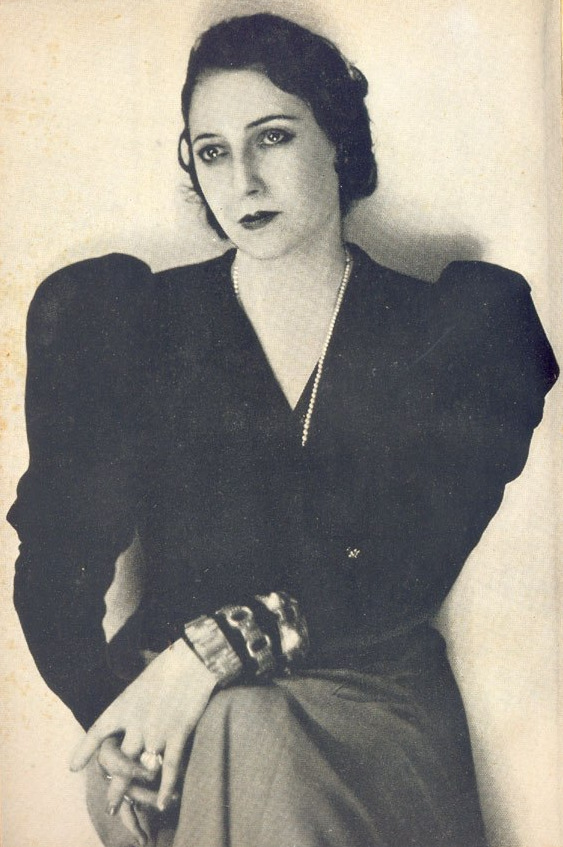
Juana de Ibarbourou (* 1895)

- 1895: Juana de Ibarbourou, Dichterin aus Uruguay
- 1896: Alis Guggenheim, Schweizer Bildhauerin und Malerin
- 1897: Franziska Fischer, bayerische Bäuerin und Senatorin
- 1897: Herbert Otto Gille, deutscher General der SS und Waffen-SS
- 1898: Karl Weber, deutscher Rechtsanwalt und Politiker, MdB und Bundesminister
- 1898: Theophilus E. Dönges, südafrikanischer Politiker
- 1899: Eric Linklater, britischer Schriftsteller aus Schottland
- 1900: Henry Abel Smith, britischer Offizier und Gouverneur von Queensland

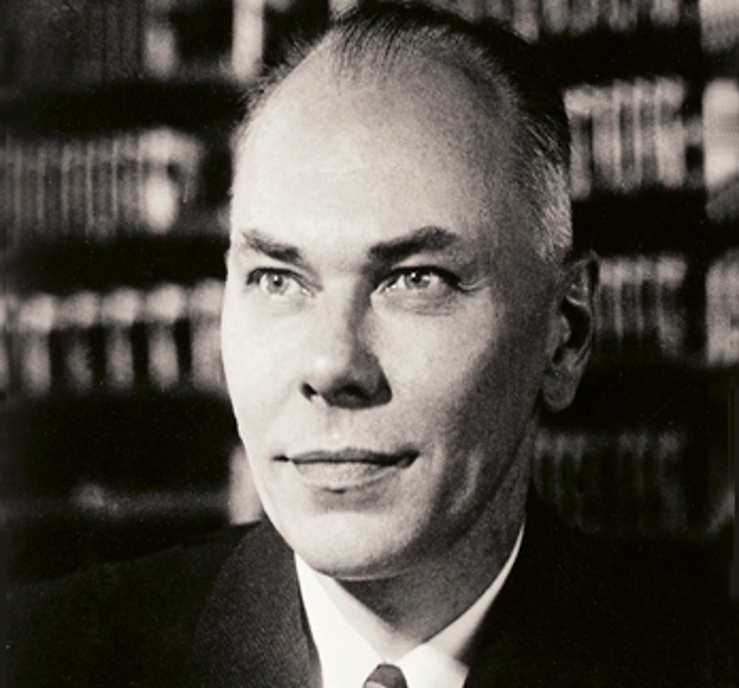
Howard Hathaway Aiken (* 1900)

- 1900: Howard Hathaway Aiken, US-amerikanischer Computerpionier, Entwickler eines der ersten digitalen Großrechner (Mark I)
- 1900: Ray Crist, US-amerikanischer Chemiker
- 1900: Otto Peltzer, deutscher Leichtathlet und Trainer

### 20. Jahrhundert

#### 1901–1925
- 1901: Karl Abenthum, deutscher Pfarrer und Päpstlicher Hausprälat
- 1901: Wilhelm Pleyer, deutscher Journalist und Schriftsteller aus dem Sudetenland
- 1902: Louise Beavers, US-amerikanische Schauspielerin
- 1902: Hanna Cauer, deutsche Bildhauerin und Malerin
- 1903: Heinrich Troßbach, deutscher Leichtathlet
- 1903: Robert Uhrig, deutscher Kommunist und Widerstandskämpfer gegen den Nationalsozialismus
- 1904: Hedwig Bienkowski-Andersson, deutsche Essayistin und Schriftstellerin

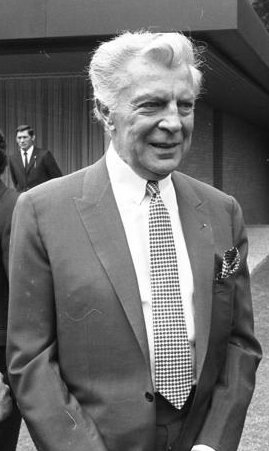
Viktor de Kowa (* 1904)

- 1904: Viktor de Kowa, deutscher Theater- und Filmschauspieler und Regisseur
- 1904: Ilse Ledermann-Citroen, Fotografin, Opfer der Shoah
- 1904: Hans Tschiggfrey, österreichischer Politiker

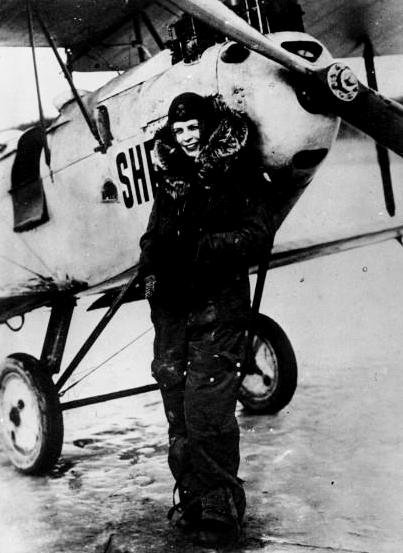
Eva Dickson (* 1905)

- 1905: Eva Dickson, schwedische Entdeckerin, Rallyefahrerin, Fliegerin und Reiseschriftstellerin
- 1906: Victor Hasselblad, schwedischer Photograph, Erfinder und Unternehmer
- 1907: Konstantinos Karamanlis, griechischer Jurist und Politiker, mehrfacher Premierminister und Staatspräsident
- 1908: María Uribe, mexikanische Speerwerferin
- 1909: Alberto Echagüe, argentinischer Sänger und Liedtexter
- 1909: László Rajk, ungarischer Politiker
- 1910: Carl-Axel Acking, schwedischer Architekt und Möbeldesigner
- 1910: Claire Trevor, US-amerikanische Schauspielerin
- 1911: Herbert Abel, deutscher Geograph und Museumsdirektor
- 1911: Alan Hovhaness, US-amerikanischer Komponist
- 1911: Wilhelm Sandner, deutscher Eisschnellläufer
- 1911: François Stahly, deutsch-französischer Bildhauer
- 1912: Aloys Odenthal, deutscher Architekt und Widerstandskämpfer gegen den Nationalsozialismus

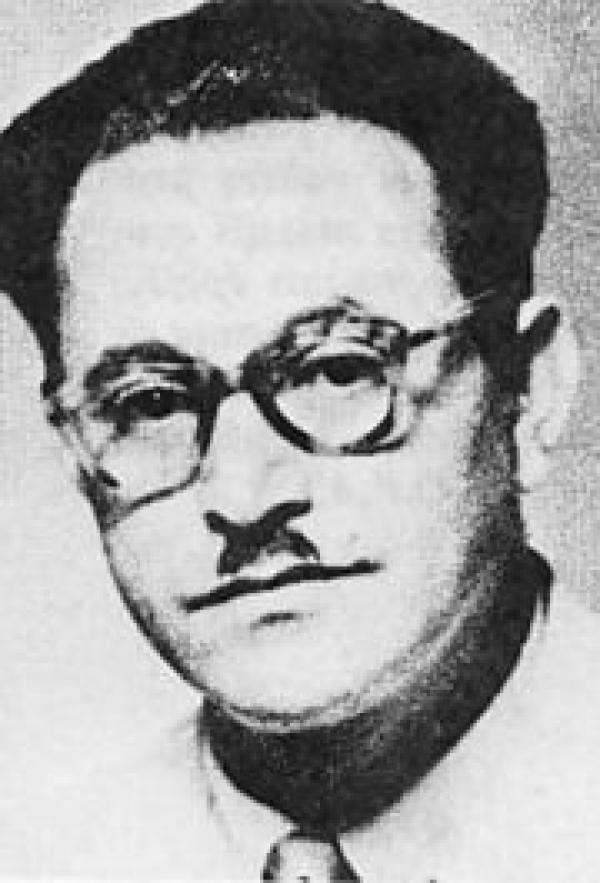
Mouloud Feraoun (* 1913)

- 1913: Mouloud Feraoun, algerischer Schriftsteller
- 1914: Uvo Hölscher, deutscher klassischer Philologie
- 1914: Priscilla Lawson, US-amerikanische Schauspielerin
- 1914: Abraham S. Luchins, US-amerikanischer Gestaltpsychologe
- 1914: Eva Niestrath-Berger, deutsche Bildhauerin
- 1914: Ivan Romanoff, kanadischer Dirigent, Geiger, Arrangeur und Komponist
- 1914: Jakow Borissowitsch Seldowitsch, sowjetischer Atomphysiker
- 1914: Afonsinho, brasilianischer Fußballspieler
- 1914: Frank Soo, englischer Fußballspieler, auch als erster nicht-weißer englischer Nationalspieler bezeichnet
- 1915: Hans Erzer, Schweizer Jurist und Politiker

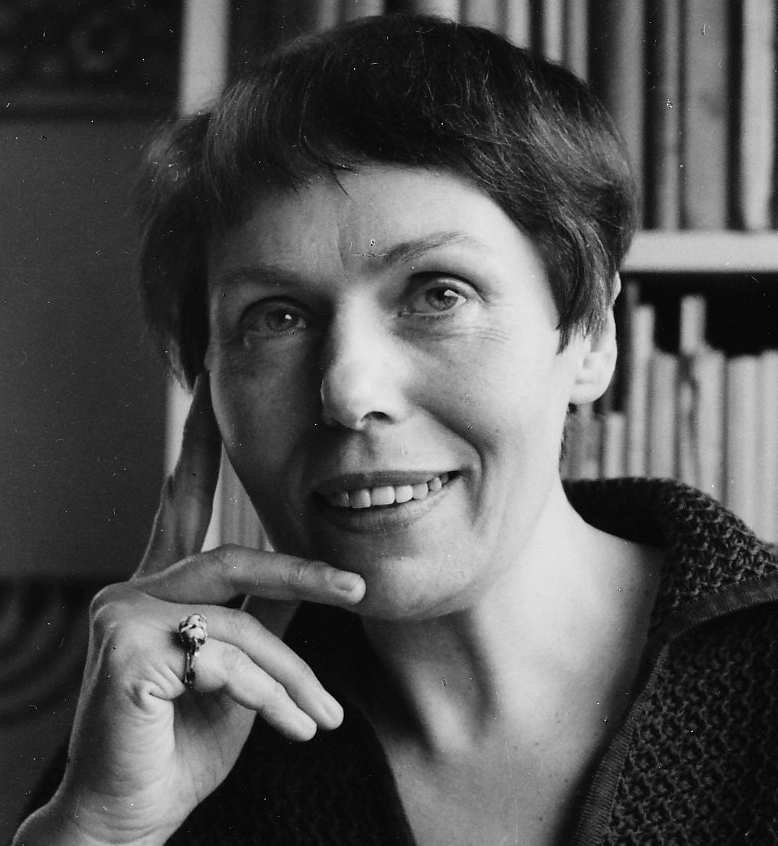
Charlotte Niemann (* 1915)

- 1915: Charlotte Niemann, deutsche Regisseurin und Komponistin

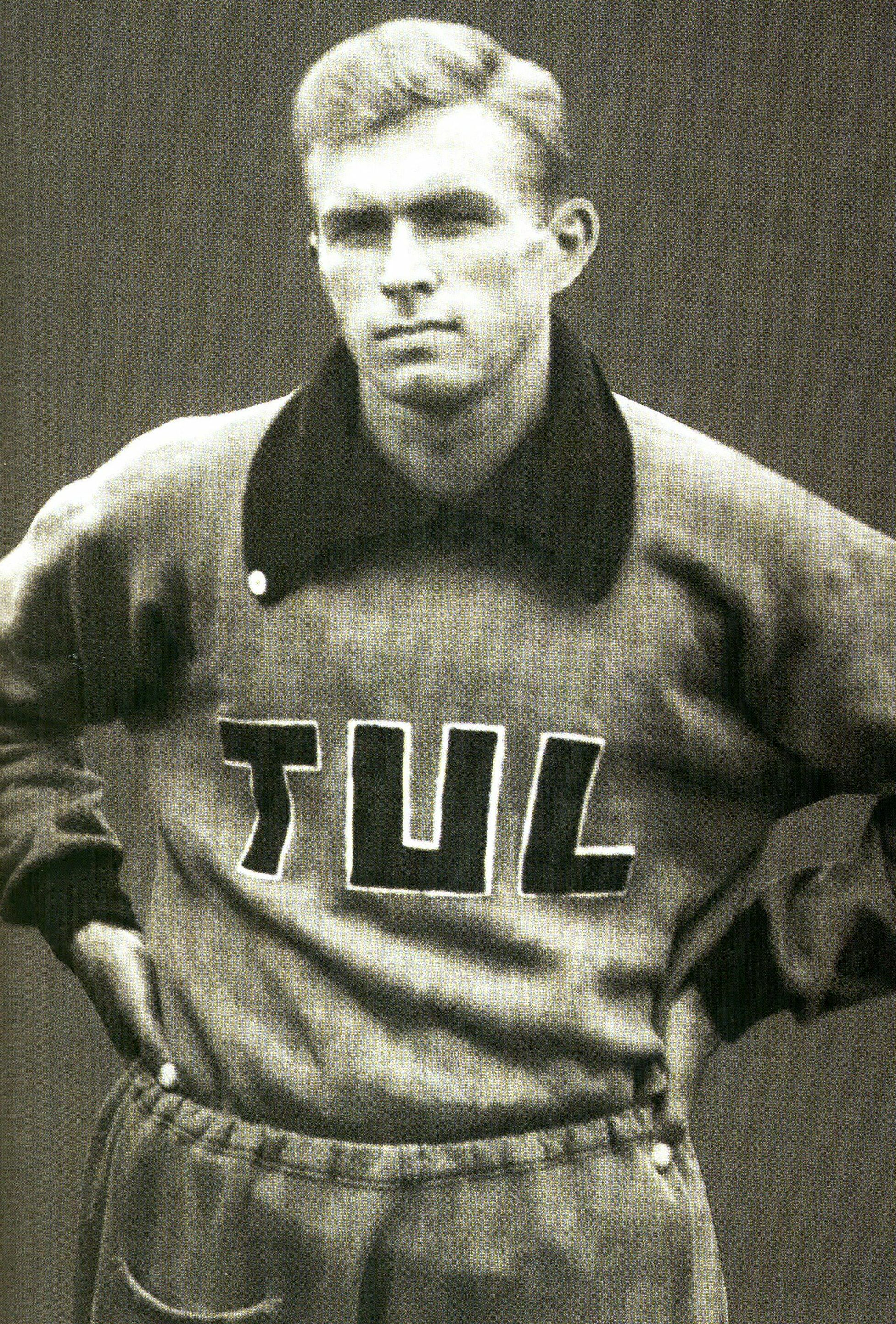
Tapio Rautavaara (* 1915)

- 1915: Tapio Rautavaara, finnischer Leichtathlet, Musiker und Schauspieler
- 1915: Pelagia Scheffczyk, polnische Fakturistin, Mitarbeiterin im polnischen Nachrichtendienst und Opfer der NS-Kriegsjustiz
- 1916: Red Callender, US-amerikanischer Jazzbassist (Kontrabass und Tuba)
- 1916: Peter Gingold, deutscher Kommunist und Widerstandskämpfer gegen den Nationalsozialismus
- 1916: Yvon Petra, französischer Tennisspieler
- 1916: Robert Wolfgang Schnell, deutscher Schriftsteller
- 1917: Leslie Fiedler, US-amerikanischer Literaturwissenschaftler und -kritiker
- 1917: Paula Hahn-Weinheimer, deutsche Geochemikerin
- 1917: Petar Hristoskov, bulgarischer Komponist, Geiger und Musikpädagoge
- 1918: Eileen Herlie, britische Schauspielerin
- 1919: Patrick Vincent Ahern, US-amerikanischer Geistlicher und Weihbischof
- 1919: Mavor Moore, kanadischer Autor, Librettist, Komponist, Musikkritiker und -pädagoge, Regisseur und Produzent
- 1919: Erika Rumsfeld, deutsche Schauspielerin und Hörspielsprecherin
- 1920: George Keith Batchelor, australischer Mathematiker und Physiker
- 1920: Eva Dahlbeck, schwedische Schauspielerin und Schriftstellerin
- 1920: Gertrude Wondrack, österreichische Gewerkschafterin und Politikerin
- 1920: Vera-Maria Ruthenberg, deutsche Kunsthistorikerin
- 1921: Alexei Berest, sowjetischer Offizier, hisste auf einem nachgestellten Bild die sowjetische Fahne auf dem Reichstag
- 1921: József Romhányi, ungarischer Drehbuchautor, Librettist und Lyriker

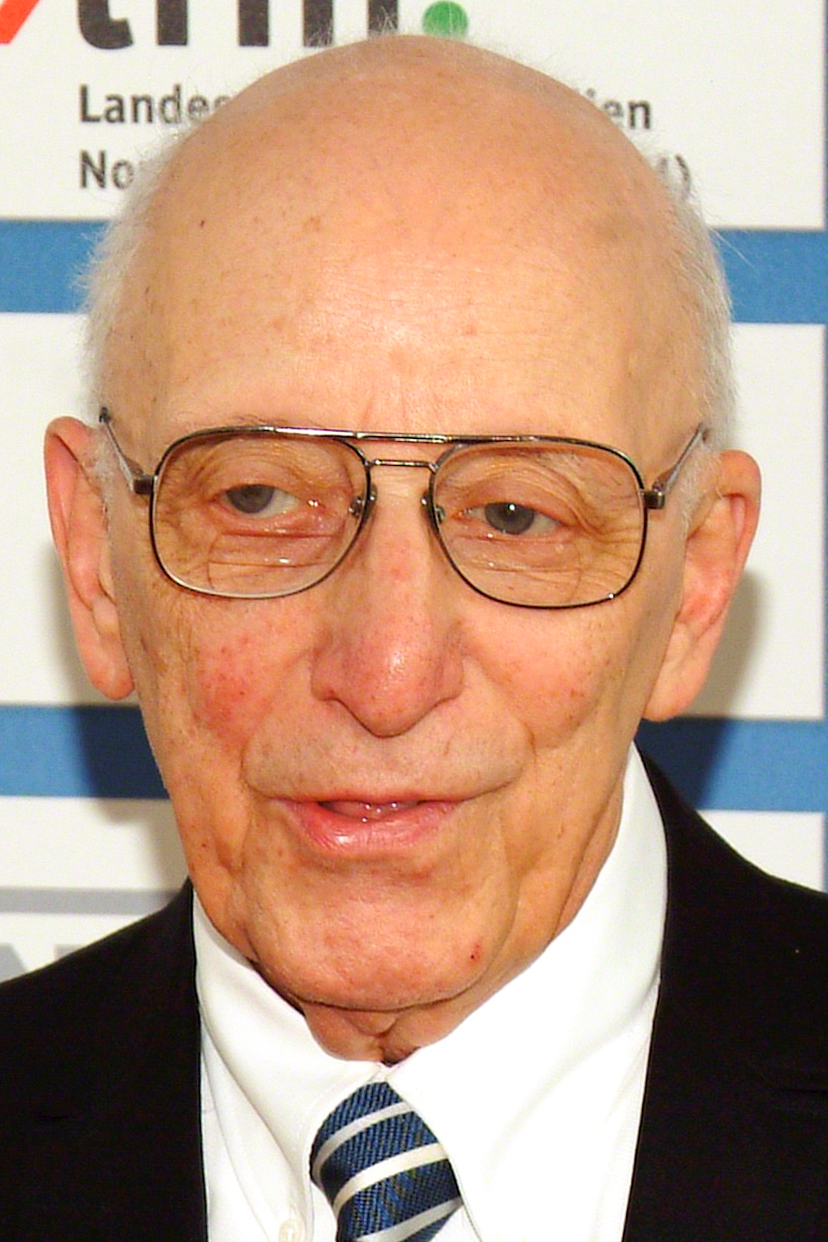
Ralph Baer (* 1922)

- 1922: Ralph Baer, US-amerikanischer Spieleentwickler
- 1922: Cyd Charisse, US-amerikanische Filmschauspielerin
- 1922: Heinar Kipphardt, deutscher Schriftsteller und Vertreter des Dokumentartheaters
- 1922: Shigeru Mizuki, japanischer Manga-Zeichner
- 1922: Chuck Murphy, US-amerikanischer Country- und Rockabilly-Musiker
- 1922: Benedikt Posch, österreichischer Journalist und Verleger
- 1923: Ruprecht Essberger, deutscher Fernsehautor und Regisseur
- 1923: Richard Ey, deutscher Landwirt und Politiker
- 1923: Walter Jens, deutscher Altphilologe, Literaturhistoriker, Schriftsteller, Kritiker und Übersetzer
- 1923: Kurt Wilhelm, deutscher Regisseur und Autor
- 1924: Nina Alexejewna Lobkowskaja, sowjetische Scharfschützin
- 1925: Warren Bennis, US-amerikanischer Wirtschaftswissenschaftler

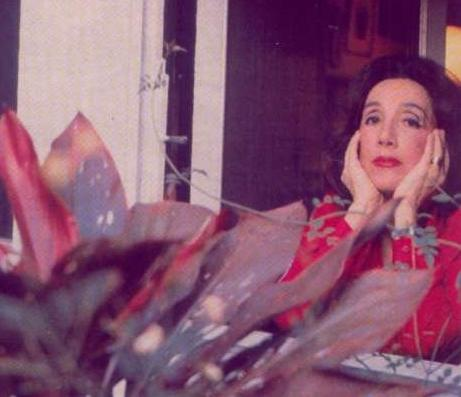
Marta Lynch (* 1925)

- 1925: Marta Lynch, argentinische Schriftstellerin
- 1925: Francisco Rabal, spanischer Schauspieler

#### 1926–1950
- 1926: Giovan Battista Fabbri, italienischer Fußballspieler und -trainer
- 1926: Franco Faggi, italienischer Ruderer
- 1926: Christian von Ferber, deutscher Ökonom und Soziologe
- 1926: Paul Gnaier, deutscher Fechter und Sportfunktionär
- 1926: Wolfgang Greese, deutscher Schauspieler
- 1926: Grigori Kromanov, estnischer Theater- und Filmregisseur
- 1926: Francisco Rabal, spanischer Schauspieler

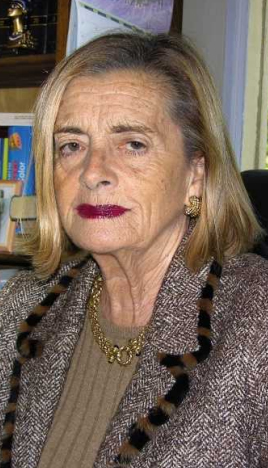
Josefina Rodríguez de Aldecoa (* 1926)

- 1926: Josefina Rodríguez de Aldecoa, spanische Schriftstellerin
- 1926: Henriette Schmidt-Burkhardt, deutsche Unternehmerin und Mäzenin
- 1927: Helmut Becker, deutscher Önologe, Experte für Weinbau und Rebenzüchtung
- 1927: Josef Berg, tschechischer Komponist
- 1927: Dick Hyman, US-amerikanischer Jazz-Pianist
- 1927: Simon Jubani, albanischer katholischer Geistlicher
- 1927: Stanisław Kania, polnischer Politiker und Parteifunktionär
- 1927: Harry Thürk, deutscher Schriftsteller und Drehbuchautor

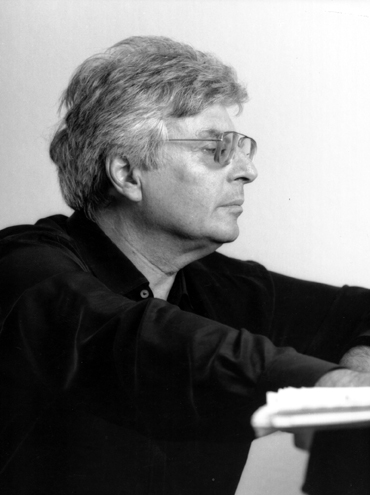
Frank Michael Beyer (* 1928)

- 1928: Frank Michael Beyer, deutscher Komponist und Dirigent
- 1928: Bill Lomas, britischer Motorradrennfahrer
- 1928: Jacqueline Richard, kanadische Pianistin, Korrepetitorin und Dirigentin
- 1929: Hebe Camargo, brasilianische Fernsehmoderatorin, Sängerin, Schauspielerin und Synchronsprecherin

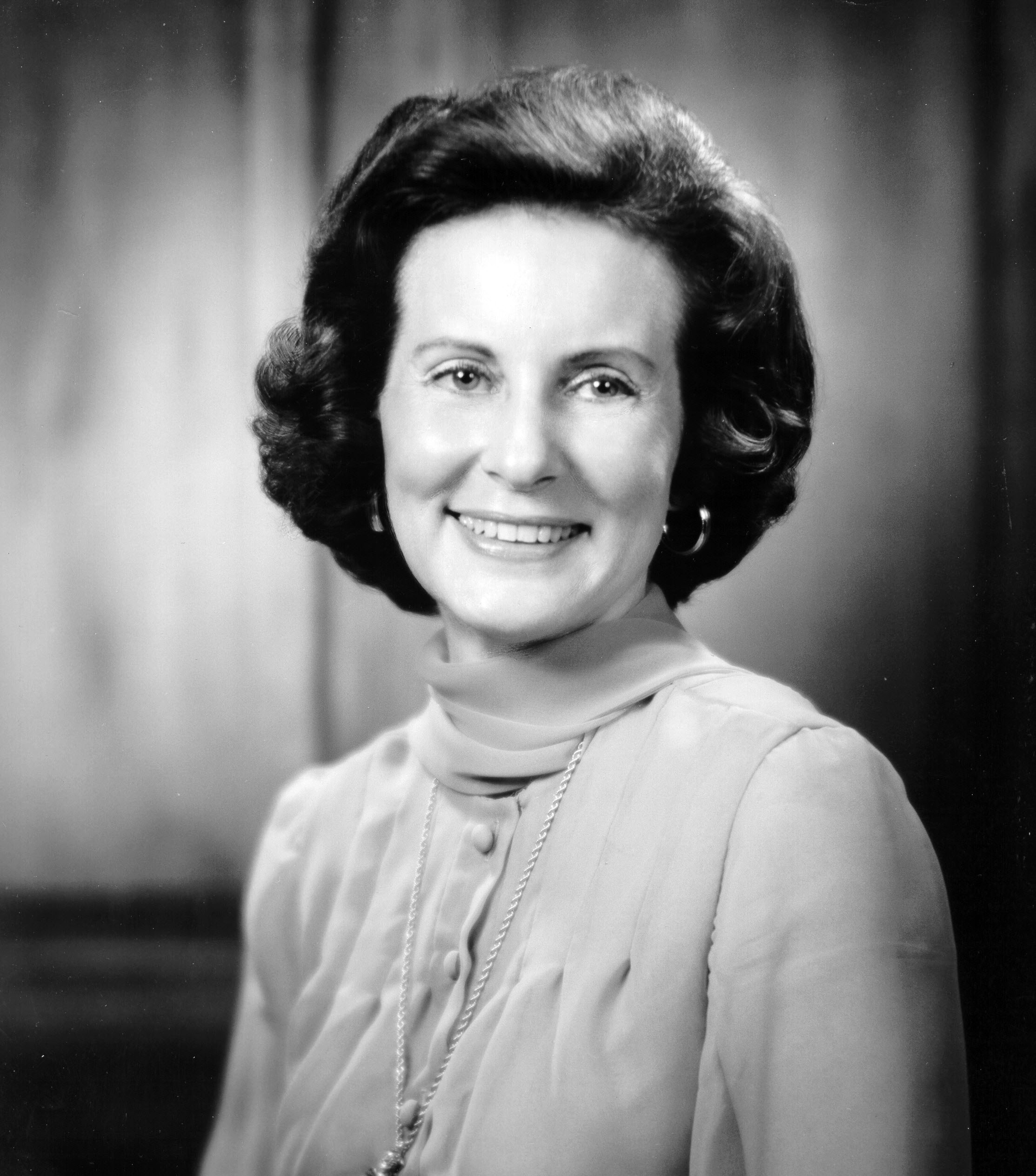
Elaine Edwards (* 1929)

- 1929: Elaine S. Edwards, US-amerikanische Politikerin
- 1929: Val Gow, neuseeländische Badmintonspielerin
- 1929: Gotthilf Hempel, deutscher Meeresbiologe
- 1929: Manfred Jenning, deutscher Hausautor, Spielleiter und Regisseur, Sprecher der Augsburger Puppenkiste
- 1929: Greta Magnusson, schwedische Weitspringerin und Sprinterin
- 1929: Nicodemo „Little Nicky“ Domenico Scarfo, italienisch-amerikanischer Mobster der amerikanischen Cosa Nostra
- 1930: Franz Gertsch, Schweizer Maler

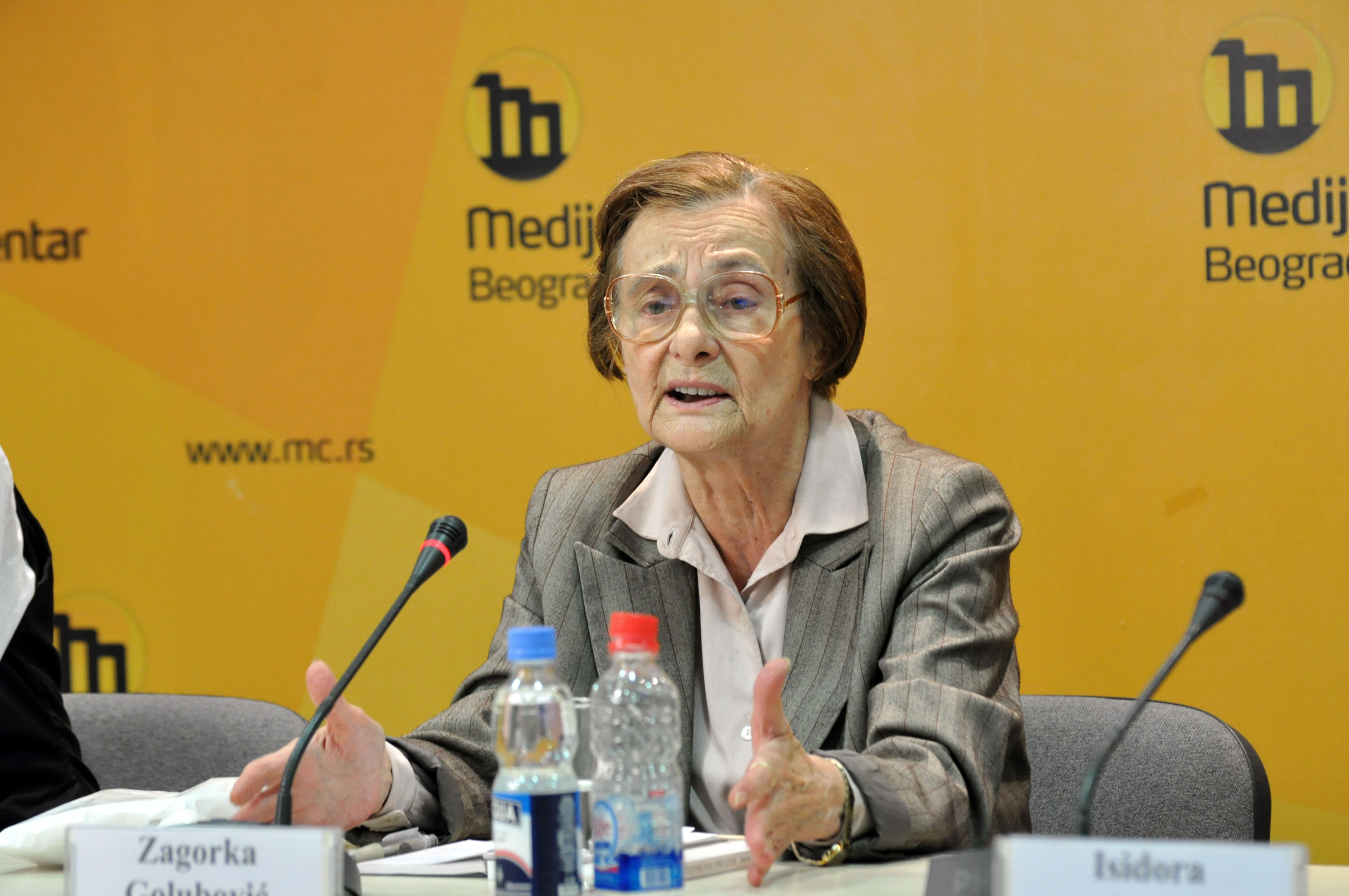
Zagorka Golubović (* 1930)

- 1930: Zagorka Golubović, jugoslawische bzw. serbische Soziologin und Anthropologin
- 1930: Douglas Hurd, britischer Politiker
- 1930: Lonny Kellner, deutsche Schauspielerin und Sängerin
- 1930: Almuth Lütkenhaus, deutsche bildende Künstlerin

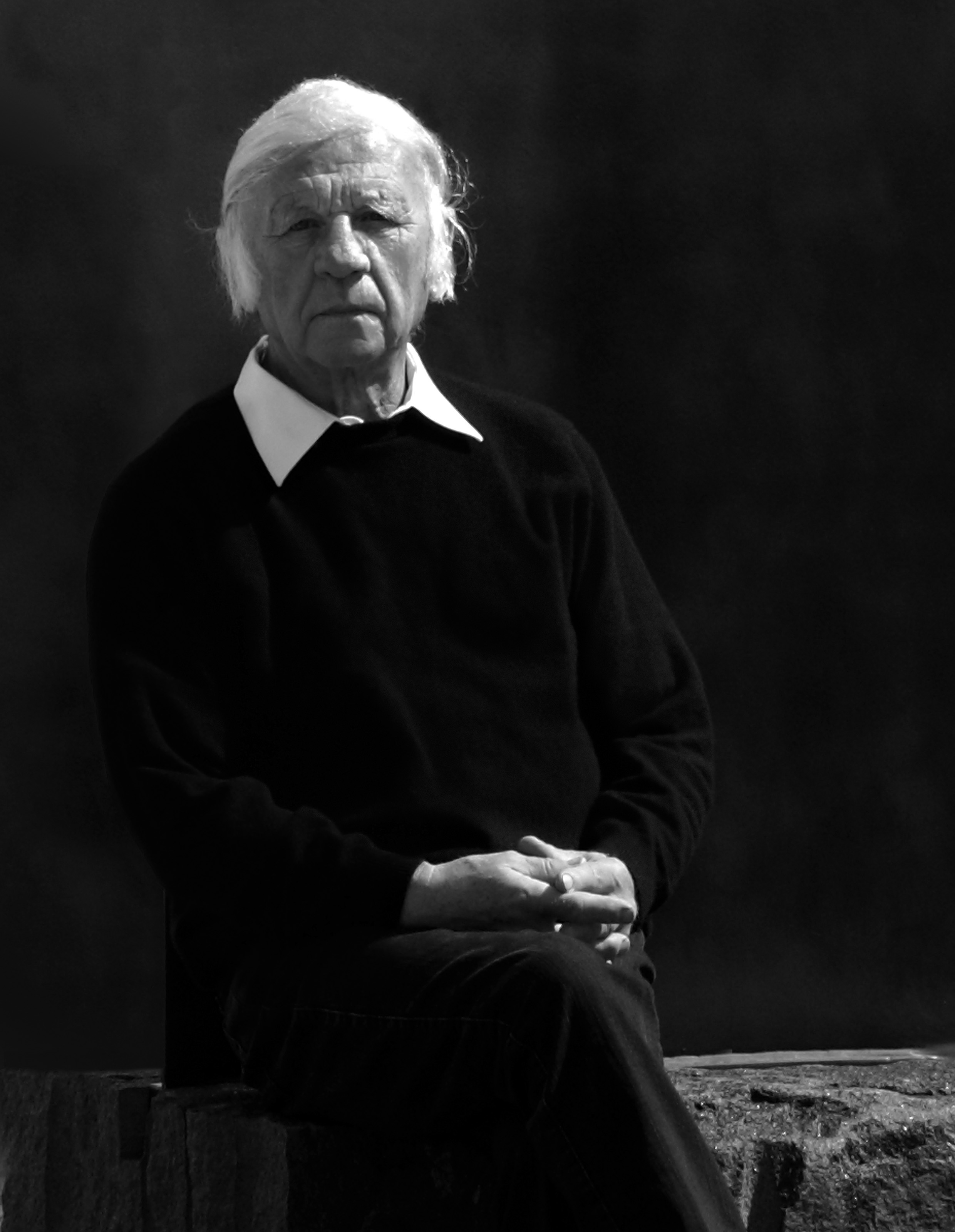
Heinz Mack (* 1931)

- 1931: Heinz Mack, deutscher Bildhauer, Maler und Objektkünstler, Mitbegründer der Gruppe ZERO
- 1931: Neil Postman, US-amerikanischer Medienwissenschaftler
- 1932: Alain Bernaud, französischer Komponist
- 1932: Erling Blöndal Bengtsson, dänischer Cellist

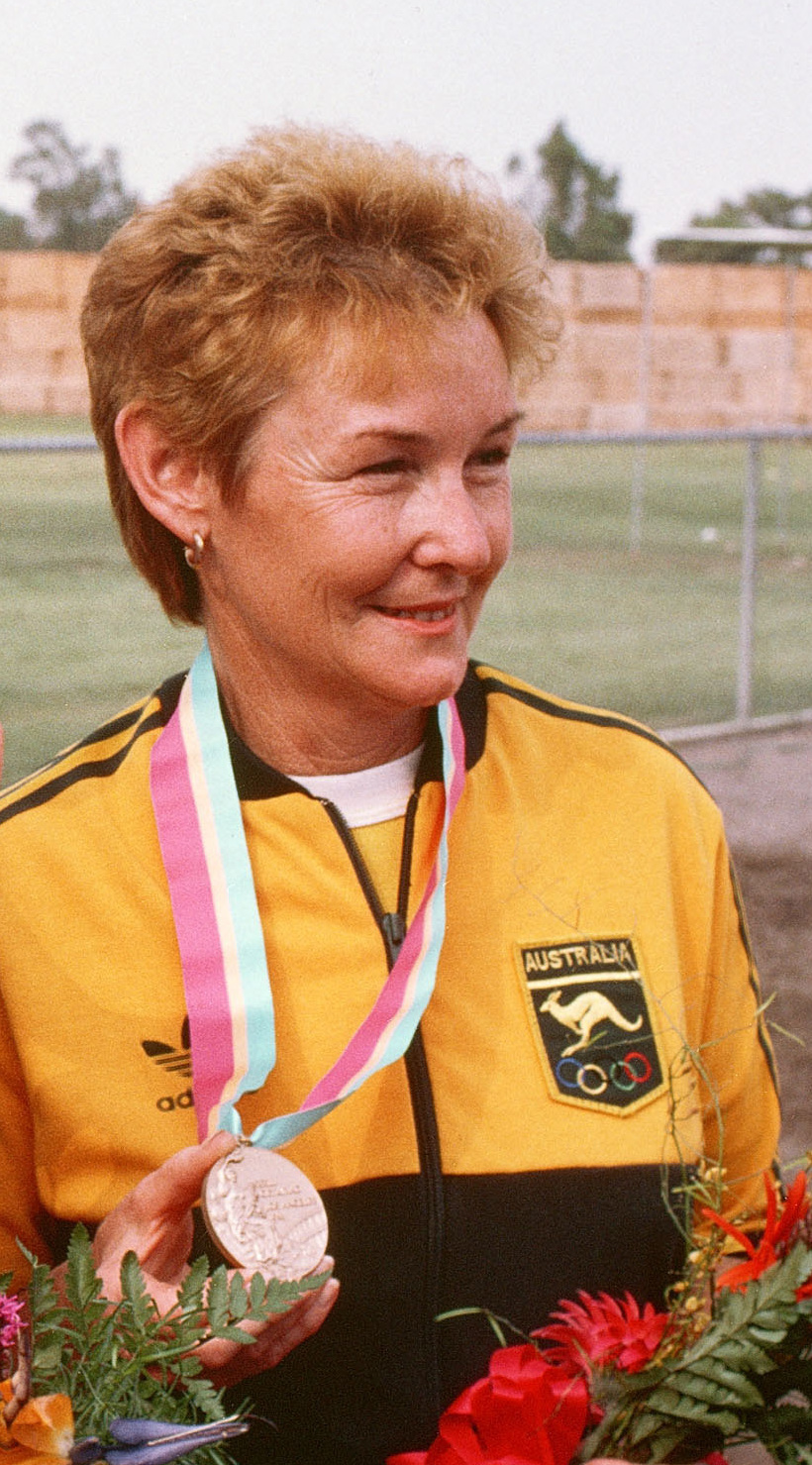
Patricia Dench (* 1932)

- 1932: Patricia Dench, australische Sportschützin
- 1932: Heiner Lichtenstein, deutscher Journalist und Publizist
- 1932: Franz Müller-Heuser, deutscher Konzertsänger
- 1932: Mechtild Schröder, deutsche Ärztin und Diakonisse
- 1933: Alfred Bayer, deutscher Ministerialbeamter und Manager
- 1933: Gert Hummel, deutscher Theologe und Bischof
- 1933: Dieter Mecke, deutscher Biochemiker
- 1933: Ronnie Moore, neuseeländisch-britischer Speedwayfahrer
- 1933: Karlheinz Pech, deutscher Historiker
- 1933: Luca Ronconi, italienischer Theaterregisseur
- 1934: Kurt Mahr, deutscher Schriftsteller
- 1934: Rodrí, spanischer Fußballspieler
- 1934: Christian Wolff, US-amerikanischer Komponist
- 1935: George Coleman, US-amerikanischer Jazzmusiker
- 1936: Sue Ane Langdon, US-amerikanische Sängerin und Schauspielerin
- 1936: Martin Scharfe, deutscher Volkskundler
- 1936: Gabor Szabo, ungarischer Jazz-Gitarrist
- 1937: Richard Fariña, US-amerikanischer Schriftsteller und Musiker
- 1937: Klara Iwanowna Gussewa, russische Eisschnellläuferin, Olympiasiegerin
- 1937: Juvénal Habyarimana, ruandischer General und Politiker, Minister, Staatspräsident
- 1938: Hermann Fabini, rumänischer Architekt und Politiker
- 1938: Mali Finn, US-amerikanische Casting-Agentin
- 1938: Milan Galić, jugoslawischer Fußballspieler
- 1938: Friedrich Laux, deutscher Prähistoriker
- 1938: Gerd Modrow, deutscher Bahnradsportler
- 1938: Tom Nicholas, US-amerikanischer Jazzschlagzeuger
- 1938: Karl Hugo Pruys, Journalist, Kommunikationswissenschaftler und Schriftsteller
- 1938: Giorgio Puia, italienischer Fußballspieler und -trainer

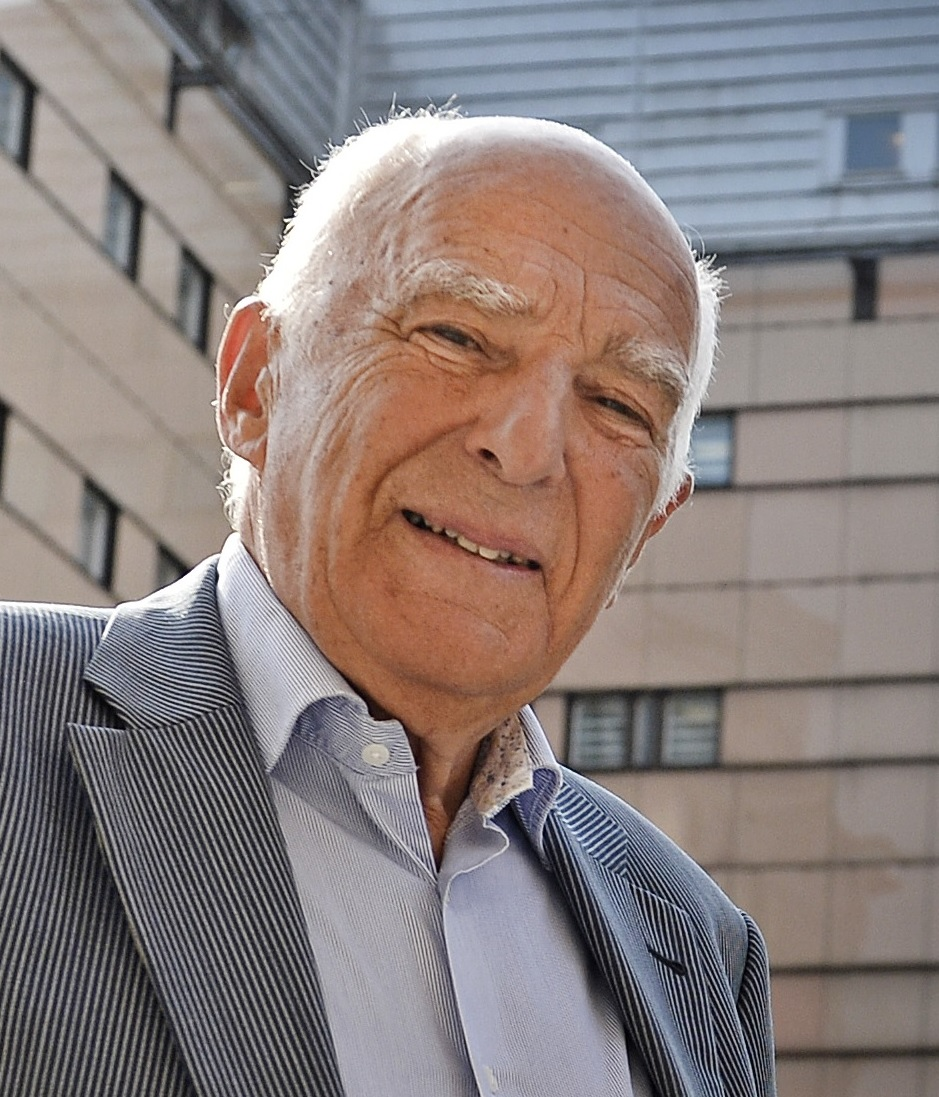
Leif Silbersky (* 1938)

- 1938: Leif Silbersky, schwedischer Strafverteidiger und Schriftsteller
- 1938: Vreni Spoerry, Schweizer Politikerin
- 1939: Margret Maria Baltes, deutsche Psychologin und Gerontologin
- 1939: Evi Kent, deutsche Schauspielerin
- 1939: Barbara Probst-Polášek, deutsche Konzertgitarristin und Lautenistin
- 1939: Gerald Schreck, US-amerikanischer Segler
- 1939: Lynn Seymour, kanadische Ballerina und Schauspielerin

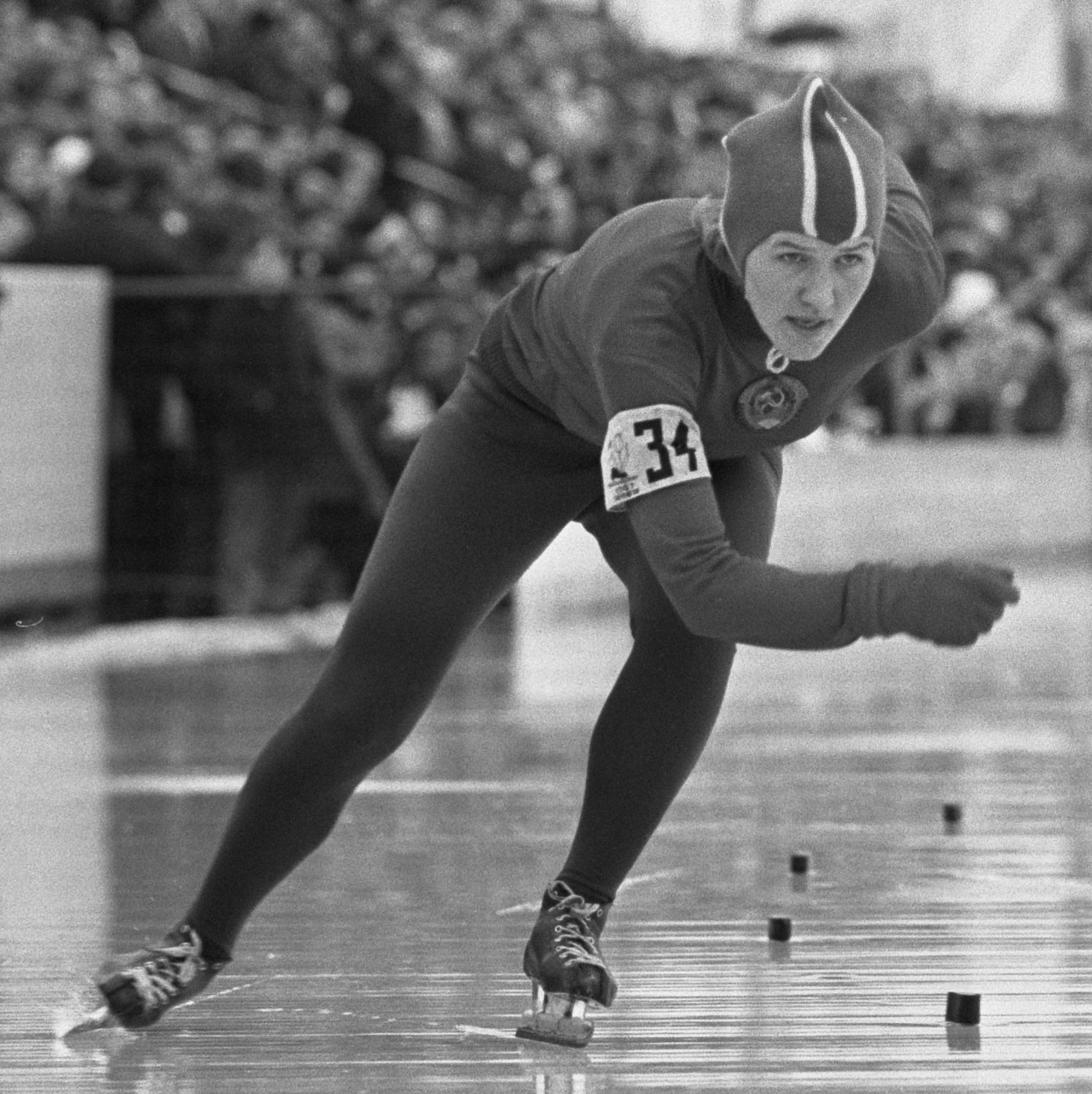
Lidija Skoblikowa (* 1939)

- 1939: Lidija Pawlowna Skoblikowa, sowjetische Eisschnellläuferin, Olympiasiegerin
- 1939: Paride Tumburus, italienischer Fußballspieler und -trainer
- 1939: Harry Zörnack, deutscher Handballspieler
- 1940: Peter Baumbach, deutscher Architekt und Kunsthochschul-Professor

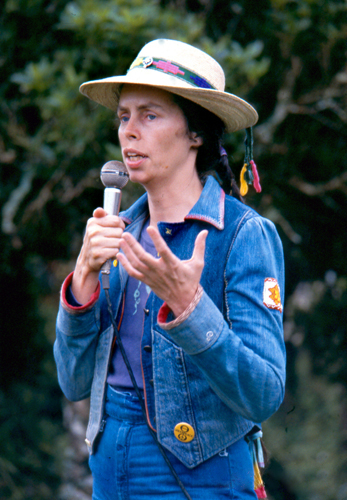
Ina May Gaskin (* 1940)

- 1940: Ina May Gaskin, US-amerikanische Hebamme
- 1940: Gérard Langlois van Ophem, belgischer Autorennfahrer
- 1940: Manfred Manglitz, deutscher Fußballspieler
- 1940: Ahmed Moustafa, ägyptischer Fußballspieler
- 1940: Barry Smith, australischer Motorradrennfahrer

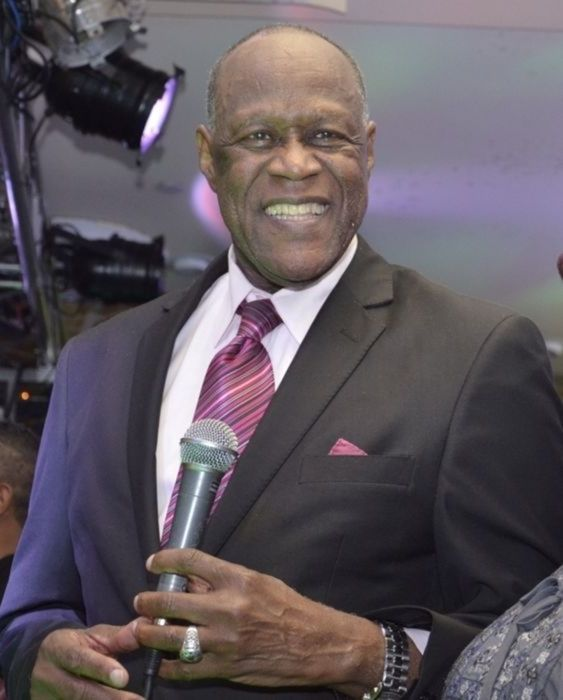
Johnny Ventura (* 1940)

- 1940: Johnny Ventura, dominikanischer Sänger
- 1941: Neuza Borges, brasilianische Schauspielerin
- 1941: Ivana Loudová, tschechische Komponistin
- 1941: Alexei Nikolajewitsch Mischin, russischer Eiskunstläufer und Eiskunstlauftrainer
- 1941: Wilfrid Fox Napier, südafrikanischer Franziskaner, Priester, Erzbischof von Durban und Kardinal
- 1942: Reinhold Huhn, deutscher Unteroffizier der Grenztruppen der DDR, getötet durch einen Fluchthelfer
- 1942: Ann Packer, britische Leichtathletin, Olympiasiegerin
- 1942: Pari Ravan, iranisch-deutsch-französische Malerin
- 1942: Ann-Louise Wiklund, finnische Badmintonspielerin
- 1943: Jürgen Bortz, deutscher Psychologe und Statistiker
- 1943: Susan Clark, kanadische Schauspielerin und Filmproduzentin
- 1943: Romualdas Deltuvas, litauischer Forstwissenschaftler
- 1943: Jacques Gilard, französischer Lateinamerikanist
- 1943: Michael Grade, britischer Geschäftsmann und Persönlichkeit des Rundfunks
- 1943: Taira Hara, japanischer Manga-Zeichner

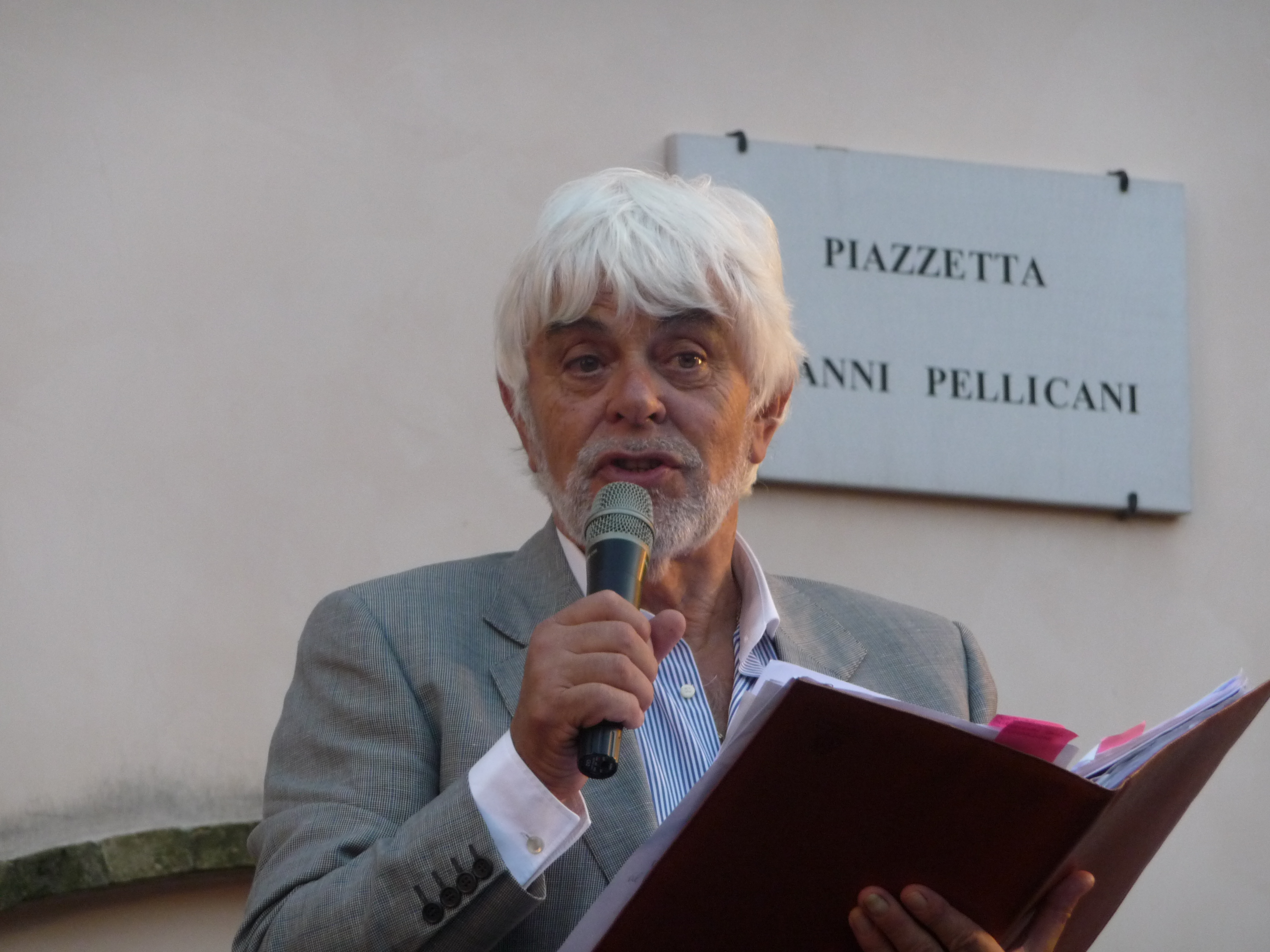
Valerio Massimo Manfredi (* 1943)

- 1943: Valerio Massimo Manfredi, italienischer Schriftsteller, Archäologe und Philologe
- 1943: Harry Nestler, deutscher Politiker
- 1943: Sirkka Norrlund, finnische Leichtathletin
- 1943: Lynn Redgrave, britische Schauspielerin
- 1943: Franz Steinegger, Schweizer Jurist und Politiker
- 1943: Reinhart Zarneckow, deutscher Jurist und Politiker
- 1944: Carole Bayer Sager, US-amerikanische Songschreiberin, Komponistin und Sängerin
- 1944: Paul Derks, deutscher Germanist
- 1944: Hans-Jürgen Eichhorn, deutscher Handballspieler und -schiedsrichter
- 1944: Hans Leciejewski, deutscher Basketball- und Handballspieler und Sportfunktionär
- 1944: Pepe Romero, spanischer Gitarrist
- 1944: Joachim Schimpke, deutscher Badmintonspieler
- 1944: Renate Winter, österreichische Richterin, Präsidentin des Sondergerichtshofes für Sierra Leone
- 1944: Alexander Ziegler, deutscher Schauspieler, Publizist und Schriftsteller

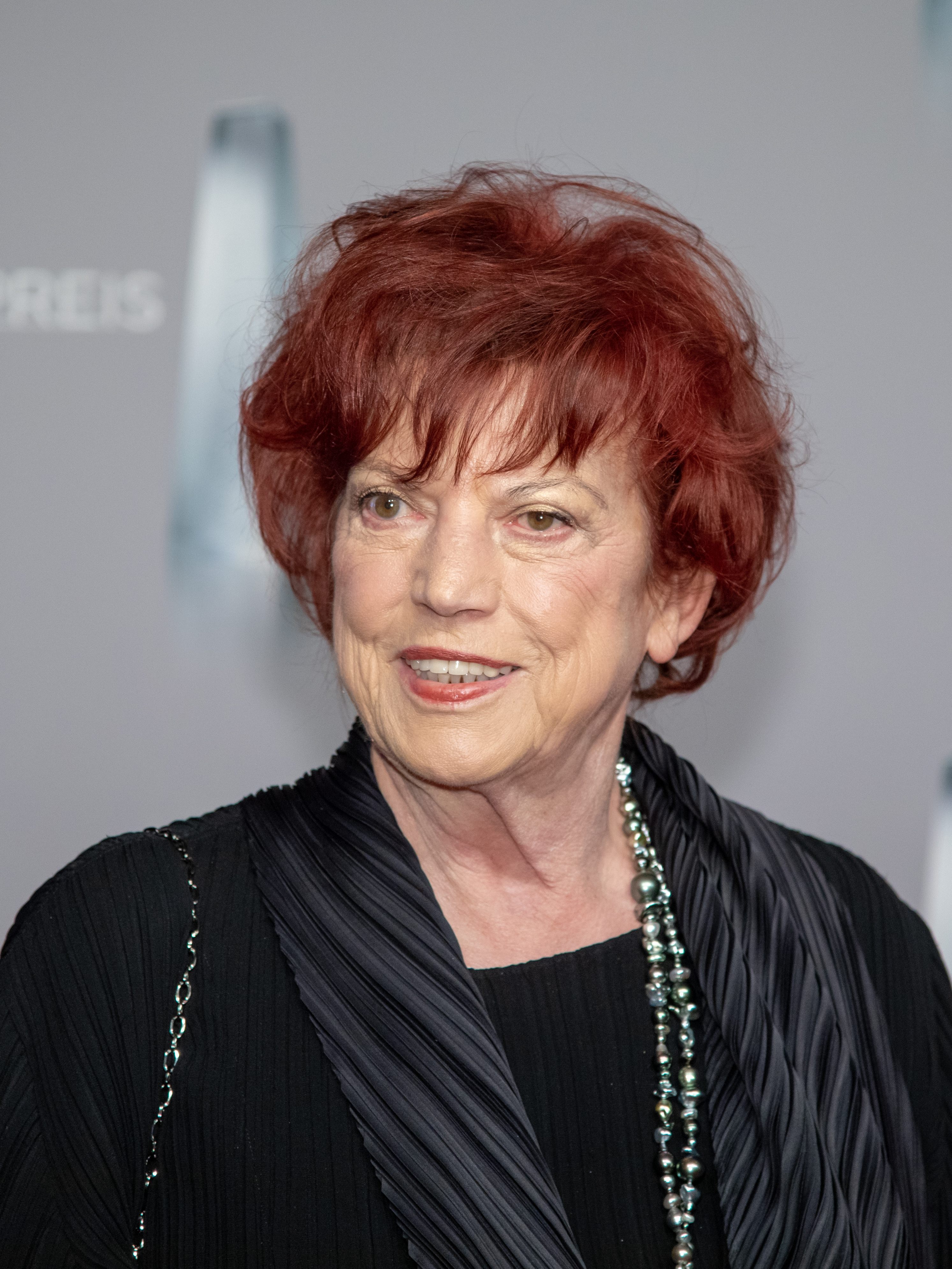
Regina Ziegler (* 1944)

- 1944: Regina Ziegler, deutsche Filmproduzentin
- 1945: Doldschingiin Adjaatömör, mongolischer Ringer
- 1945: David Ascalon, US-amerikanisch-israelischer Künstler und Bildhauer
- 1945: Bruce Broughton, US-amerikanischer Filmmusikkomponist
- 1945: Holger Hocke, deutscher Steuermann im Rudern
- 1945: Anselm Kiefer, deutscher Maler und Bildhauer
- 1945: Carol Moseke, US-amerikanische Diskuswerferin

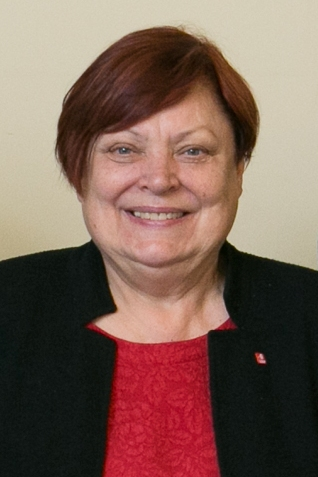
Giedrė Purvaneckienė (* 1945)

- 1945: Giedrė Purvaneckienė, litauische Halbleiterphysikerin und Politikerin
- 1945: Janet Wright, kanadische Schauspielerin
- 1945: Sylvia Wiegand, US-amerikanische Mathematikerin
- 1946: Randy Meisner, US-amerikanischer Musiker (Eagles)
- 1946: Tonicha, portugiesische Schlager- und Folklore-Sängerin
- 1947: Christine Heipertz-Hengst, deutsche Sportwissenschaftlerin, Sporttherapeutin, Reittrainerin und Sachbuchautorin
- 1947: Silvia Tortosa, spanische Schauspielerin
- 1948: Peggy March, US-amerikanische Sängerin
- 1948: Sandy Patton, US-amerikanische Sängerin des Modern Jazz
- 1949: Teófilo Cubillas, peruanischer Fußballspieler
- 1949: Marianne Deml, deutsche Politikerin
- 1949: Temirchan Dosmuchambetow, kasachischer Politiker
- 1949: Edmund Duckwitz, deutscher Diplomat
- 1949: Fumio Itabashi, japanischer Jazzpianist
- 1949: Karel Lismont, belgischer Langstreckenläufer

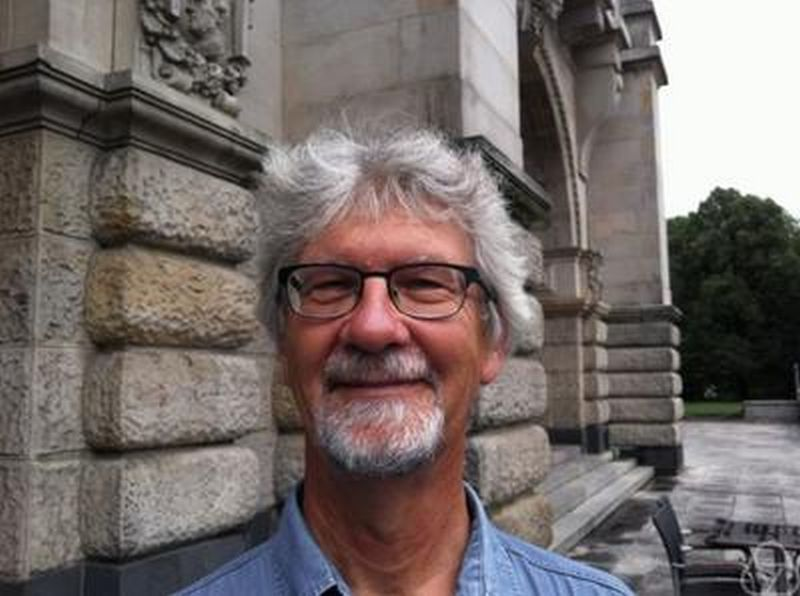
Chris Peters (* 1949)

- 1949: Chris Peters, niederländischer Mathematiker

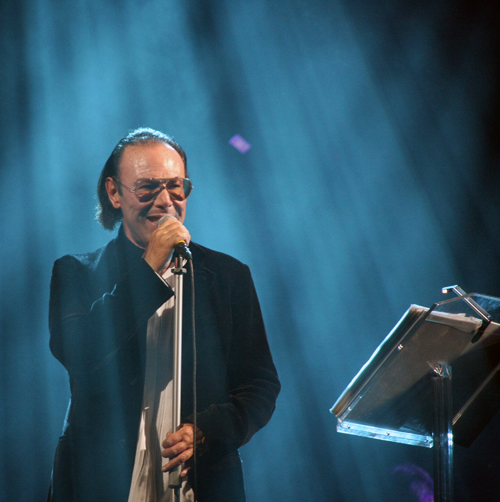
Antonello Venditti (* 1949)

- 1949: Antonello Venditti, italienischer Liedermacher
- 1949: Barbara Zeizinger, deutsche Lyrikerin und Reiseschriftstellerin
- 1950: Tilak Agerwala, indisch-US-amerikanischer Computeringenieur
- 1950: Dietmar Koelzer, deutscher Kameramann
- 1950: Kabiné Komara, Politiker in Guinea
- 1950: Claude Malhuret, französischer Arzt und Politiker
- 1950: Peter McCauley, neuseeländischer Schauspieler
- 1950: Rainer Philipp, deutscher Eishockeyspieler
- 1950: Manfred Roth, deutscher Regisseur und Schauspieler
- 1950: Stanisław Rydzoń, polnischer Rechtsberater und Politiker, Abgeordneter des Sejm
- 1950: Marioara Trifan, US-amerikanische Pianistin, Dirigentin und Hochschullehrerin

#### 1951–1975
- 1951: Ludwig Cromme, deutscher Mathematiker
- 1951: James Williams, US-amerikanischer Jazzpianist
- 1952: George Allen, US-amerikanischer Politiker, Gouverneur von Virginia, Senator
- 1952: Sandy King, US-amerikanische Filmproduzentin
- 1952: Kira Stein, deutsche Maschinenbauingenieurin
- 1952: Pius Segmüller, Kommandant der Päpstlichen Schweizergarde
- 1952: Wladimir Wladimirowitsch Wasjutin, sowjetischer Pilot und Kosmonaut
- 1953: Alexander Hemmelrath, deutscher Wirtschaftsprüfer, Steuerberater und Hochschullehrer
- 1953: Gabriele Jakobi, deutsche Theaterregisseurin
- 1953: Jochen Kübler, deutscher Politiker
- 1953: Bernd Mattheus, deutscher Schriftsteller, Übersetzer und Essayist
- 1953: Ann Must, estnische Schriftstellerin und Übersetzerin
- 1953: Elisabeth Neier, Ärztin und Krankenhausesleiterin in Ngaoubela, Kamerun
- 1953: Vasundhara Raje, indische Politikerin
- 1953: Harald Schmitz-Schmelzer, deutscher Maler und Objektkünstler
- 1953: Herbert Schwarz, deutscher Eisschnellläufer
- 1953: Kathy Shower, US-amerikanische Schauspielerin
- 1953: Michael Wolfgramm, deutscher Ruderer
- 1953: Ewa Ziętek, polnische Theater- und Filmschauspielerin
- 1954: Marie-Theres Nadig, Schweizer Skirennläuferin
- 1954: Juan Ramón Rocha, argentinischer Fußballspieler
- 1954: Karl Schnabl, österreichischer Skispringer

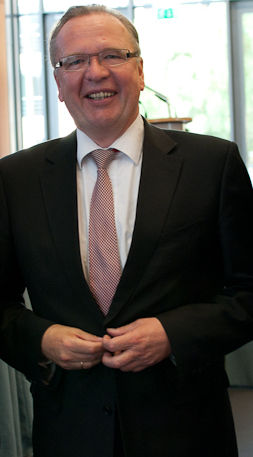
Rainer Wend (* 1954)

- 1954: Rainer Wend, deutscher Jurist und Politiker, MdB
- 1955: Donald Allan Ashby, kanadischer Eishockeyspieler

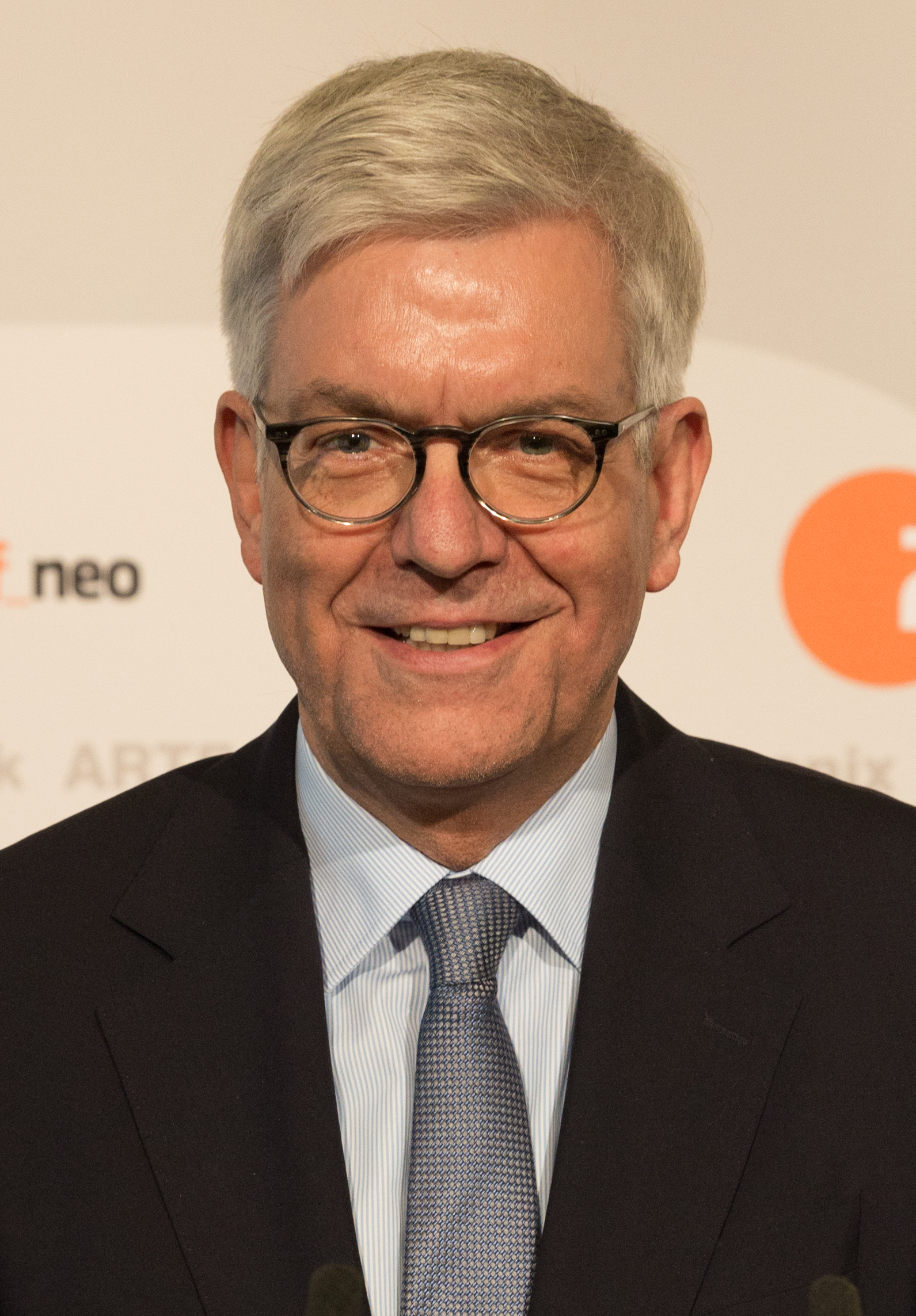
Thomas Bellut (* 1955)

- 1955: Thomas Bellut, deutscher Journalist
- 1955: Peter A. Berger, deutscher Soziologe
- 1955: Francisco Millán Mon, spanischer Politiker
- 1955: Gisela Schütz, deutsche Physikerin
- 1955: Markus Völlenklee, österreichischer Schauspieler und Theaterregisseur
- 1956: Bertrand Balas, französischer Autorennfahrer
- 1956: John Haywood, britischer Historiker und Kartenautor
- 1956: Erwin Martens, kanadischer Eishockeyspieler
- 1956: Biggi Vinkeloe, schwedische Musikerin des Creative Jazz und der neuen Improvisationsmusik

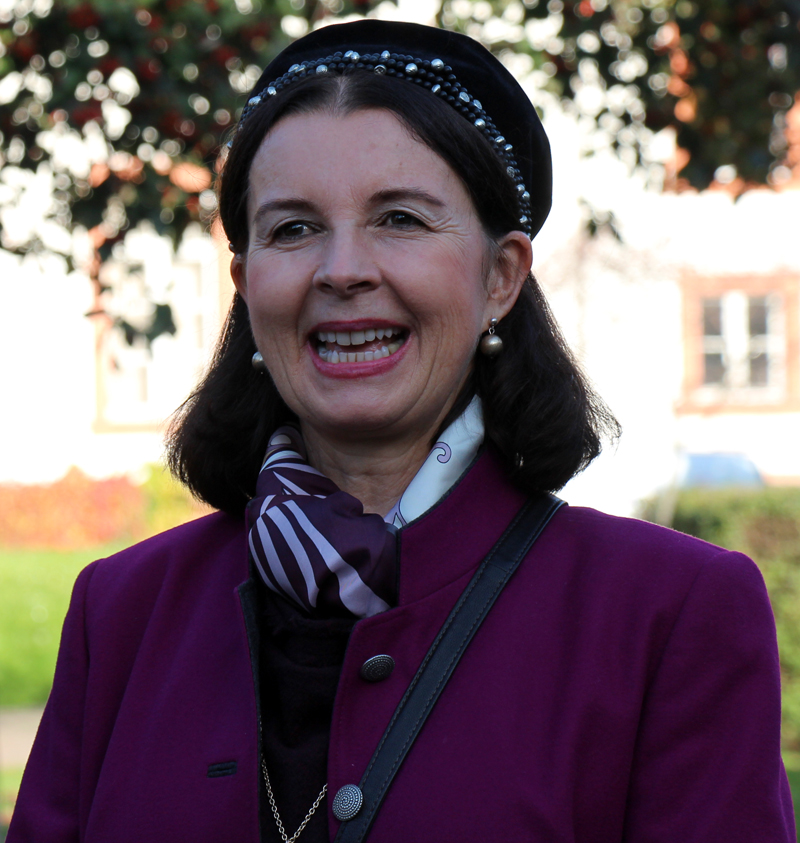
Lisa Witasek (* 1956)

- 1956: Lisa Witasek, österreichische Schriftstellerin
- 1957: Clive Burr, britischer Schlagzeuger (Iron Maiden)
- 1957: Teresa Ceglecka-Zielonka, polnische Politikerin

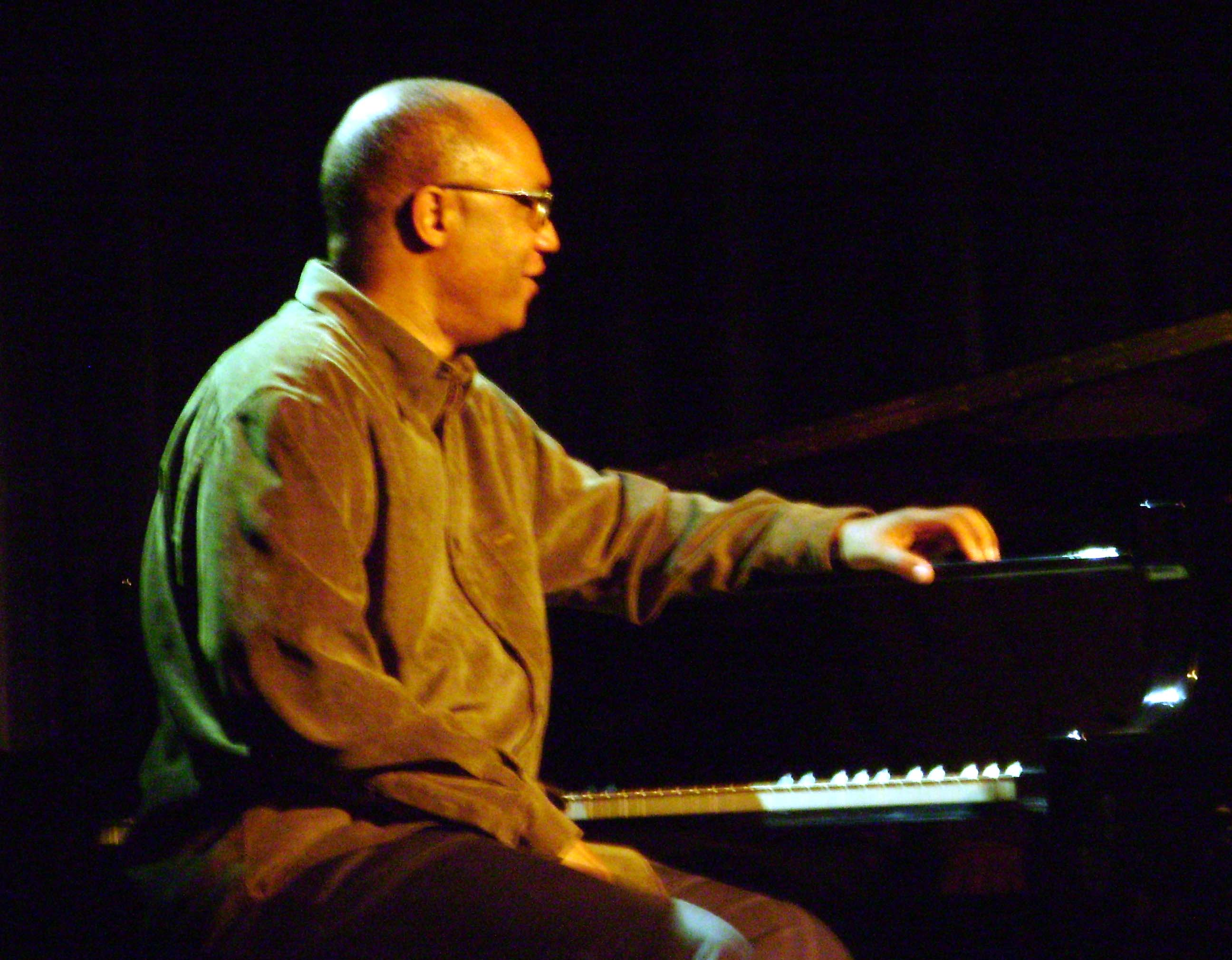
Billy Childs (* 1957)

- 1957: Billy Childs, US-amerikanischer Jazzpianist und Komponist
- 1957: Helmut Daucher, österreichischer Fotograf
- 1957: Joris Dudli, Schweizer Jazz-Schlagzeuger

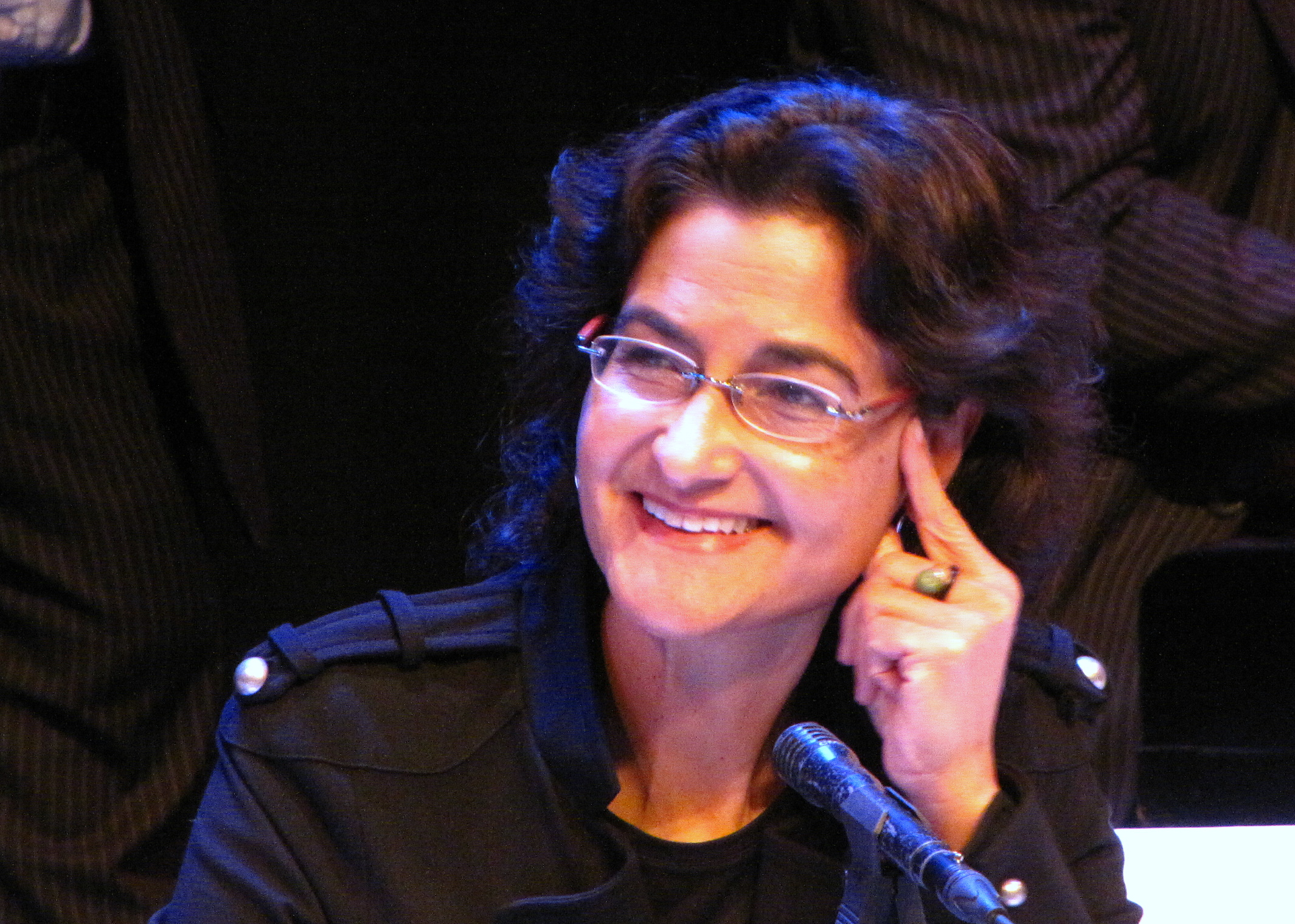
Kathleen Ferrier (* 1957)

- 1957: Kathleen Ferrier, niederländische Politikerin
- 1957: Zhao Leji, chinesischer Politiker
- 1957: Nancy Olson, US-amerikanische Rollstuhltennisspielerin
- 1957: Yemi Osinbajo, nigerianischer Anwalt und Rechtswissenschaftler
- 1957: Herbert Pöck, österreichischer Eishockeyspieler und -trainer
- 1957: Cynthia Rothrock, US-amerikanische Schauspielerin und Kampfkünstlerin
- 1957: Helga Schauerte-Maubouet, deutsche Organistin, Herausgeberin und Musikautorin
- 1957: Axel A. Weber, deutscher Ökonom, Präsident der Deutschen Bundesbank
- 1957: Marion Winkel-Wergen,  deutsche Künstlerin und Keramikerin
- 1957: Peter Wittmann, österreichischer Politiker
- 1957: Wolfgang Zwickel, deutscher evangelischer Theologe
- 1958: Simon Halsey, britischer Dirigent und Chorleiter
- 1958: Stefan Ineichen, Schweizer Schriftsteller
- 1958: Andreas Maurer, deutscher Tennisspieler
- 1958: Pauline Murray, britische Sängerin, Songschreiberin, Musikerin (Penetration)

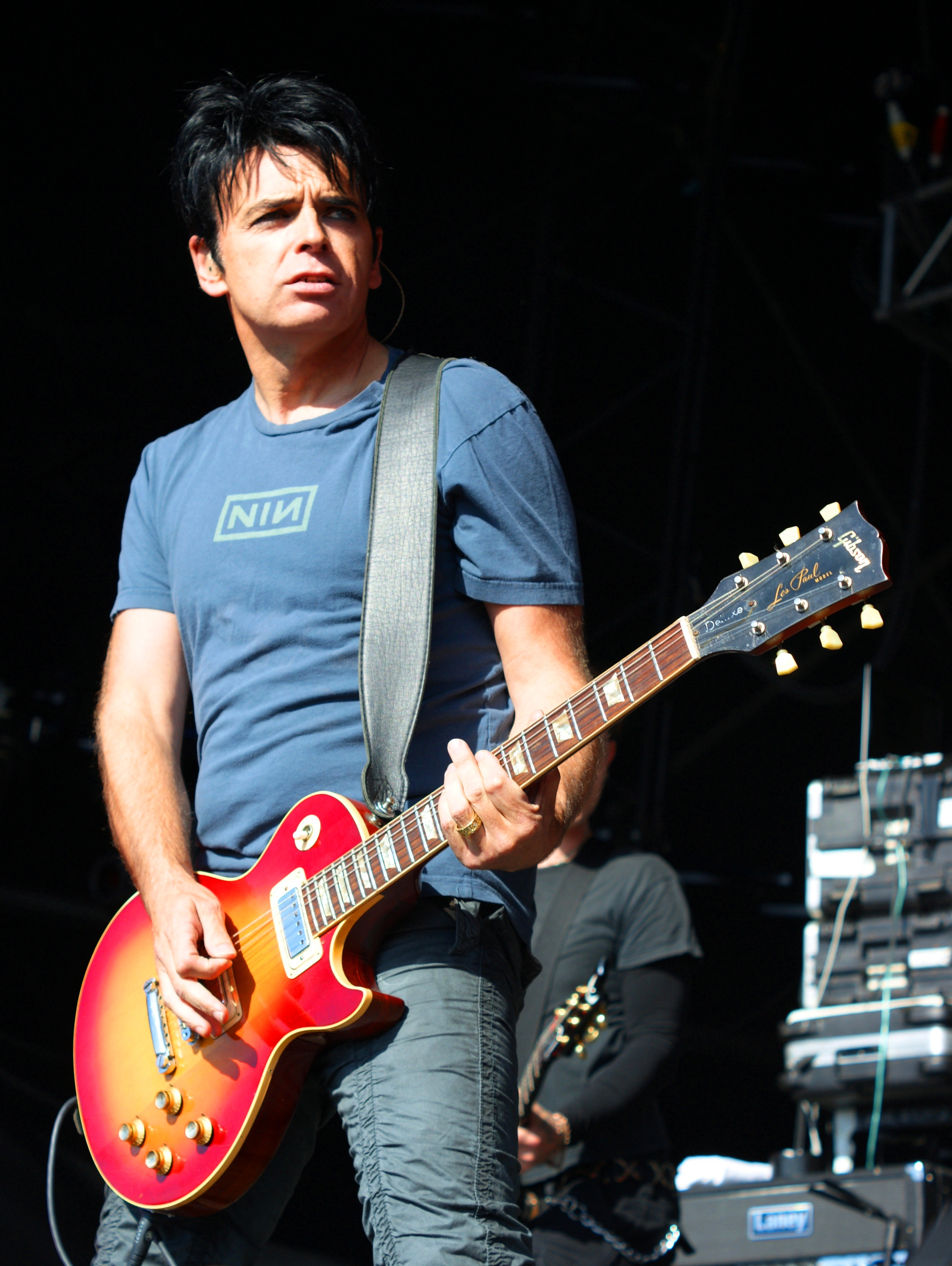
Gary Numan (* 1958)

- 1958: Gary Numan, britischer Musiker und Pionier des Elektropop
- 1958: Florian J. Schweigert, deutscher Ernährungswissenschaftler und Veterinärmediziner
- 1958: Erwin Skamrahl, deutscher Leichtathlet
- 1958: Rolf Watter, Schweizer Anwalt und Rechtswissenschaftler
- 1959: Thomas Valter Åhlén, schwedischer Eishockeyspieler
- 1959: Barbara Eve Harris, kanadische Schauspielerin
- 1959: Brian McGee, schottischer Schlagzeuger, Gründungsmitglied von Simple Minds
- 1959: Petra Müllejans, deutsche Musikerin und Dirigentin
- 1959: Kirsten Niehuus, deutsche Managerin in der Filmförderung und Hochschullehrerin
- 1959: Patricia Ross, US-amerikanische Skilangläuferin
- 1960: Bettina Bäumlisberger, deutsche Journalistin
- 1960: Finn Carter, US-amerikanische Schauspielerin
- 1960: Jeffrey Eugenides, US-amerikanischer Schriftsteller
- 1960: Birgit Lechtermann, deutsche Fernsehmoderatorin
- 1960: Martina Roth, deutsche Schauspielerin
- 1960: Eva Schlegel, österreichische Künstlerin
- 1960: Ilme Schlichting, deutsche Biophysikerin
- 1961: Roland Bless, deutscher Musiker (PUR)
- 1961: José Feghali, brasilianischer Pianist und Musikpädagoge
- 1961: Ângela Figueiredo, brasilianische Schauspielerin

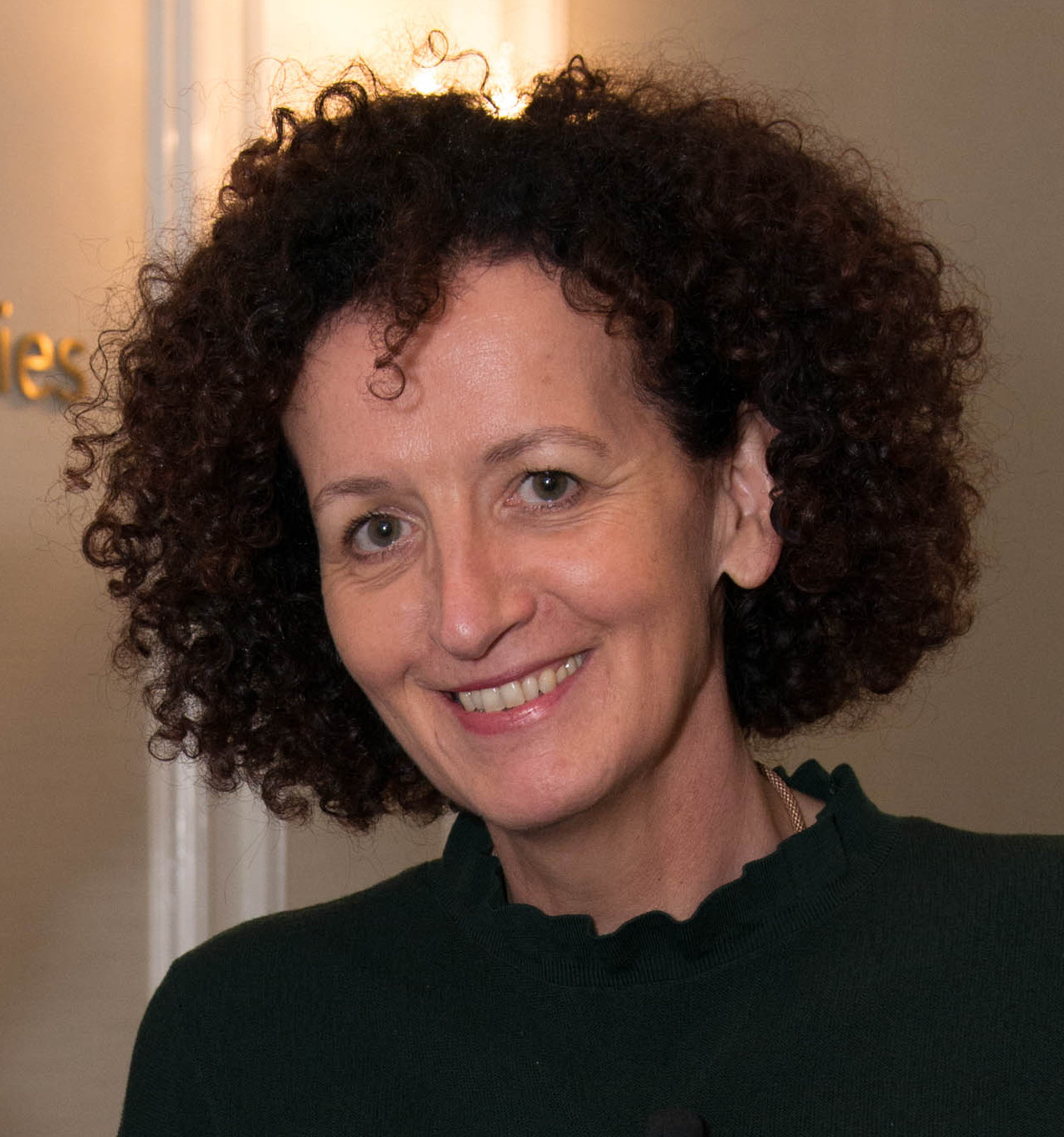
Maja Haderlap (* 1961)

- 1961: Maja Haderlap, österreichische Schriftstellerin
- 1961: Sigrid Hoth, deutsche Tierärztin und Politikerin
- 1961: Gabriele Lechner, österreichische Opern- und Konzertsängerin
- 1961: Bob Loughman, vanuatuischer Politiker und Premierminister
- 1961: Camryn Manheim, US-amerikanische Schauspielerin
- 1961: Larry Murphy, kanadischer Eishockeyspieler
- 1961: Jelena Gennadjewna Matijewskaja, sowjetische Ruderin
- 1961: Waltraud Rohrer, österreichische Politikerin, LAbg
- 1961: Anka Schmid, Filmregisseurin, Drehbuchautorin und Videokünstlerin
- 1962: Jürgen Großmann, deutscher Jurist und Kommunalpolitiker
- 1962: Heinrich Koch, deutscher Wirtschaftsingenieur und Politiker
- 1962: Kim Ung-yong, südkoreanischer Kernphysiker

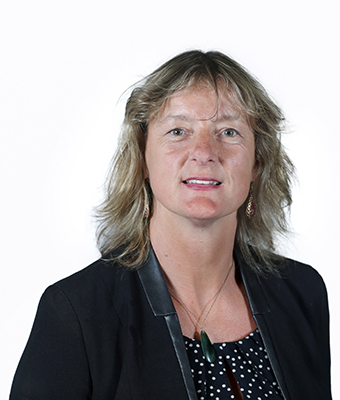
Grace O’Sullivan (* 1962)

- 1962: Grace O’Sullivan, irische Umweltaktivistin und Politikerin
- 1962: Richard Stanton, britischer Autorennfahrer
- 1963: Júlio César, brasilianischer Fußballspieler
- 1963: Jelena Nikolajewna Baturina, russische Unternehmerin
- 1963: Gabriele Juen, österreichische Politikerin, LAbg
- 1963: Sílvia Marsó, spanische Schauspielerin und Fernsehmoderatorin

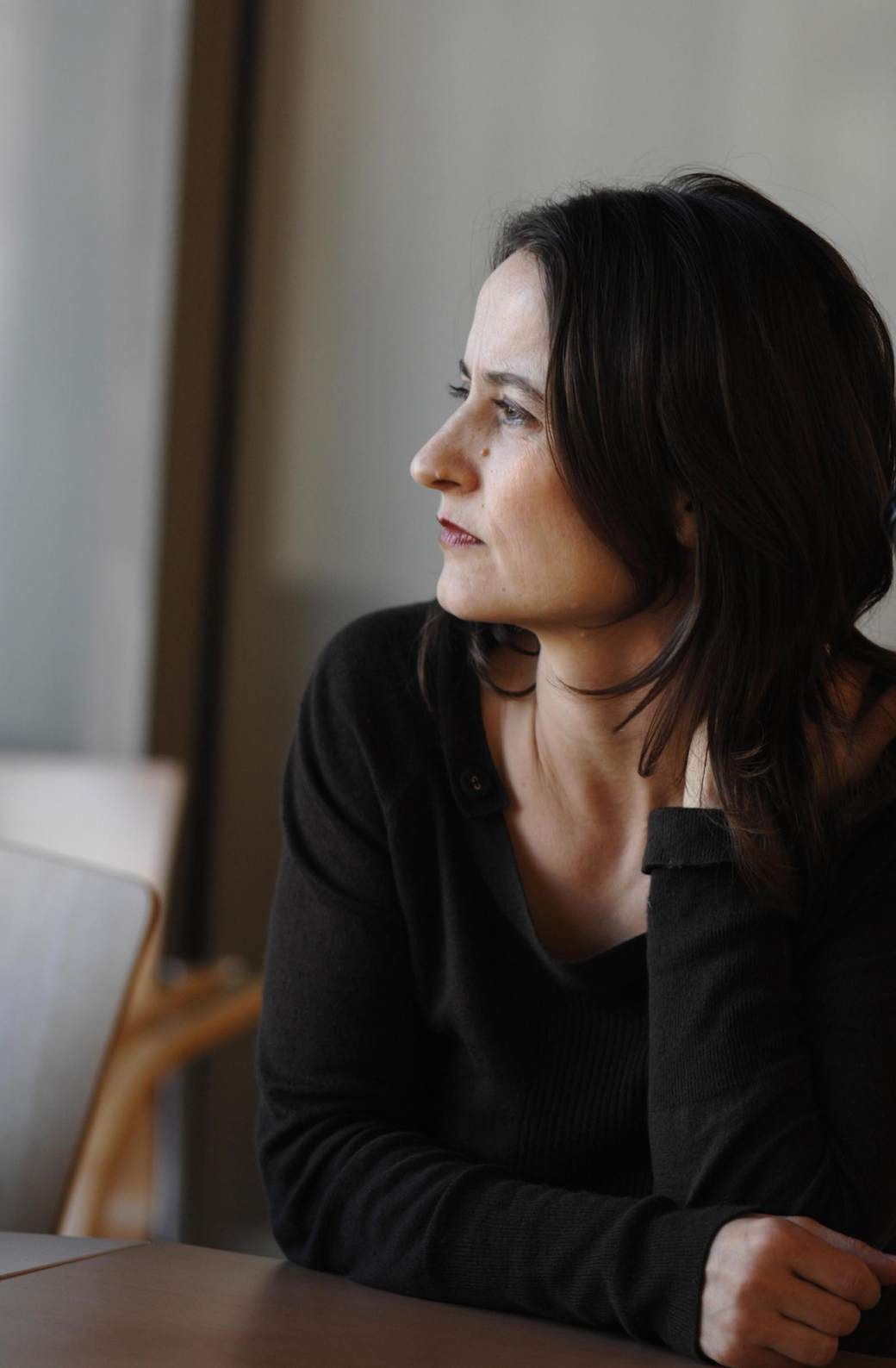
Sasha Waltz (* 1963)

- 1963: Sasha Waltz, deutsche Choreografin und Tänzerin
- 1964: Thomas Bezucha, US-amerikanischer Regisseur und Drehbuchautor
- 1964: Christoph Börner, deutscher Betriebswirt und Hochschullehrer
- 1964: Peter Gill, britischer Schlagzeuger (Frankie Goes To Hollywood)
- 1964: Bogdan Lalić, kroatischer Schachspieler

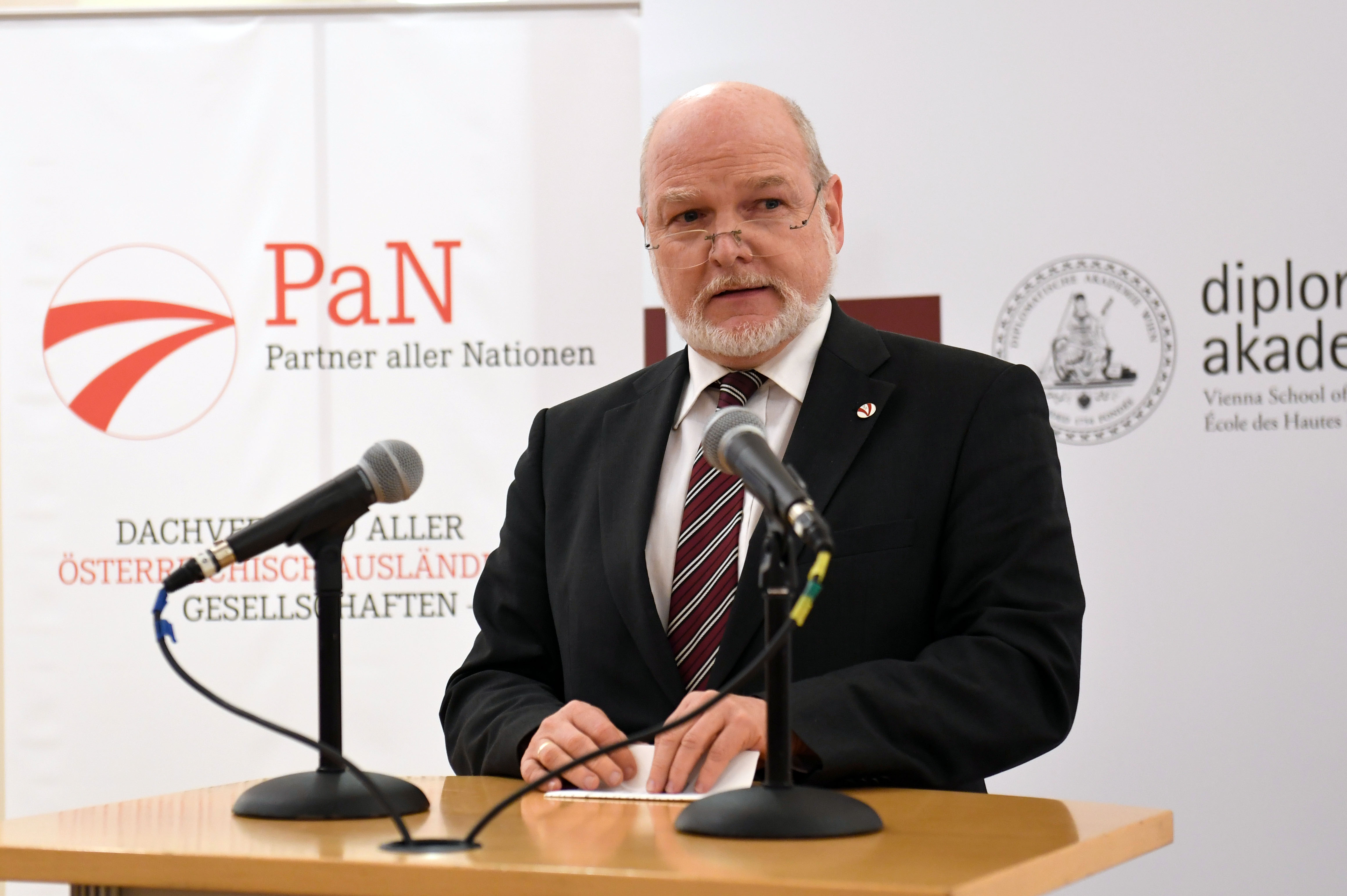
Hermann Mückler (* 1964)

- 1964: Hermann Mückler, österreichischer Ethnologe, Historiker und Politikwissenschaftler
- 1964: Alexander Neuhuber, österreichischer Unternehmer und Politiker, LAbg
- 1964: Mark Oaten, britischer Politiker
- 1964: Yasuharu Sorimachi, japanischer Fußballspieler und -trainer
- 1965: Satoru Akahori, japanischer Schriftsteller
- 1965: Hamed Bakayoko, ivorischer Politiker
- 1965: Frank Bakke-Jensen, norwegischer Politiker
- 1965: Scarlet Cavadenti, deutsche Schauspielerin und Synchronsprecherin
- 1965: Friedrich Forssman, deutscher Buchgestalter
- 1965: Fátima Lopes, portugiesische Modedesignerin

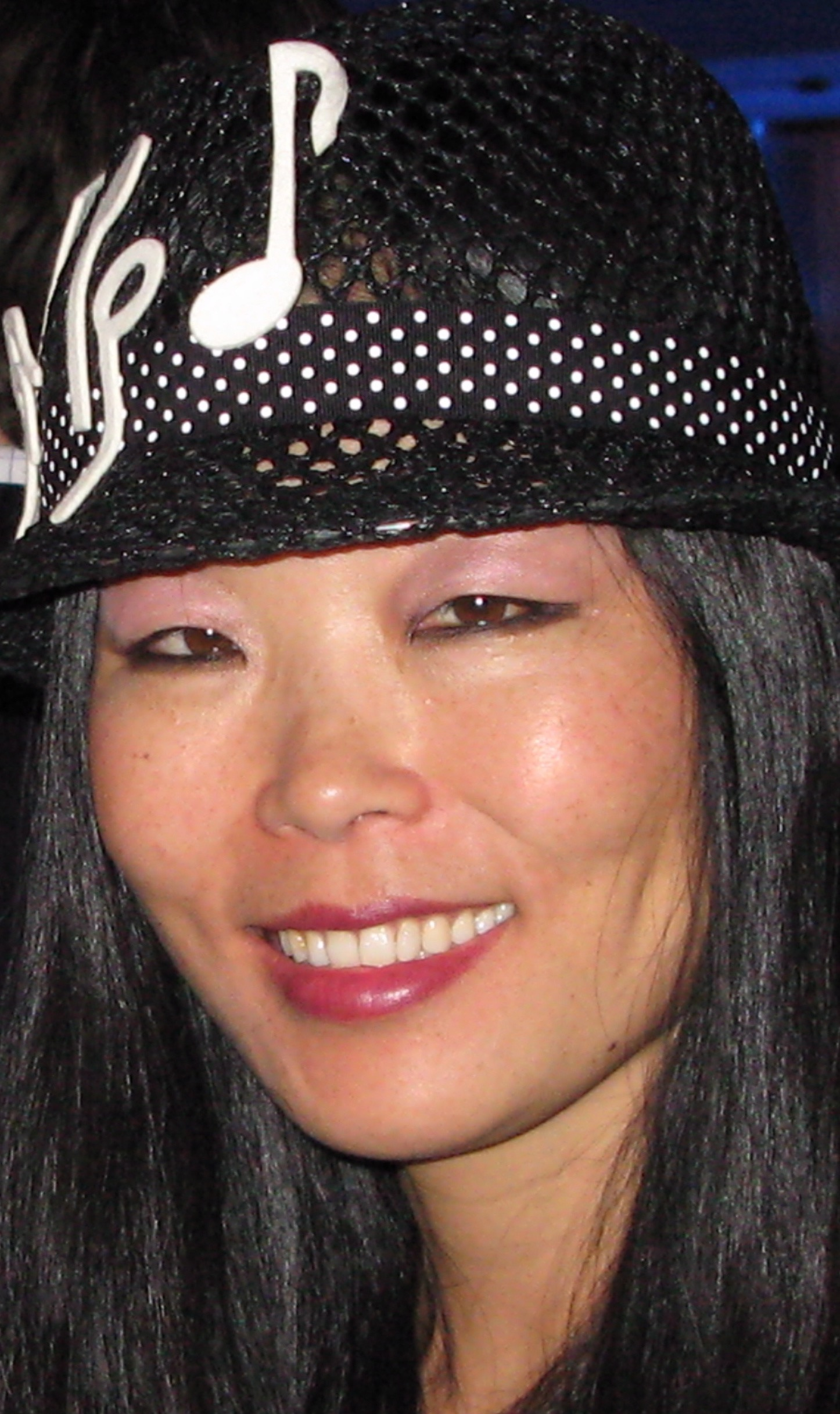
Kang Moon-suk (* 1965)

- 1965: Kang Moon-suk, südkoreanisch-deutsche Sopranistin, Fernsehmoderatorin, Schauspielerin und Dichterin
- 1966: Kathrin Beck, österreichische Schauspielerin und Eiskunstläuferin
- 1966: Hermine Deurloo, niederländische Mundharmonikaspielerin und Saxophonistin des Modern Jazz

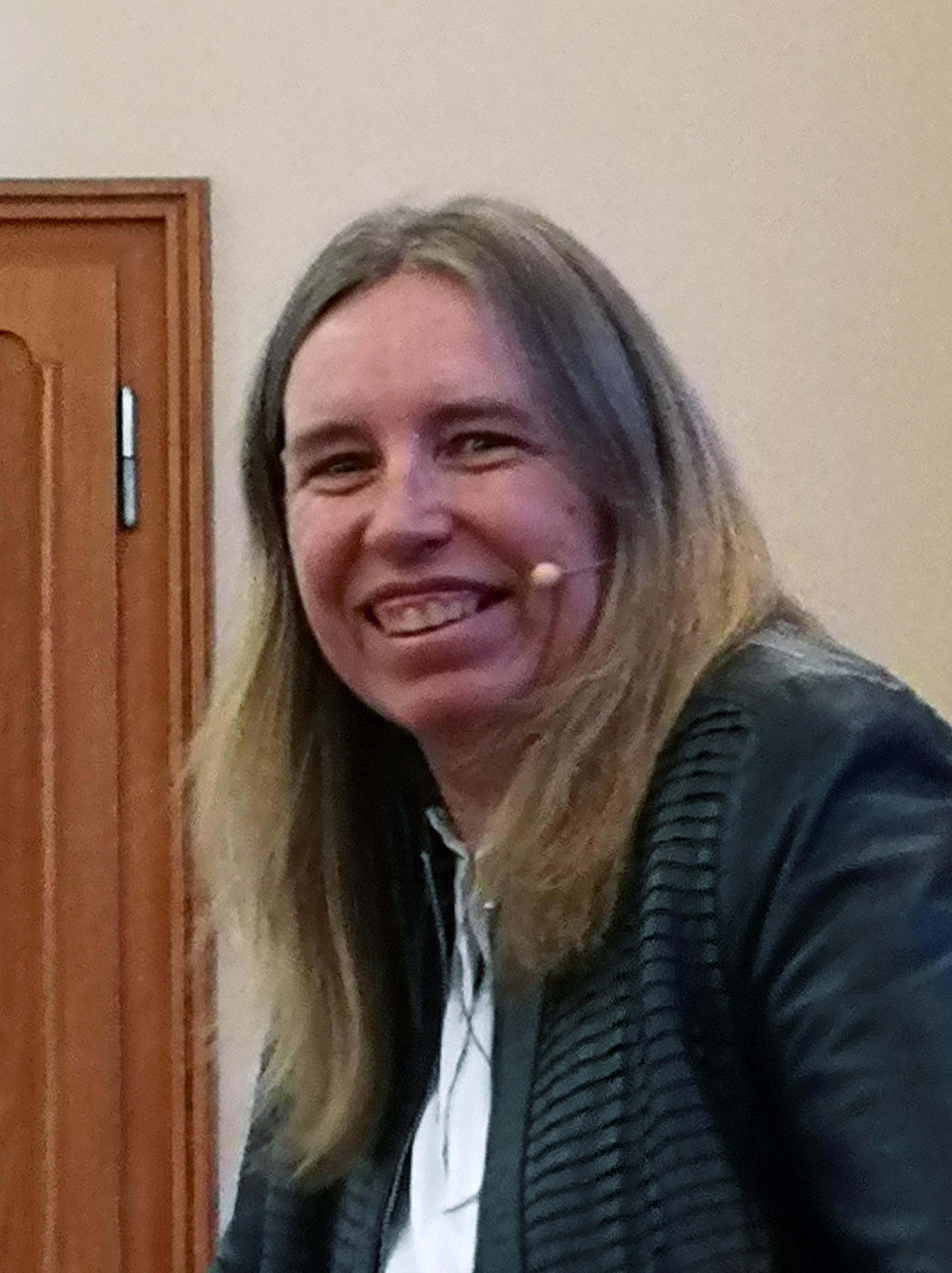
Anja Feldmann (* 1966)

- 1966: Anja Feldmann, deutsche Informatikerin und Direktorin am Max-Planck-Instituts für Informatik
- 1966: Khalid Khan, deutscher Handballtrainer und ehemaliger Handballspieler
- 1966: Laura McCabe, US-amerikanische Skilangläuferin
- 1966: Anne McLaughlin, schottische Politikerin
- 1966: Steffi von Wolff, deutsche Autorin und Journalistin
- 1967: Wolfgang Adenberg, deutscher Musicalautor und Übersetzer

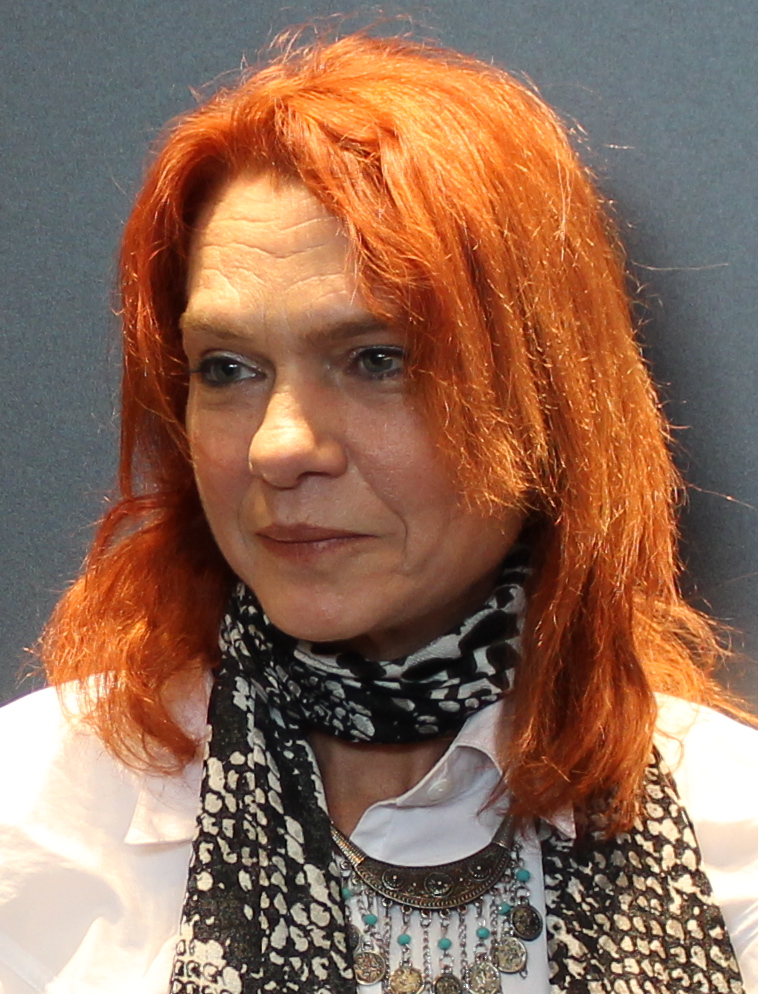
Aslı Erdoğan (* 1967)

- 1967: Aslı Erdoğan, türkische Physikerin, Journalistin und Schriftstellerin
- 1967: Mitsuyo Kakuta, japanische Schriftstellerin
- 1967: Ruth I. Michler, US-amerikanische Mathematikerin
- 1967: Natalia E. Woytasik, deutsche Fotografin, Malerin und experimentelle Musikerin
- 1968: Michael Bartels, deutscher Rennfahrer
- 1968: David Berger, deutscher Publizist und Theologe
- 1968: Angela Drexl, deutsche Skirennläuferin
- 1968: Wolfram Köhler, deutscher Politiker, MdL
- 1968: Marina Köhncke, deutsche Vielseitigkeitsreiterin
- 1968: Iryna Merkuschina, ukrainische Biathletin
- 1968: Shawn Mullins, US-amerikanischer Musiker und Songwriter
- 1968: Cristina Pereira, portugiesische Volleyball- und Beachvolleyballspielerin
- 1968: Petra Urban, deutsche Opern-, Operetten- und Musicalsängerin
- 1968: Clare Wood, britische Tennisspielerin
- 1969: Martina Accola, Schweizer Skirennläuferin

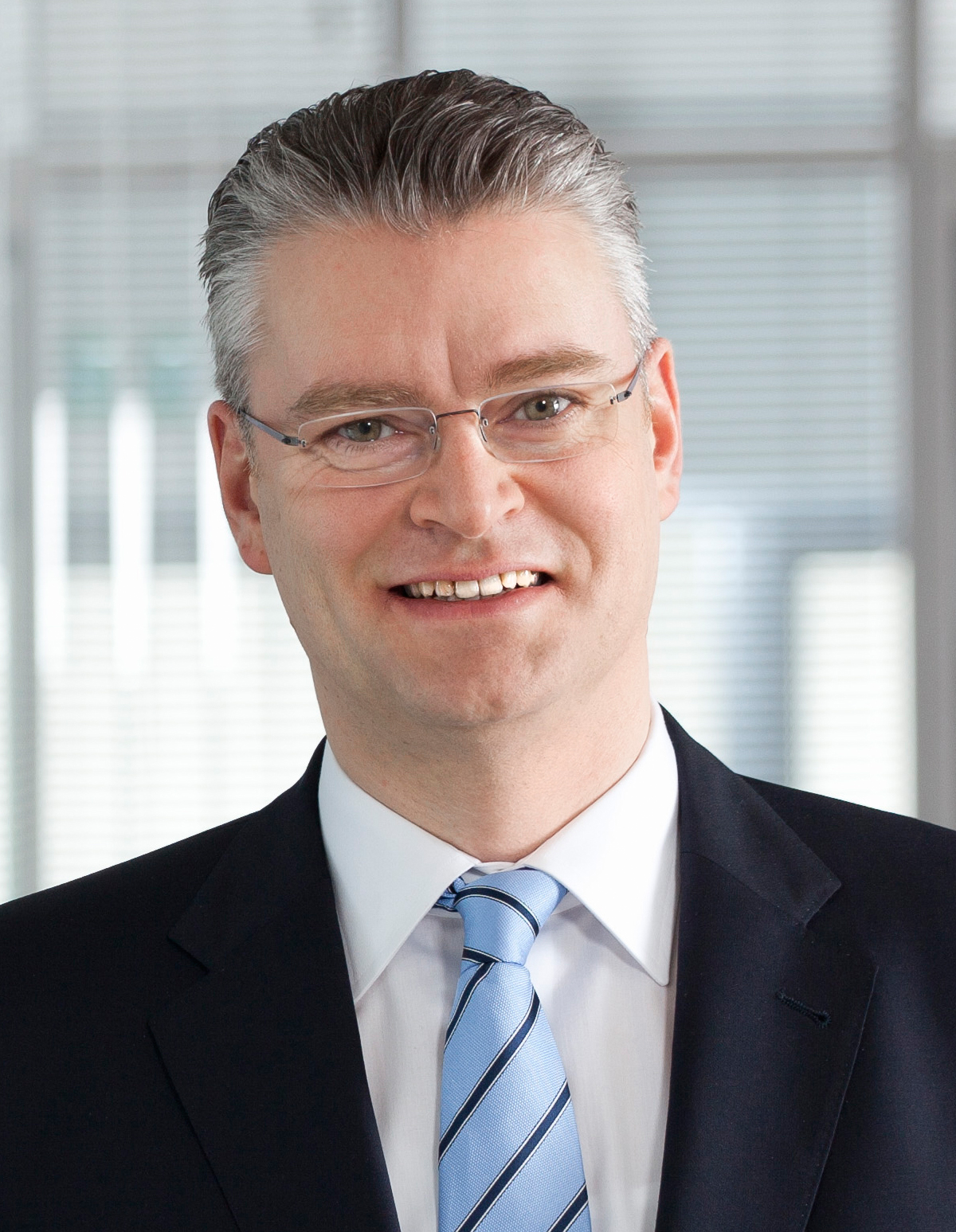
Constantin Alsheimer (* 1969)

- 1969: Constantin Alsheimer, deutscher Manager
- 1969: Georg Behlau, deutscher Sportfunktionär, Leiter des Büros der deutschen Fußballnationalmannschaft
- 1969: Christiane Budig, deutsche Künstlerin und Kunsttherapeutin
- 1969: Paola Kaufmann, argentinische Schriftstellerin und Biologin
- 1969: Jens Nünemann, deutscher Schauspieler
- 1969: Barbara Röhner, deutsche Kunsthistorikerin und Kuratorin
- 1969: Stefan Zahradnik, deutscher Wirtschaftswissenschaftler
- 1970: Harry Decheiver, niederländischer Fußballspieler
- 1970: Baqyt Düissenbajew, kasachischer Diplomat
- 1970: Anat Fort, israelische Pianistin des Modern Jazz und Komponistin
- 1970: Andrea Parker, US-amerikanische Schauspielerin

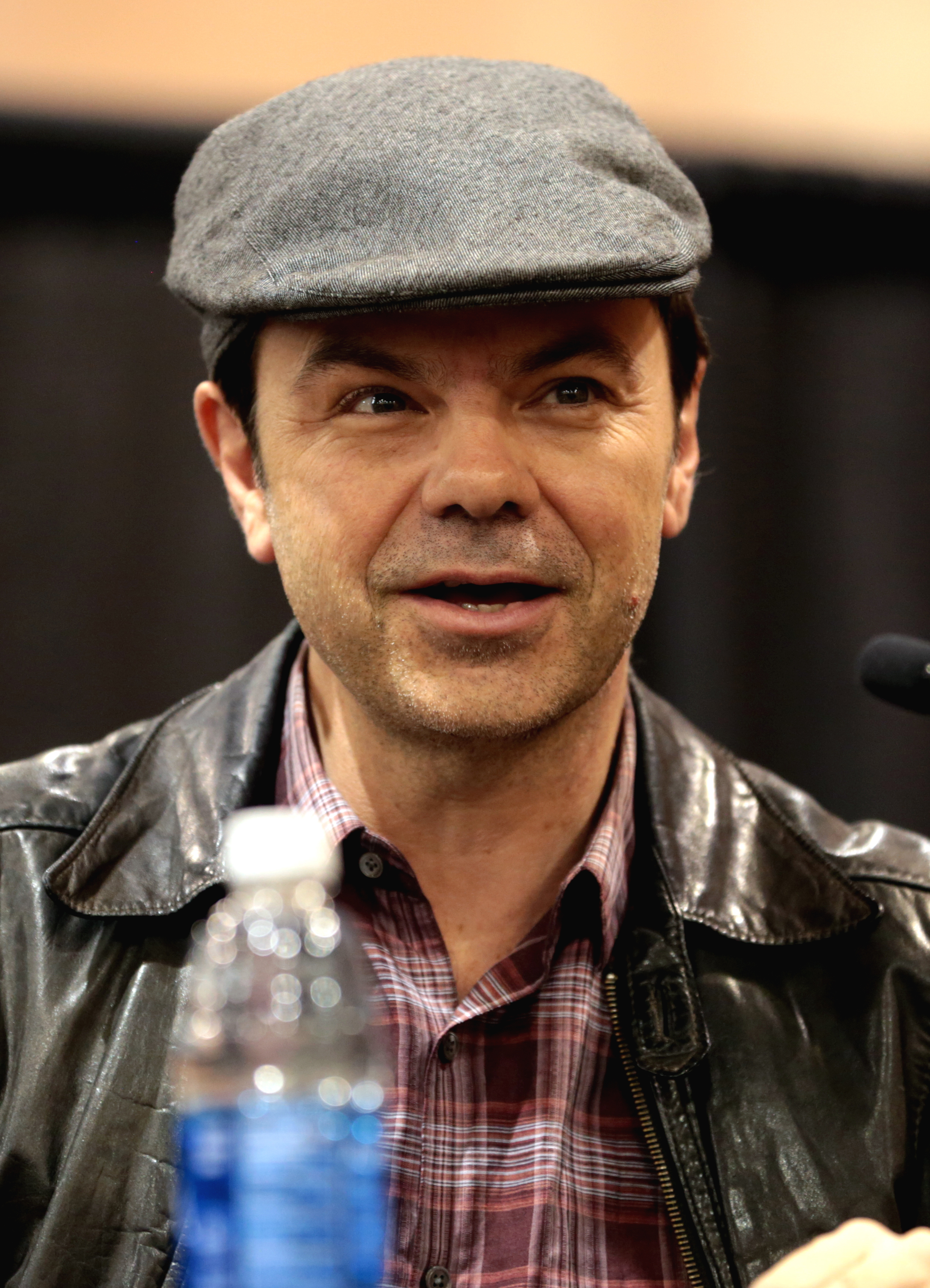
Jed Rees (* 1970)

- 1970: Jed Rees, kanadischer Schauspieler
- 1970: Pasi Sormunen, finnischer Eishockeyspieler
- 1970: Ed Podivinsky, kanadischer Skirennläufer
- 1970: Greg Stanton, US-amerikanischer Politiker
- 1970: Valeriu Streleț, moldauischer Politiker
- 1971: Marina Walerjewna Guschtschina, russische Biathletin
- 1971: Youka Nitta, japanische Manga-Zeichnerin
- 1972: Jekaterina Alexandrowna Bachwalowa, russische Hürdenläuferin
- 1972: Kara Cooney, US-amerikanische Ägyptologin
- 1972: Klaus Erfort, deutscher Koch

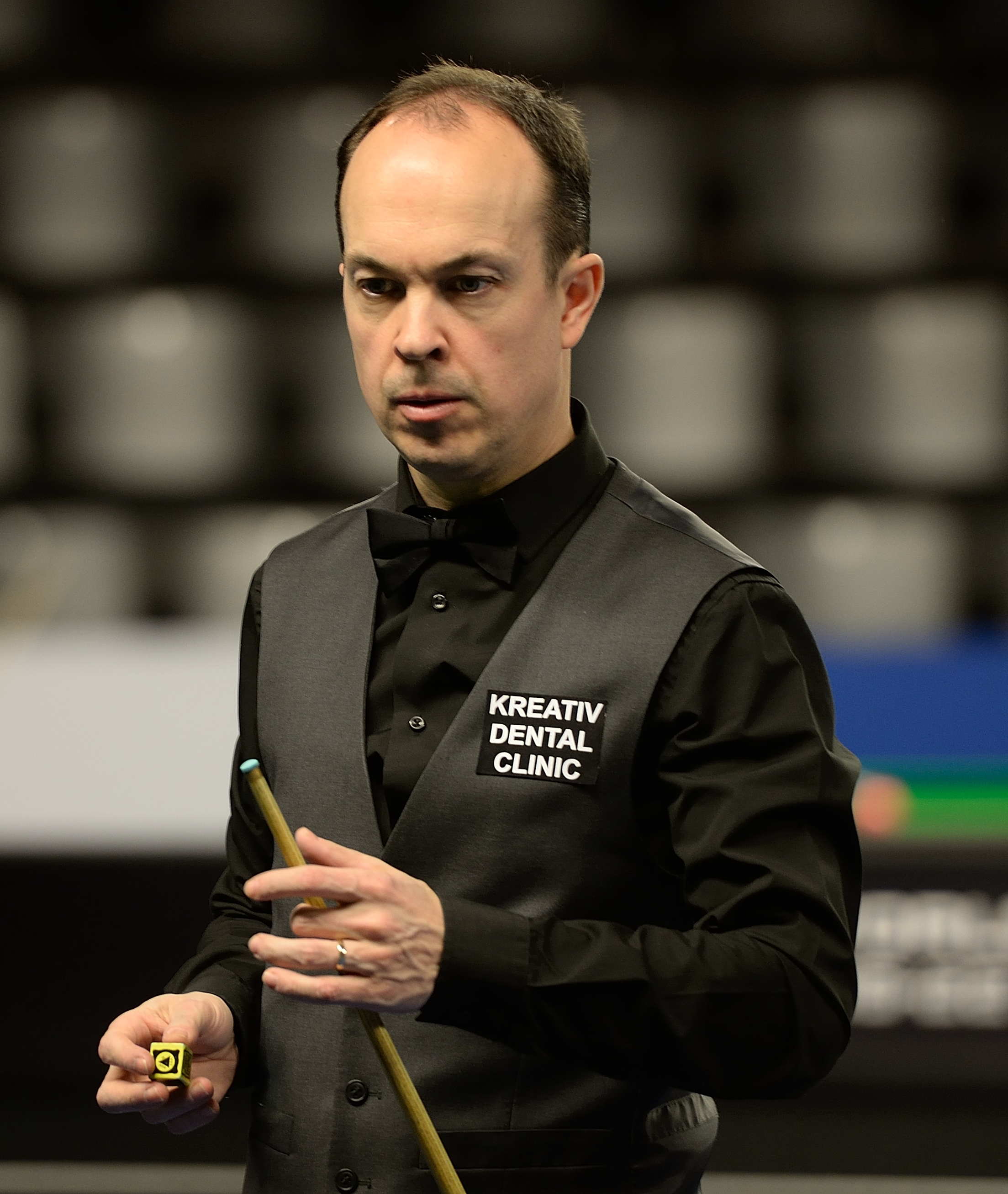
Fergal O’Brien (* 1972)

- 1972: Fergal O’Brien, irischer Snookerspieler
- 1972: Jakob Sveistrup, dänischer Sänger, Musiker und Lehrer für autistische Kinder
- 1973: Tiziana Alagia, italienische Marathonläuferin
- 1973: Kurt Mollekens, belgischer Autorennfahrer und Unternehmer
- 1973: Anneke van Giersbergen, niederländische Sängerin und Gitarristin

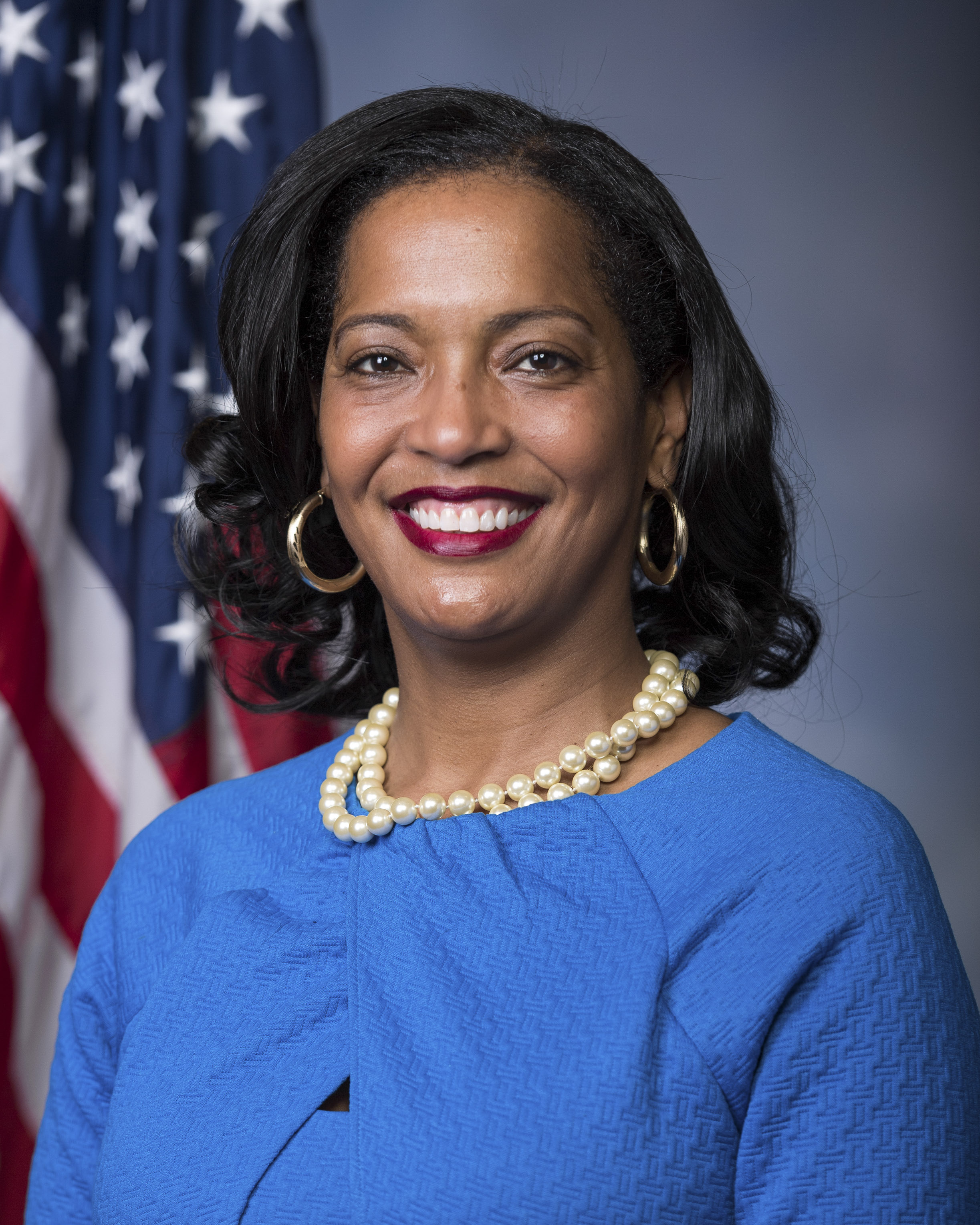
Jahana Hayes (* 1973)

- 1973: Jahana Hayes, US-amerikanische Lehrerin und Politikerin, Mitglied des Repräsentantenhauses
- 1973: Amel Larrieux, US-amerikanische Sängerin und Singer-Songwriterin
- 1973: Stefan Meissner, deutscher Fußballspieler
- 1973: Holger Stockhaus, deutscher Schauspieler
- 1974: Belem Guerrero, mexikanische Radrennfahrerin
- 1974: Susanne Matussek, deutsche Juristin, Richterin am Bundesgerichtshof
- 1974: Miho Oki, japanische Radsportlerin
- 1974: Giesela Rühl, deutsche Rechtswissenschaftlerin

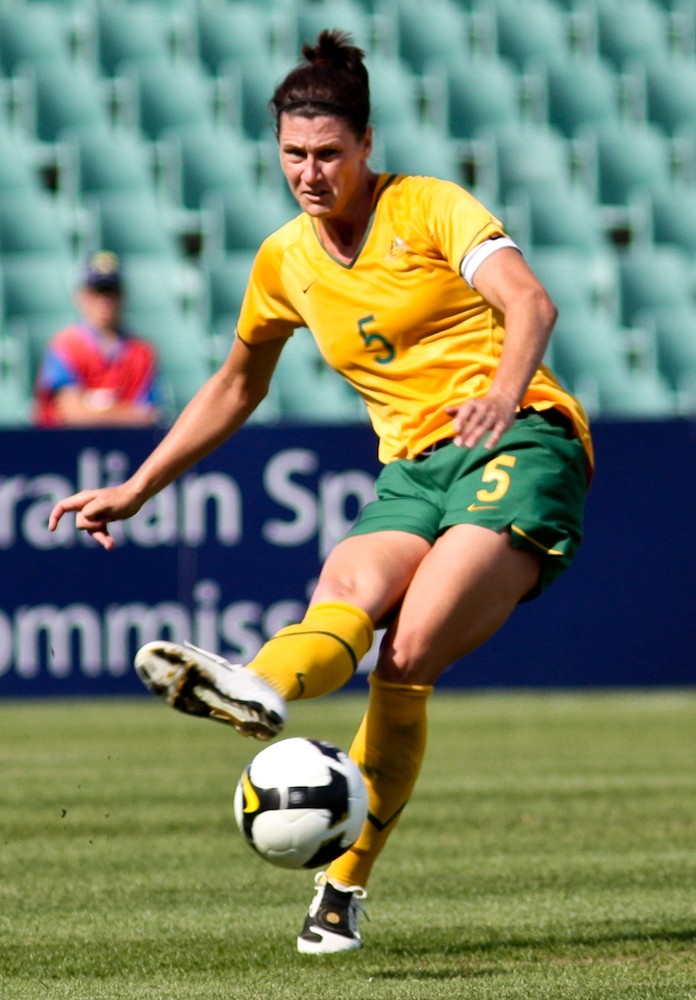
Cheryl Salisbury (* 1974)

- 1974: Cheryl Salisbury, australische Fußballspielerin
- 1974: Annilese Miskimmon, irisch-britische Opernregisseurin und Intendantin
- 1974: Stefan Müller, deutscher Fußballspieler
- 1974: Christiane Paul, deutsche Filmschauspielerin
- 1975: Ursi Breidenbach, österreichische Autorin
- 1975: Eva Celbová, tschechische Beachvolleyballspielerin
- 1975: Mami Donoshiro, japanische Tennisspielerin

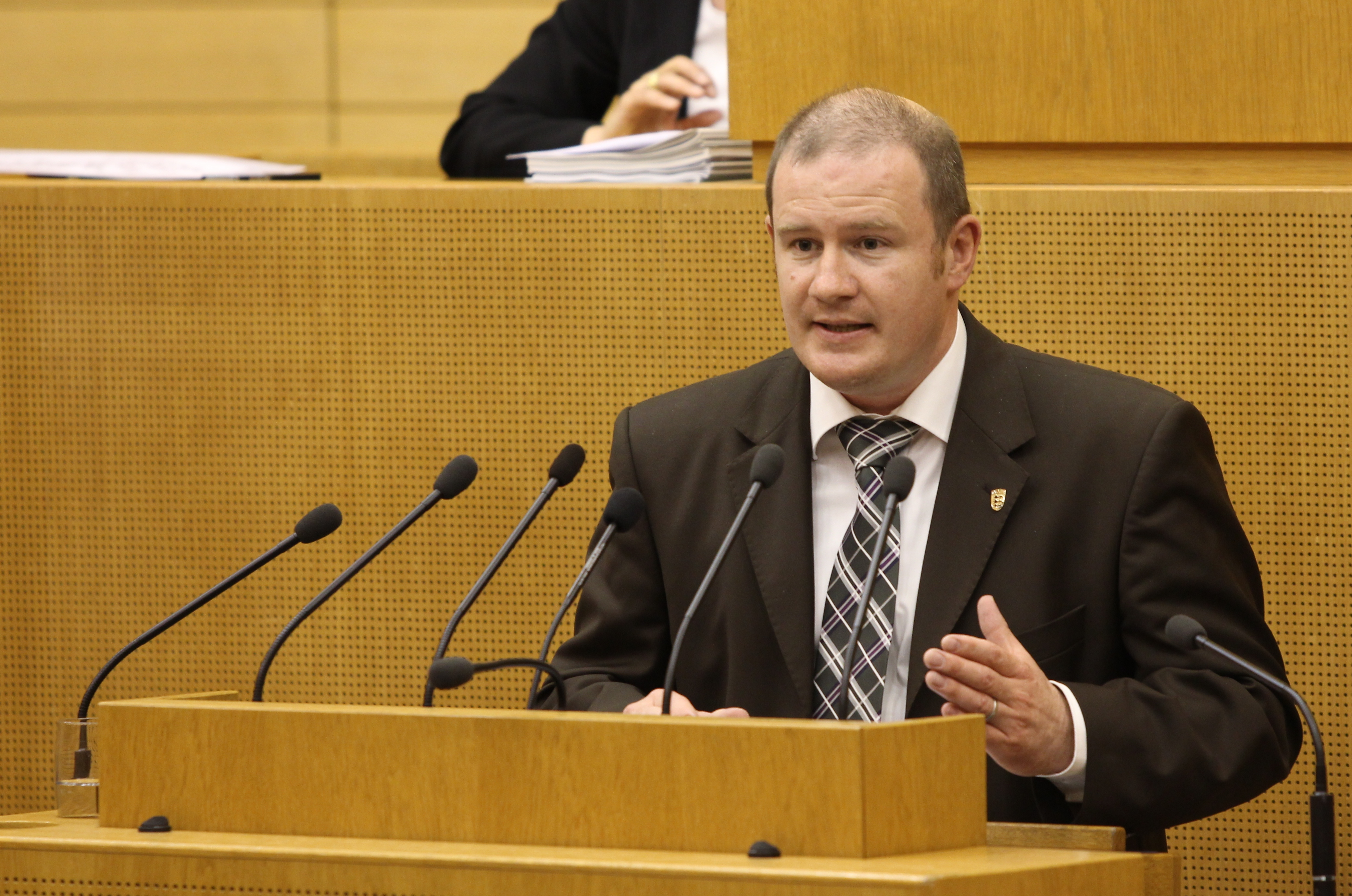
Andreas Glück (* 1975)

- 1975: Andreas Glück, deutscher Politiker, MdL
- 1975: Sultan-Achmed Magomedsalichowitsch Ibragimow, russischer Schwergewichtsboxer, Weltmeister
- 1975: Nadine Weckardt, deutsche Floristin und Sachbuch-Autorin
- 1975: Markus Weissenberger, österreichischer Fußballspieler

#### 1976–2000
- 1976: Nicole Aish, US-amerikanische Langstreckenläuferin
- 1976: Annika Billstam, schwedische Orientierungsläuferin
- 1976: Elisabeth Fuchs, österreichische Dirigentin
- 1976: Daniela Jordanowa, bulgarische Mittel- und Langstreckenläuferin
- 1976: Takae Masumo, japanische Badmintonspielerin

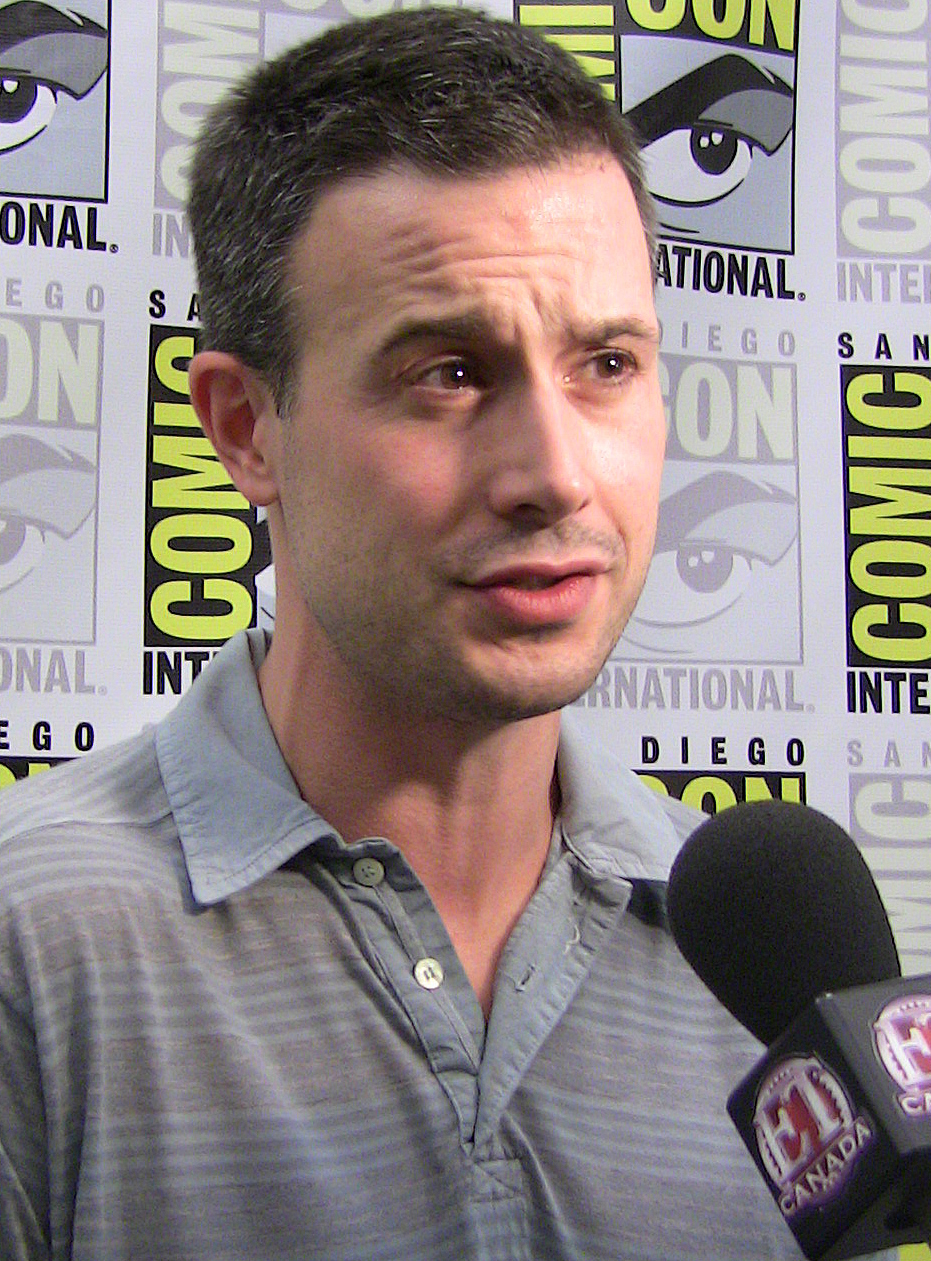
Freddie Prinze junior (* 1976)

- 1976: Freddie Prinze jr., US-amerikanischer Schauspieler
- 1976: Simon Springer, kanadischer Geograph
- 1976: Nadine Steinkamp, deutsche Kanutin
- 1977: Carina Barcos, argentinische Biathletin
- 1977: Alison Becker, US-amerikanische Schauspielerin
- 1977: Gwendoline Delbos-Corfield, französische Politikerin, MdEP
- 1977: Tazzjana Karatkewitsch, weißrussische Politikerin und Psychologin

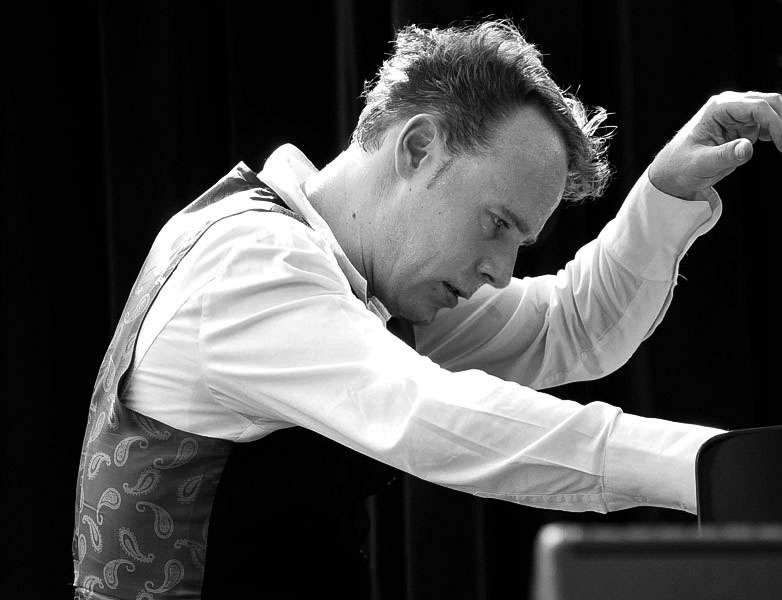
Jef Neve (* 1977)

- 1977: Jef Neve, belgischer Jazzpianist und Komponist
- 1977: Reagan Pasternak, kanadische Schauspielerin
- 1977: Peter Schep, niederländischer Radsporttrainer und Radrennfahrer
- 1977: Fitz van Thom, deutscher Schauspieler, Regisseur und Filmemacher
- 1977: James Van Der Beek, US-amerikanischer Schauspieler
- 1977: Fernando Vicente, spanischer Tennisspieler
- 1977: Johann Vogel, Schweizer Fußballspieler
- 1978: Mohammed Bouyeri, marokkanisch-niederländischer Islamist, Mörder Theo van Goghs
- 1978: Outi Kettunen, finnische Biathletin
- 1978: Chris Phillips, kanadischer Eishockeyspieler
- 1978: Ewout Pierreux, belgischer Jazzmusiker
- 1978: Samanta Schweblin, argentinische Schriftstellerin
- 1978: Johanna Sjöberg, schwedische Schwimmerin
- 1978: Genki Sudō, japanischer K-1- und MMA-Kämpfer, Autor, Musiker und Politiker
- 1978: Manfred Vallazza, italienischer Politiker
- 1979: Shola Ama, britische Sängerin
- 1979: Apathy, US-amerikanischer Rapper
- 1979: Verónica Cuadrado, spanische Handballspielerin
- 1979: Quincy Detenamo, nauruischer Gewichtheber
- 1979: Alex J. Kay, britischer Historiker mit dem Schwerpunkt Nationalsozialismus
- 1979: Heidi Parviainen, finnische Sängerin und Songwriterin
- 1979: Alina Treiger, deutsche liberale Rabbinerin
- 1979: Jasmine You, japanischer Musiker (Versailles)
- 1980: DonGURALesko, eigentlich Piotr Górny, polnischer Rapper und Songwriter
- 1980: Mohamadou Idrissou, kamerunischer Fußballspieler
- 1981: Jonas Andersen, norwegischer Eishockeyspieler
- 1981: Pablo Fernando Aurrecochea Medina, uruguayischer Fußballspieler
- 1981: Michael Beauchamp, australischer Fußballspieler

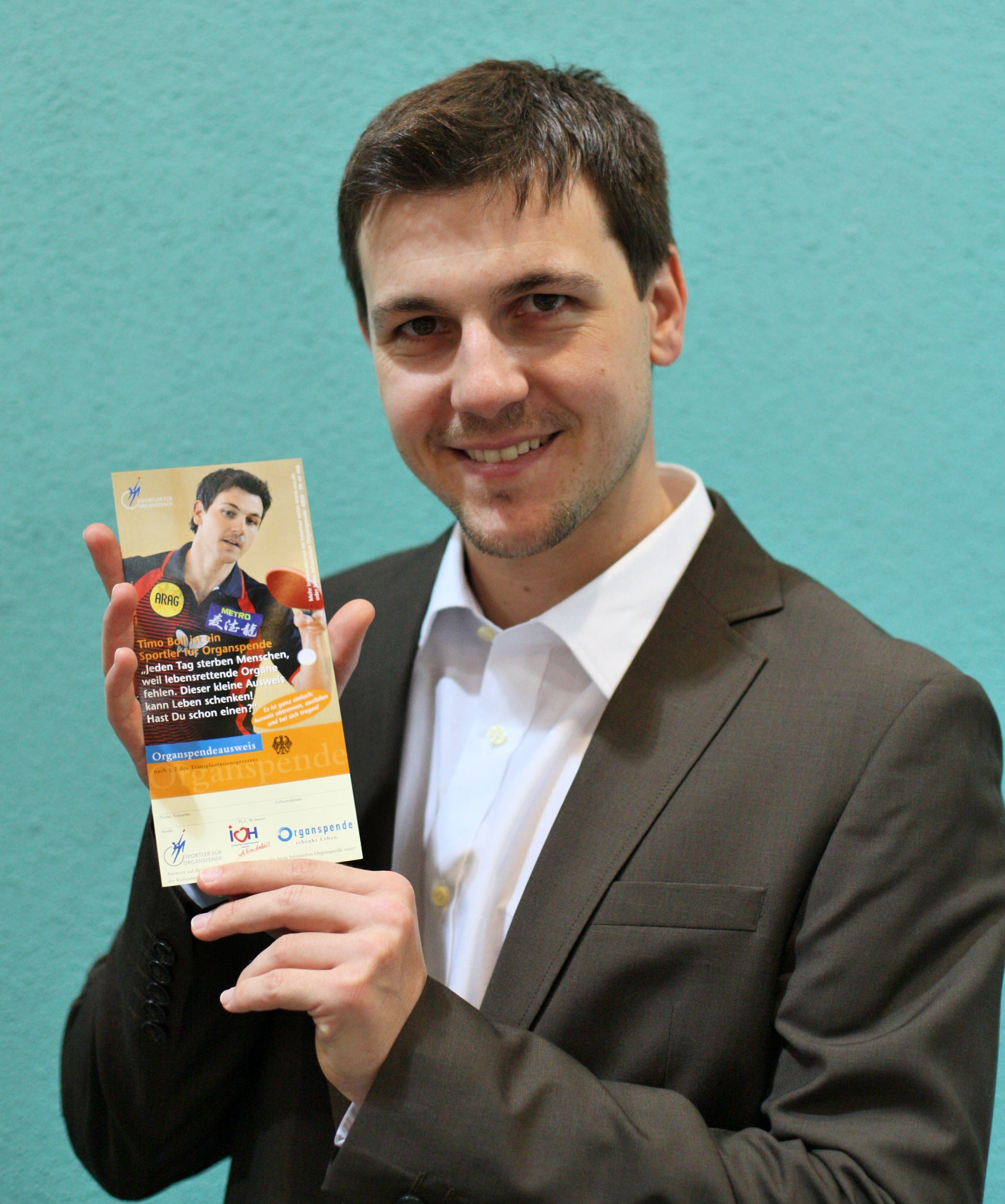
Timo Boll (* 1981)

- 1981: Timo Boll, deutscher Tischtennisspieler
- 1981: David Kreiner, österreichischer Nordischer Kombinierer
- 1981: Pirjo Muranen, finnische Skilangläuferin
- 1981: Joost Posthuma, niederländischer Radrennfahrer
- 1981: Xu Yuanyuan, chinesische Schachspielerin

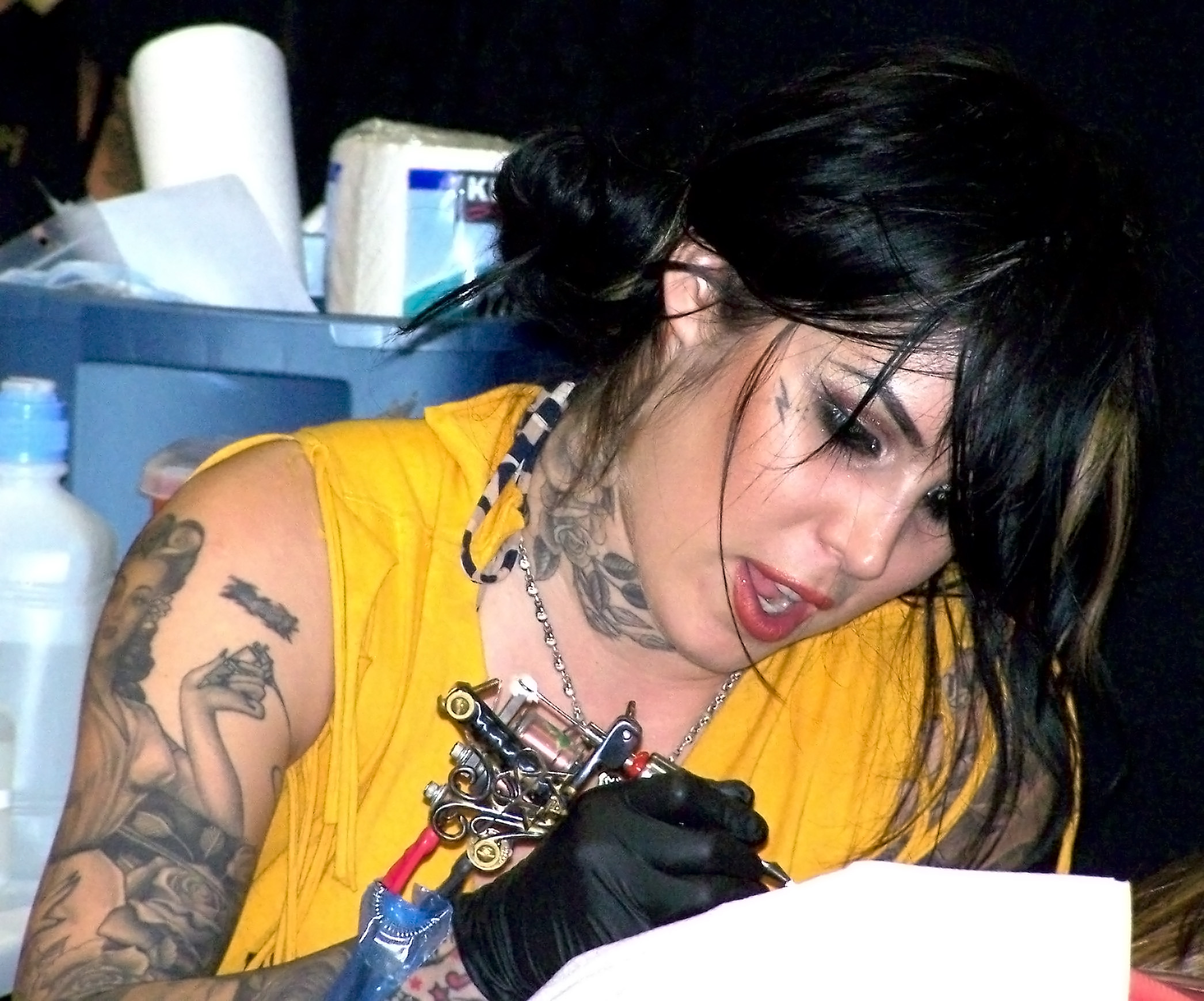
Kat Von D (* 1981)

- 1982: Kat Von D, eigentlich Katherine von Drachenberg, US-amerikanische Tattookünstlerin
- 1982: Kateryna Kalytko, ukrainische Schriftstellerin und Übersetzerin
- 1982: Matthew Krok, australischer Schauspieler
- 1982: Laura Osswald, deutsche Schauspielerin
- 1982: Michelle Rejwan, US-amerikanische Filmproduzentin
- 1982: Karim Rouani, französisch-marokkanischer Fußballspieler

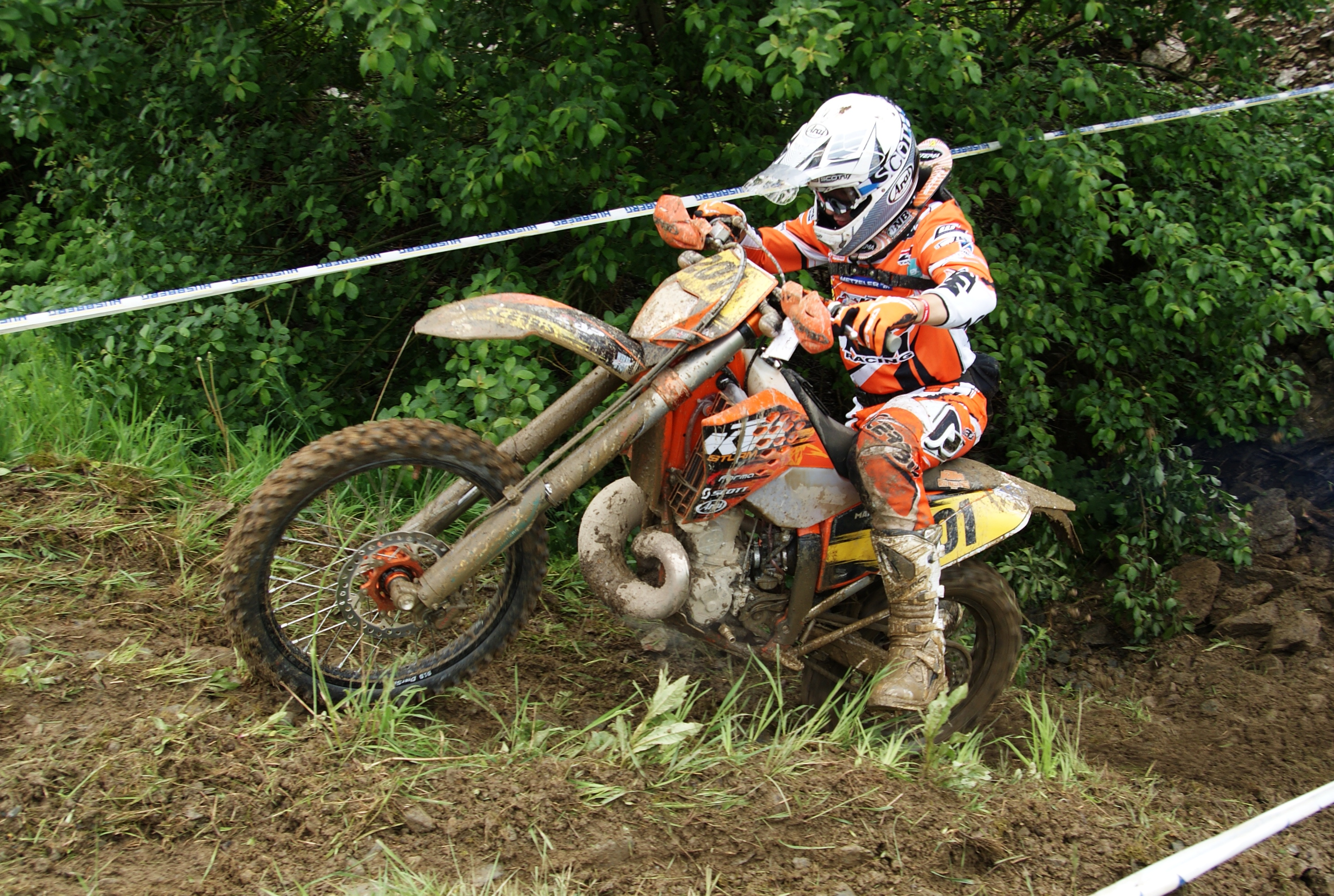
Marcus Kehr (* 1983)

- 1983: Marcus Kehr, deutscher Endurosportler
- 1983: Nino Matschaidse, georgische Opernsängerin
- 1984: Rafik Djebbour, algerischer Fußballspieler
- 1984: György Garics, österreichischer Fußballspieler
- 1985: Haris Medunjanin, bosnisch-herzegowinischer Fußballspieler

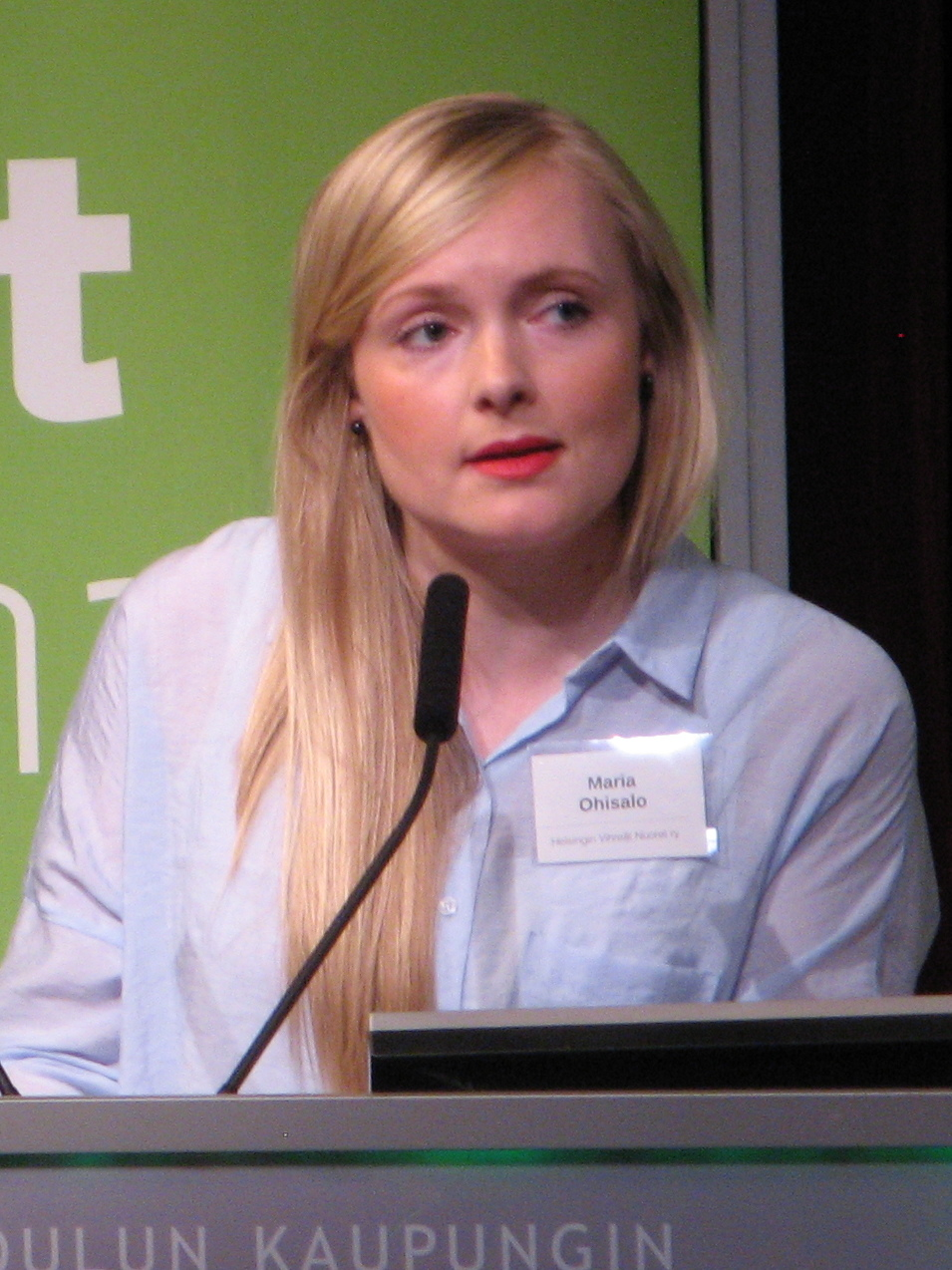
Maria Ohisalo (* 1985)

- 1985: Maria Ohisalo, finnische Politikerin
- 1985: Ewa Sonnet, polnisches Fotomodell und Popsängerin
- 1986: Alexander Sergejewitsch Aksjonenko, russischer Eishockeyspieler
- 1986: Ariane Alter, deutsche Fernsehmoderatorin
- 1986: Jens Brandenburg, deutscher Ökonom und Politiker, MdB
- 1986: Chris van der Drift, neuseeländischer Rennfahrer

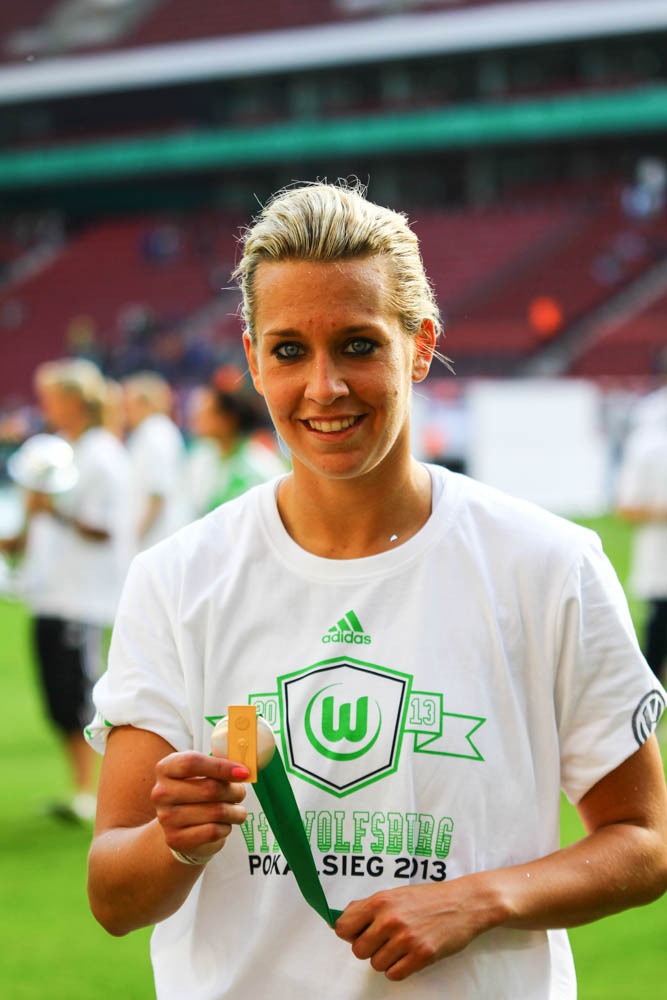
Lena Goeßling (* 1986)

- 1986: Lena Goeßling, deutsche Fußballspielerin
- 1986: Pierre le Beau, deutscher Fußballspieler
- 1986: Lauren Lopez, US-amerikanische Schauspielerin
- 1987: Bianca Atzei, italienische Popsängerin
- 1987: Michael Görlitz, deutscher Fußballspieler
- 1987: Devon Graye, US-amerikanischer Schauspieler
- 1987: Joonas Ikonen, finnischer Skispringer
- 1987: Mario Kreimer, österreichischer Fußballspieler
- 1988: Fanny Horn Birkeland, norwegische Biathletin und Skilangläuferin
- 1988: Benny Blanco, US-amerikanischer Musikproduzent und Songwriter
- 1988: Elierce Barbosa de Souza, brasilianische Fußballspieler

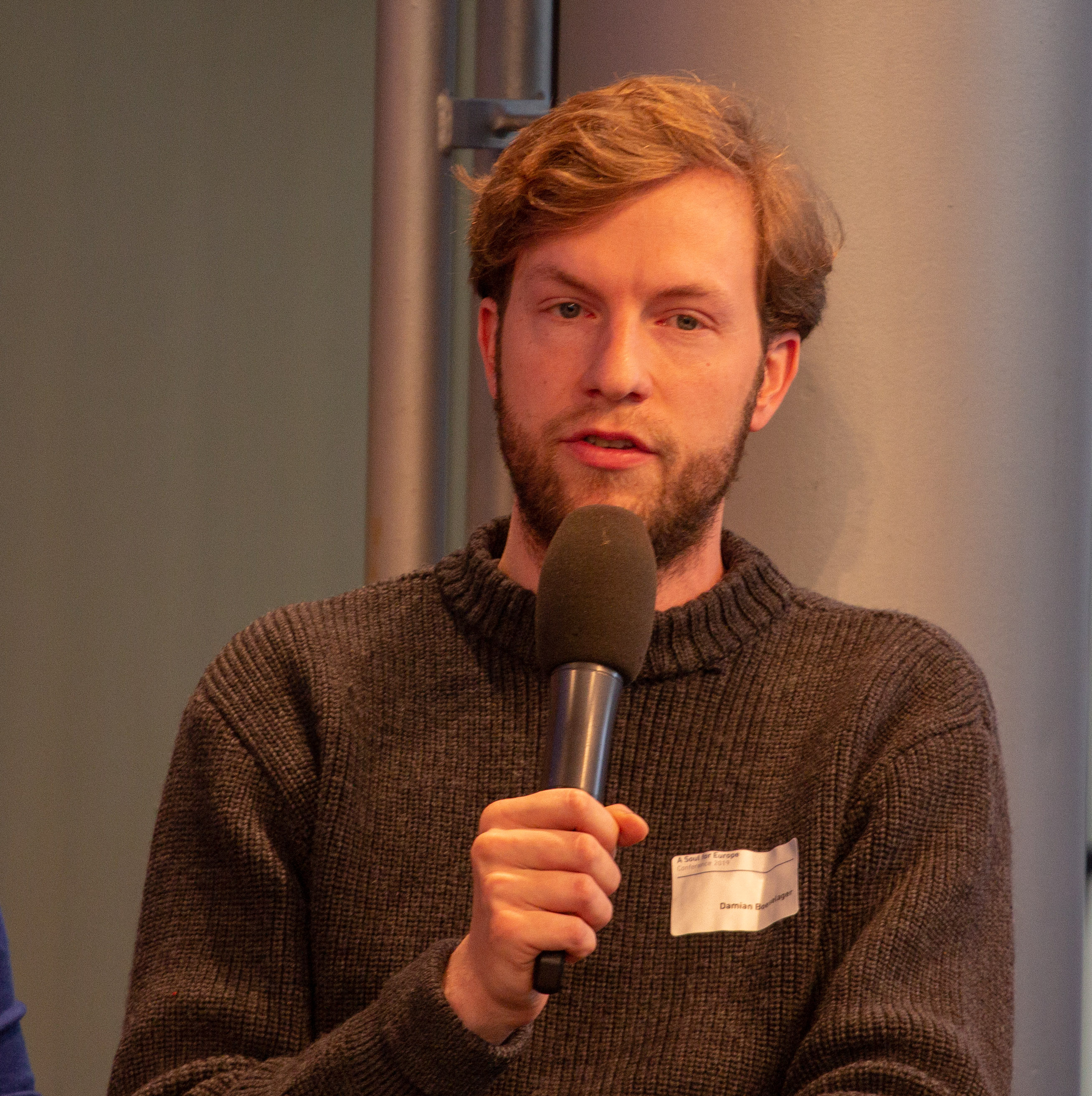
Damian Boeselager (* 1988)

- 1988: Damian Boeselager, Unternehmensberater, Journalist und Politiker, MdEP
- 1988: Elle Cordova, US-amerikanische Folk-/Rock-Sängerin und Songwriterin
- 1988: Jahmir Hyka, albanischer Fußballspieler
- 1988: Miloš Lačný, slowakischer Fußballspieler
- 1988: Christián Mpaka, kongolesischer Fußballspieler
- 1988: Peta Mullens, australische Radsportlerin
- 1988: Johnny Ruffo, australischer Popsänger, Tänzer und Schauspieler
- 1988: Zolani Tete, südafrikanischer Boxer
- 1989: Radosav Petrović, serbischer Fußballspieler
- 1989: Franziska Prade, deutsche Schwimmerin

- 1989: Ming Xi, chinesisches Model

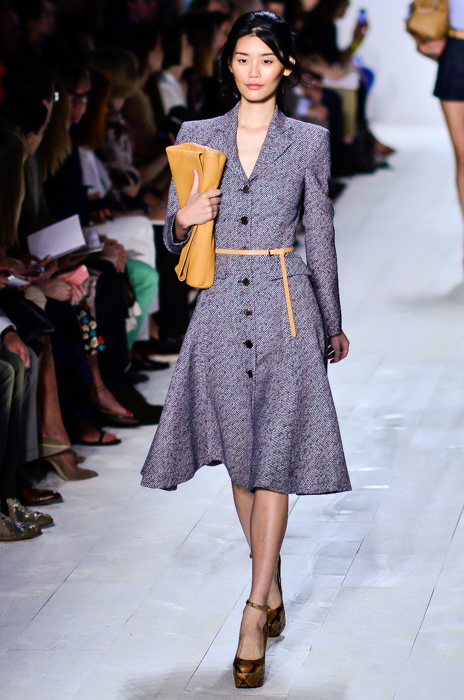
Ming Xi (* 1989)

- 1990: Romain Bacon, französischer Straßenradrennfahrer
- 1990: Luke Brattan, australisch-englischer Fußballspieler
- 1990: Rémy Cabella, französischer Fußballspieler
- 1990: Alan Kasbekowitsch Gogajew, russischer Ringer
- 1990: Nicolas Görtler, deutscher Fußballspieler
- 1990: Petra Kvitová, tschechische Tennisspielerin

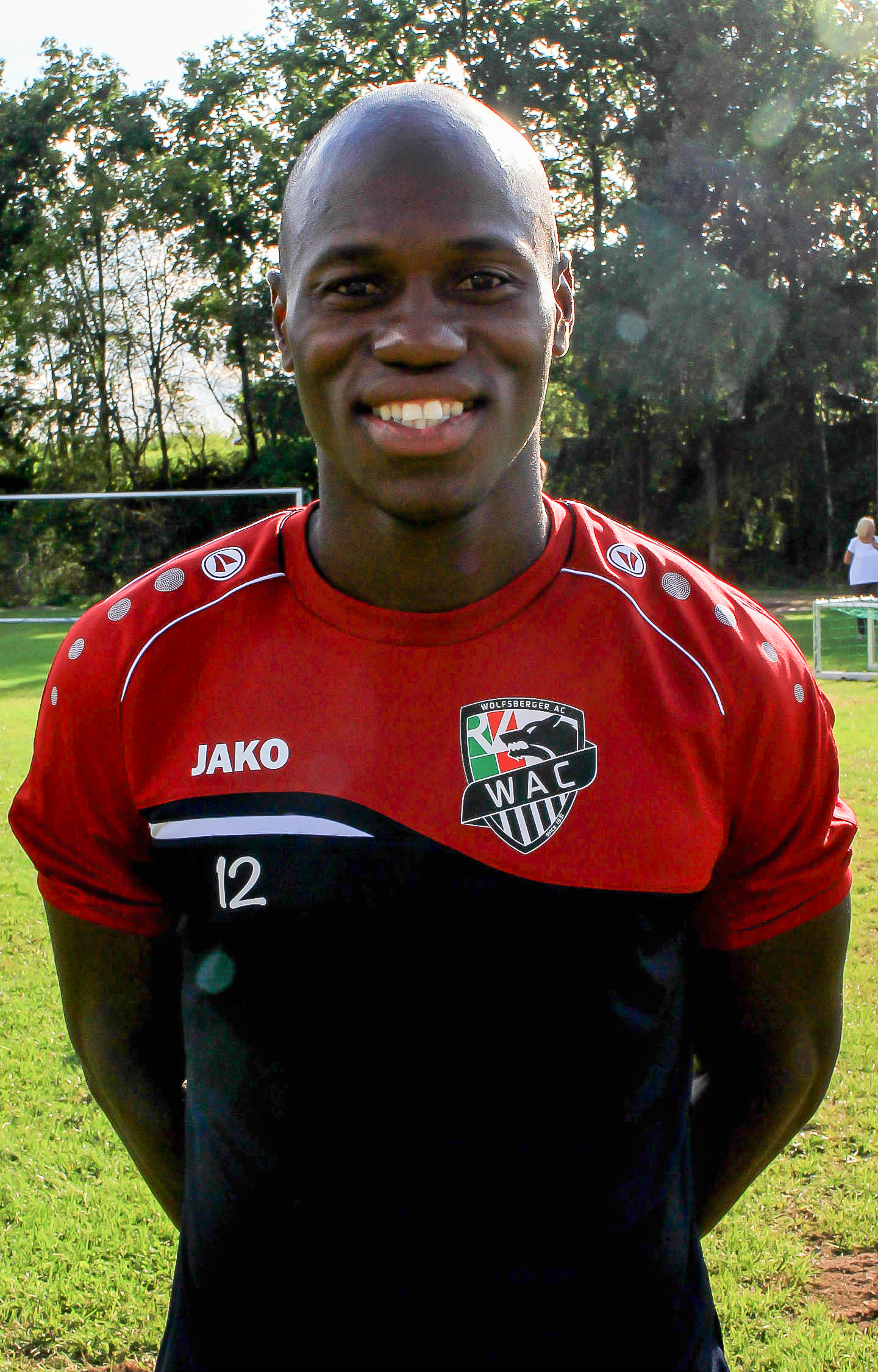
Dever Orgill (* 1990)

- 1990: Dever Orgill, jamaikanischer Fußballspieler
- 1990: Robert Teske, deutscher Politiker
- 1990: Colten Teubert, deutsch-kanadischer Eishockeyspieler
- 1991: Miriam Bryant, schwedische Soul-Pop-Sängerin und Songwriterin
- 1991: Stefanie Klaunig, deutsche Handballspielerin
- 1991: Róbert Mak, slowakischer Fußballspieler
- 1991: Krzysztof Miętus, polnischer Skispringer
- 1991: Devon Werkheiser, US-amerikanischer Schauspieler
- 1992: Oarabile Mokenane, botswanische Hürdenläuferin
- 1992: Diana Ringo, finnische Filmregisseurin und Komponistin

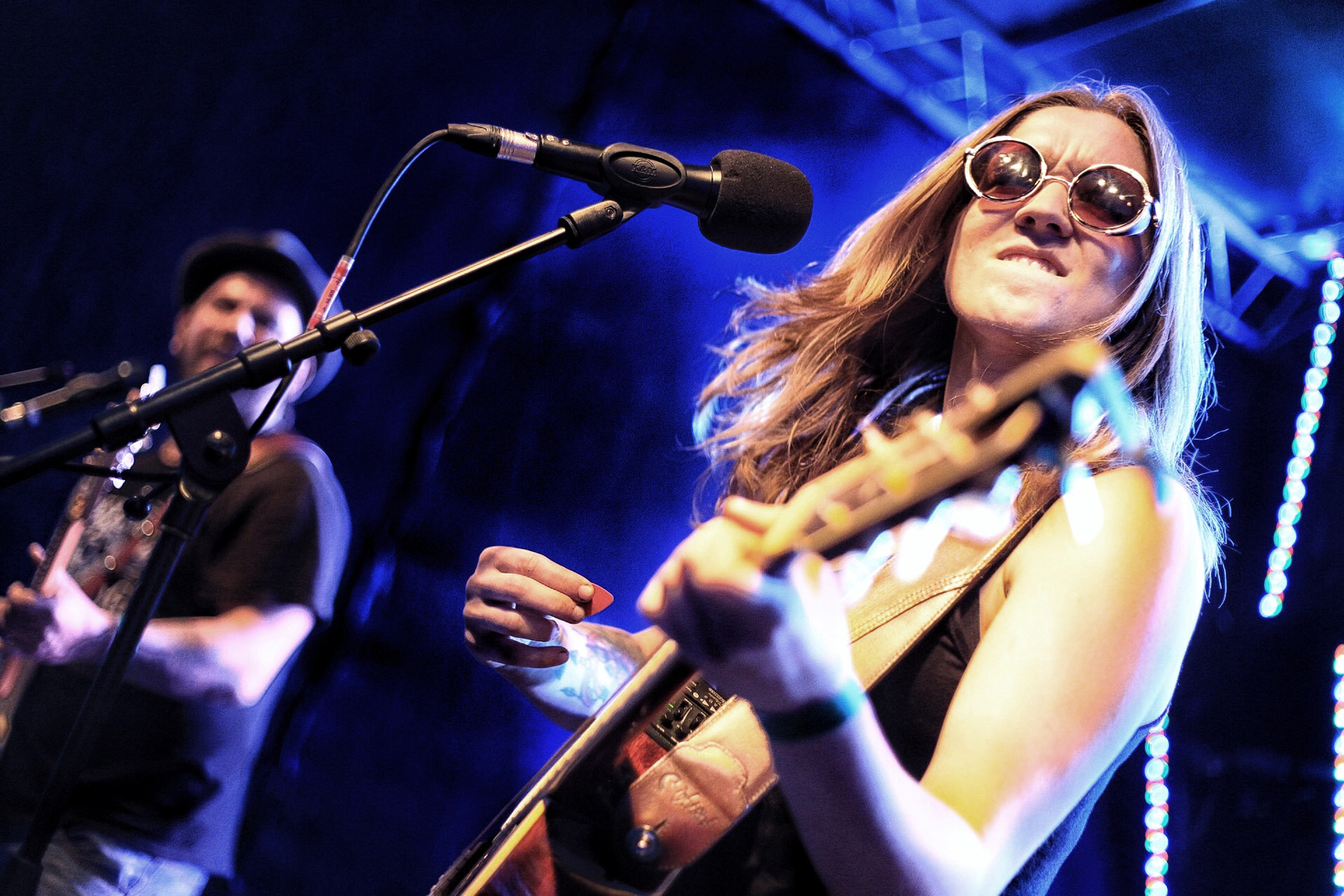
Joon Wolfsberg (* 1992)

- 1992: Joon Wolfsberg, deutsche Singer-Songwriterin
- 1993: Lars Ove Aunli, norwegischer Skilangläufer
- 1993: Fabian Lichottka, deutscher Schauspieler
- 1993: Gamze Senol, deutsche Schauspielerin
- 1994: Marthe Koala, burkinische Siebenkämpferin und Hürdenläuferin
- 1994: Martin Kobylański, polnischer Fußballspieler
- 1994: Chris Philipps, luxemburgischer Fußballspieler
- 1996: Moussa Niakhaté, französischer Fußballspieler
- 1997: Tijana Bošković, serbische Volleyballspielerin

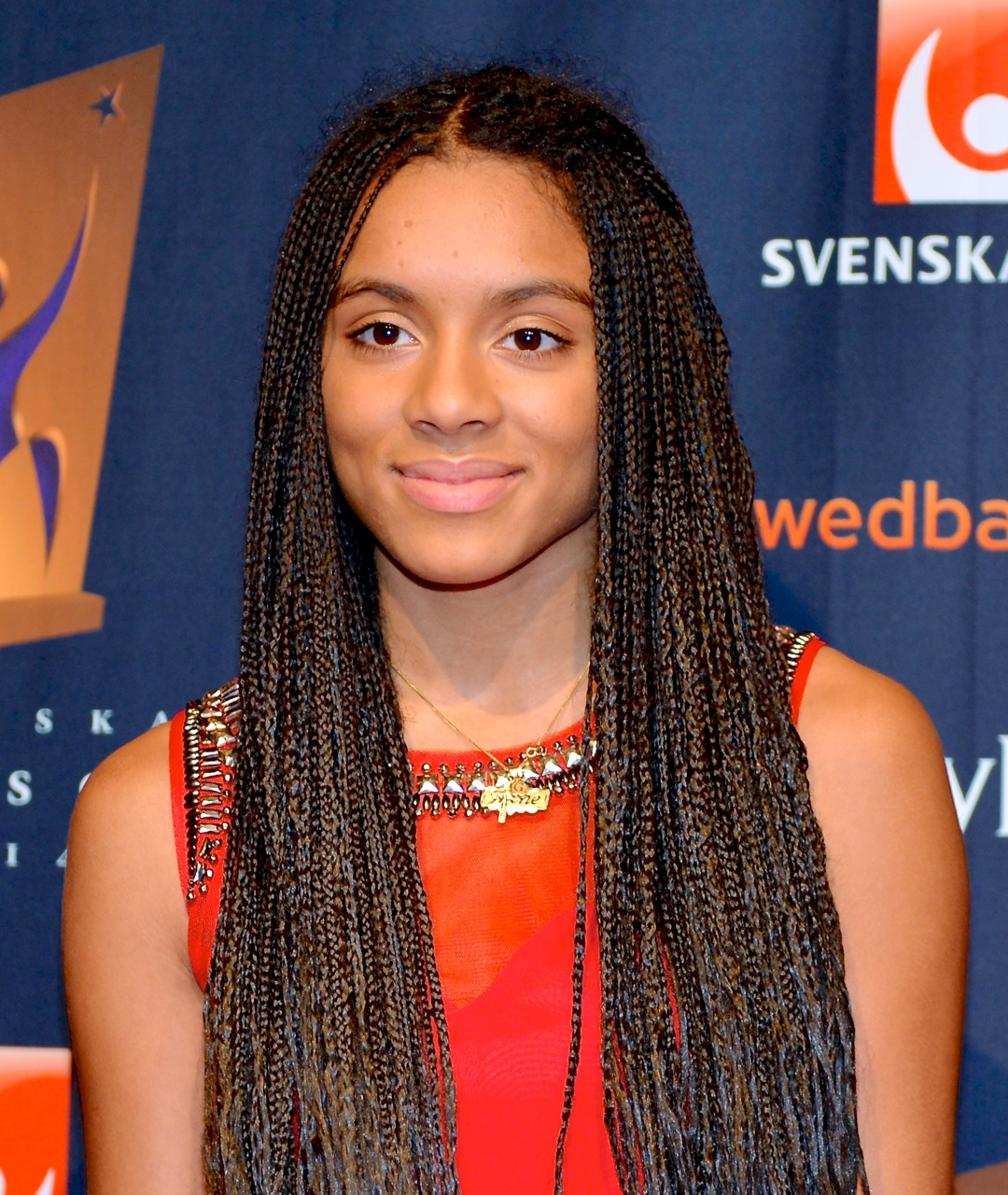
Irene Ekelund (* 1997)

- 1997: Irene Ekelund, schwedische Sprinterin
- 1997: Amir Hadžiahmetović, bosnisch-herzegowinischer Fußballspieler
- 1997: Rodrigo Marte, dominikanischer Boxer
- 1997: Oriol Rubio, spanischer Eishockeyspieler
- 1997: Berkay Yilmaz, deutscher Fußball- und Futsalspieler
- 1998: Zong Xiaochen, chinesischer Dartspieler
- 2000: Ufukcan Engin, türkischer Fußballspieler
- 2000: Jonas David, deutscher Fußballspieler

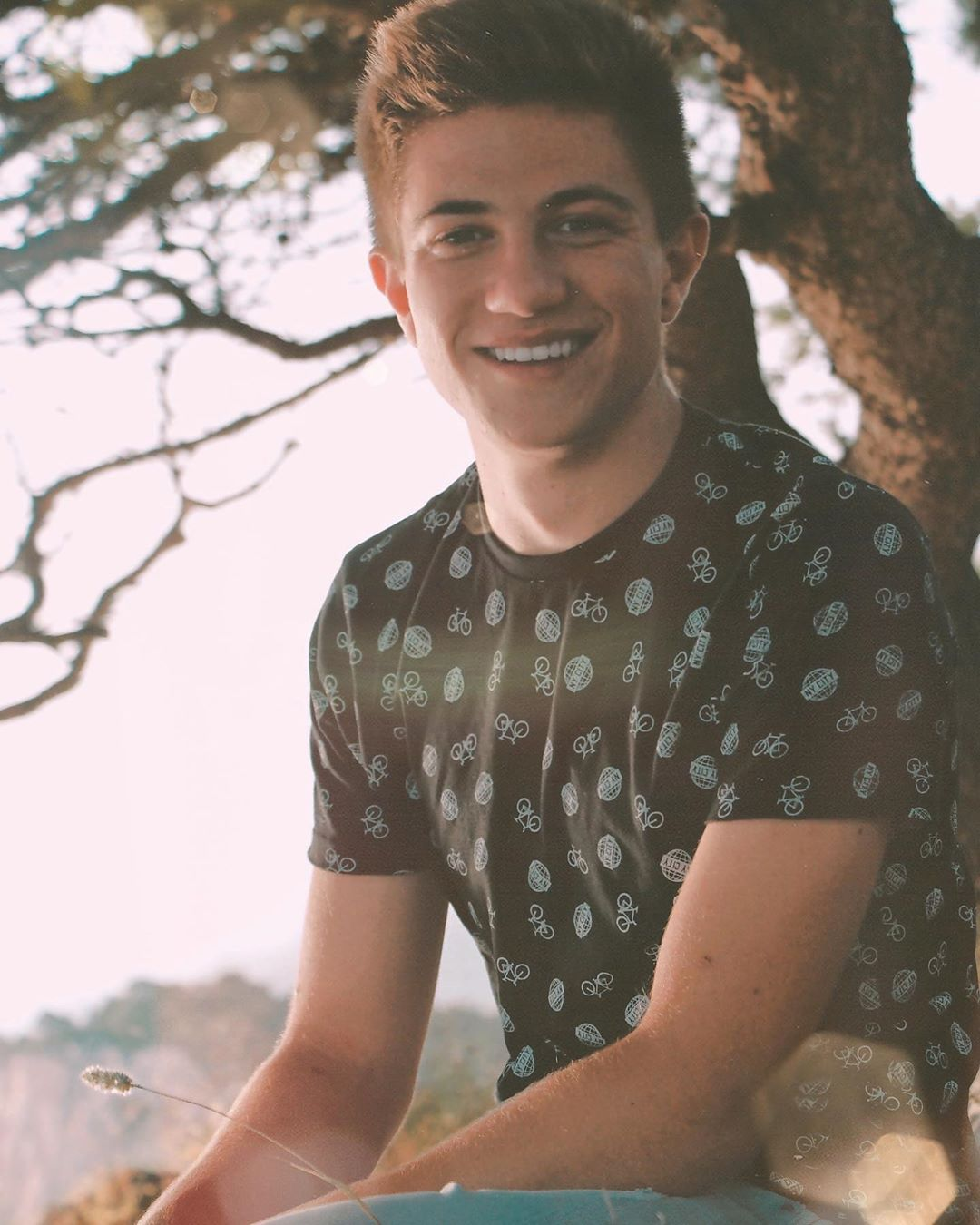
Viktor Đerek (* 2000)

- 2000: Viktor Đerek, kroatischer Fotograf
- 2000: Pjotr Dielen, belgischer Biathlet
- 2000: Belmin Jenciragic, österreichischer Fußballtorwart

### 21. Jahrhundert
- 2001: Sarah Dekker, niederländische Handballspielerin
- 2002: Lorenzo Colombo, italienischer Fußballspieler
- 2003: Felix Ruschke, deutscher Fußballspieler

## Gestorben

### Vor dem 18. Jahrhundert
- 0776: Heddo, Bischof von Straßburg
- 0865: Rudolf von Fulda, Geschichtsschreiber und Theologe
- 1030: Gauzlin von Fleury, Abt von Fleury und Erzbischof von Bourges
- 1054: Azelin, Bischof von Hildesheim
- 1089: Chwadscha Abdullah Ansari, Sufi-Dichter der persischen Sprache

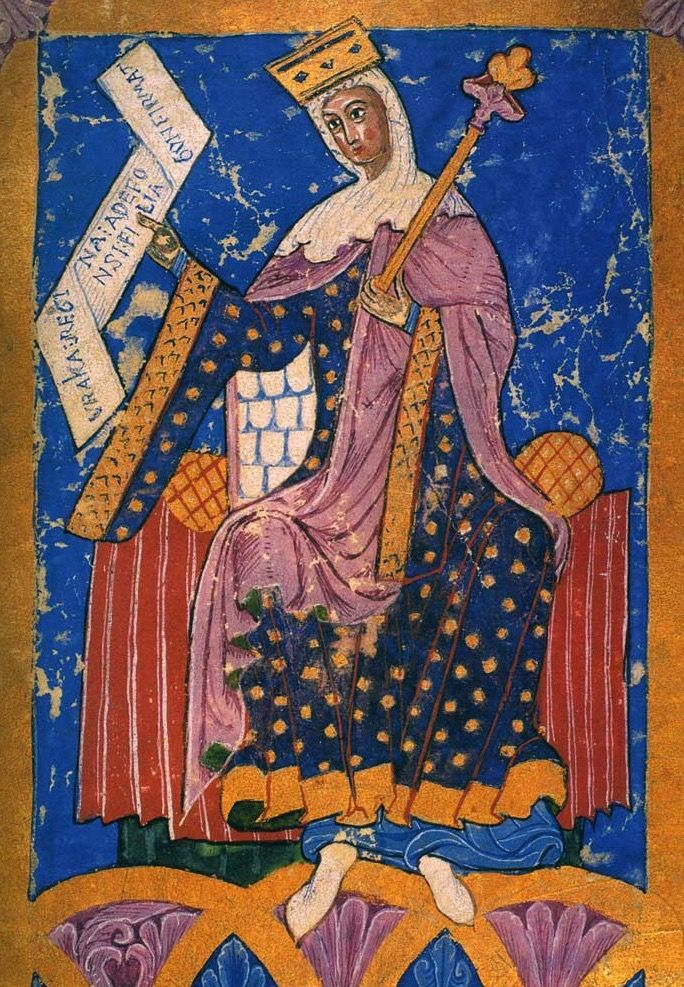
Urraca († 1126)

- 1126: Urraca, Königin von León, Kastilien und Galicien
- 1138: Adela von Blois, französische Adelige

- 1144: Coelestin II., Papst

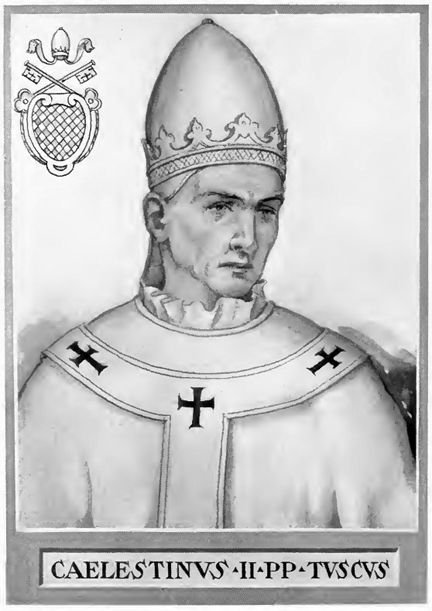
Coelestin II. († 1144)

- 1202: Sverre Sigurdsson, König von Norwegen
- 1205: Otto I., Graf von Lebenau
- 1252: Wernher II., Augustiner-Chorherr und Stiftspropst von Berchtesgaden
- 1348: Ulrich von Württemberg, Graf von Württemberg und Domherr zu Speyer
- 1389: Arnold van Hoorn, Fürstbischof von Utrecht
- 1391: Lazarus von Murom, orthodoxer Heiliger
- 1407: Francesco I. Gonzaga, Graf von Mantua
- 1464: Katharina von Podiebrad, Königin von Ungarn
- 1505: Friedrich II. von Zollern, Bischof von Augsburg
- 1517: Sisto Gara della Rovere, Kardinal der römisch-katholischen Kirche
- 1539: Nicholas Carew, englischer Adeliger
- 1552: Wolfgang zu Stolberg, deutscher Politiker
- 1578: Elisabeth von Brandenburg-Küstrin, Prinzessin von Brandenburg-Küstrin
- 1590: Christian Amport, Schweizer evangelischer Geistlicher und Hochschullehrer

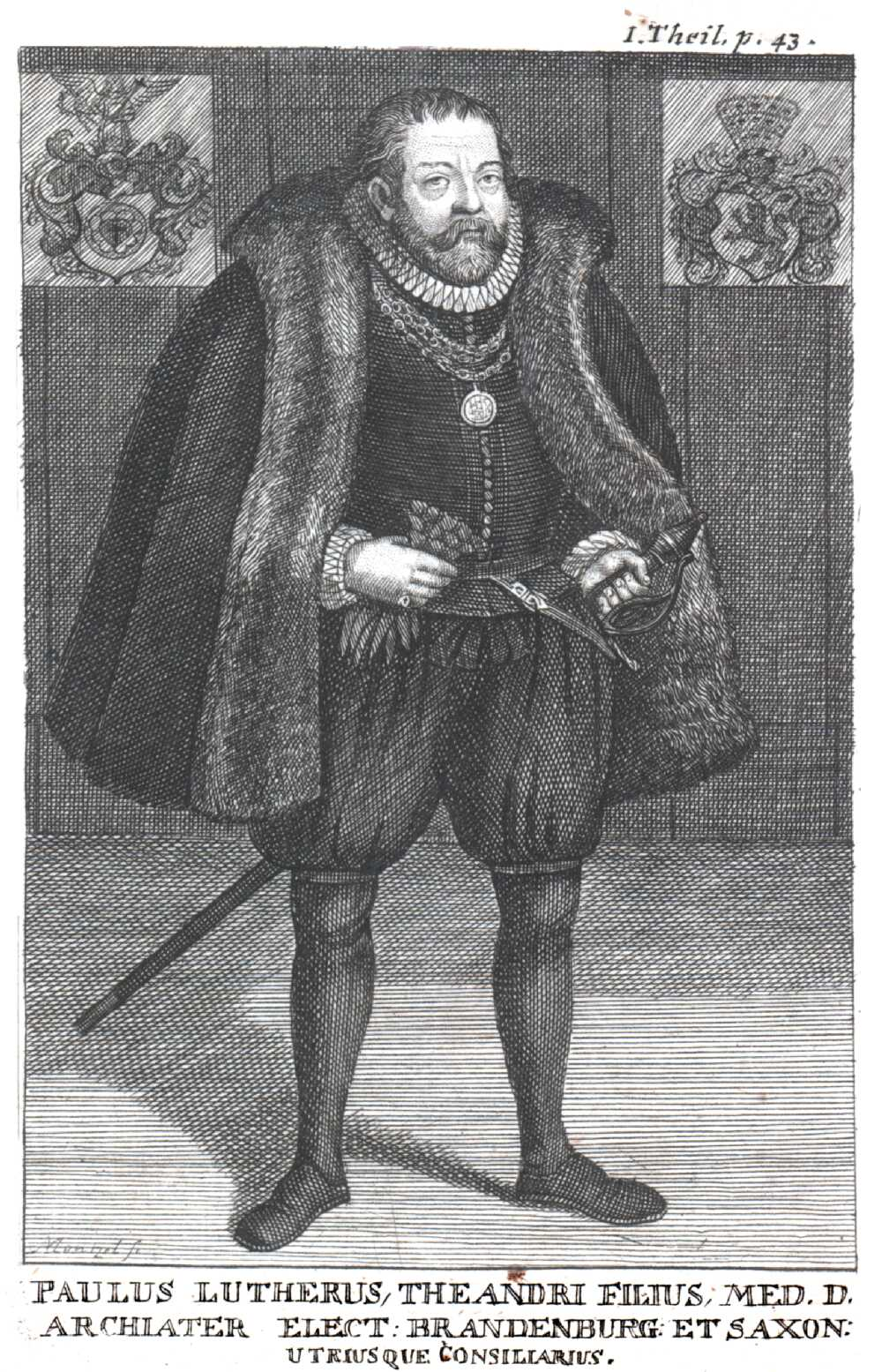
Paul Luther († 1593)

- 1593: Paul Luther, deutscher Mediziner und Leibarzt des Herzogs von Sachsen, Sohn Martin Luthers
- 1601: Jacob Colijn de Nole, flämischer Bildhauer der Renaissance
- 1602: Joachim vom Berge, deutscher Diplomat und Staatsmann
- 1616: Maria Anna von Bayern, Prinzessin von Bayern
- 1617: Walter Stewart, 1. Lord Blantyre, schottischer Adliger und Politiker
- 1619: Veit Bach, Stammvater der Familie Bach
- 1621: Enevold Kruse, dänischer Adliger und norwegischer Reichsstatthalter
- 1625: Caspar Tryller, kursächsischer Beamter und Gründer mehrerer Stiftungen
- 1626: Balthasar von Ahlefeldt, königlicher Rat- und Amtsmann von Flensburg und Rendsburg, Herr auf Kollmar, Drage und Heiligenstedten
- 1634: Lorenz Möller, Lübecker Bürgermeister
- 1646: Eckard von Usedom, Jurist und Hofgerichtspräsident im Herzogtum Pommern-Wolgast
- 1663: Hans Christoph von Königsmarck, deutscher Heerführer in schwedischen Diensten
- 1672: Daniel von Plessen, deutscher Landrat von Mecklenburg

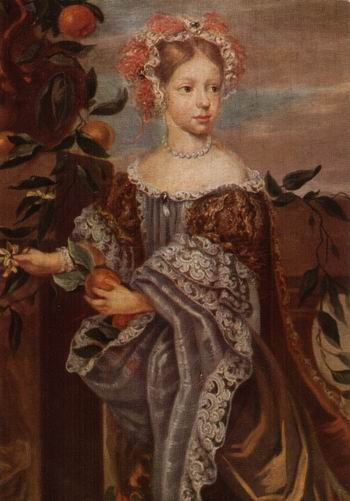
Leopoldine Eleonore von der Pfalz († 1693)

- 1693: Leopoldine Eleonore von der Pfalz, Prinzessin von Kurpfalz und Pfalzgräfin von Neuburg

### 18. Jahrhundert
- 1702: Giovanni Antonio Dario, italienischer Architekt, Steinschneider und Steinmetzmeister
- 1708: Niklaus Bernoulli, Basler Gewürzhändler, Stammvater einer Mathematiker- und Physikerdynastie
- 1715: Lips Tullian, Anführer einer sächsischen Räuberbande
- 1719: Franz Ehrenreich von Trauttmannsdorff, österreichischer Diplomat und Politiker

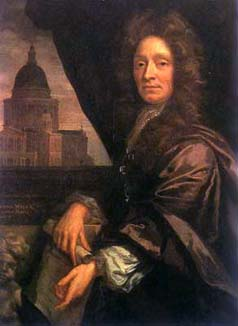
Christopher Wren († 1723)

- 1723: Christopher Wren, britischer Astronom und Architekt, Gründungsmitglied der Royal Society
- 1724: Enrico Zuccalli, Schweizer Architekt, Baumeister
- 1727: Balthasar Mentzer III, deutscher Mathematiker
- 1728: Giovanni Mario Crescimbeni, italienischer Dichter, Historiker und Kustode der Accademia dell’Arcadia
- 1731: Ferdinand Maximilian Brokoff, deutscher Bildhauer des Barock
- 1734: Karlmann Pachschmidt, österreichischer Benediktiner und Komponist
- 1744: William Carew, 5. Baronet, britischer Politiker
- 1747: Kaspar Wilhelm von Borcke, deutscher Staatsmann in preußischen Diensten und Literaturübersetzer
- 1748: Jacob Herman Klein, niederländischer Komponist
- 1749: Nicolas Fréret, französischer Gelehrter
- 1755: Stepan Petrowitsch Krascheninnikow, russischer Entdecker und Geograf
- 1773: Otto Gebhard, bayerischer Maler
- 1778: Johann Gottfried Höre, deutscher Pädagoge
- 1783: César de Saussure, Schweizer Reiseschriftsteller
- 1784: Johann Adam Ehrlich, deutscher Orgelbauer
- 1793: Johann Wilhelm Schröder, deutscher Orientalist
- 1796: William Chambers, britischer Architekt schottischer Abstammung
- 1799: Ignaz Ablasser, österreichischer Maler

### 19. Jahrhundert
- 1801: Theodor Christian Eulner, deutscher Arzt
- 1803: Francis Egerton, 3. Duke of Bridgewater, britischer Adliger, gilt als Begründer der britischen Binnenschifffahrt
- 1805: Matthias Friedrich Watson, deutscher Pädagoge
- 1807: Johann Christian Albinus, deutscher Beamter
- 1807: Carl von Massow, preußischer Landrat und Landesdirektor
- 1808: Nathaniel Alexander, US-amerikanischer Politiker
- 1808: Jacob Ludwig Schellenberg, deutscher evangelischer Geistlicher und Pädagoge
- 1809: Konrad Grübel, deutscher Mundartdichter in Nürnberg, Stadtflaschner und Gassenhauptmann
- 1811: Wilhelm Friedrich Schenck von Flechtingen, preußischer Generalleutnant
- 1813: Georg Wilhelm von Hopffgarten, kursächsischer Kanzler und Kabinettsminister
- 1813: Carl Daniel Voigts, deutscher Kupferstecher und Porträtmaler
- 1814: Alexander Cumming, britischer Uhrmacher, Mathematiker und Mechaniker
- 1814: William McCreery, irisch-amerikanischer Politiker
- 1815: Karl Dominik von Reding, Schweizer Politiker
- 1816: Johann Bernhard von Manstein, preußischer Generalmajor
- 1817: Pierre-Gilles Chanlaire, französischer Jurist, Statistikpionier und Kartograf

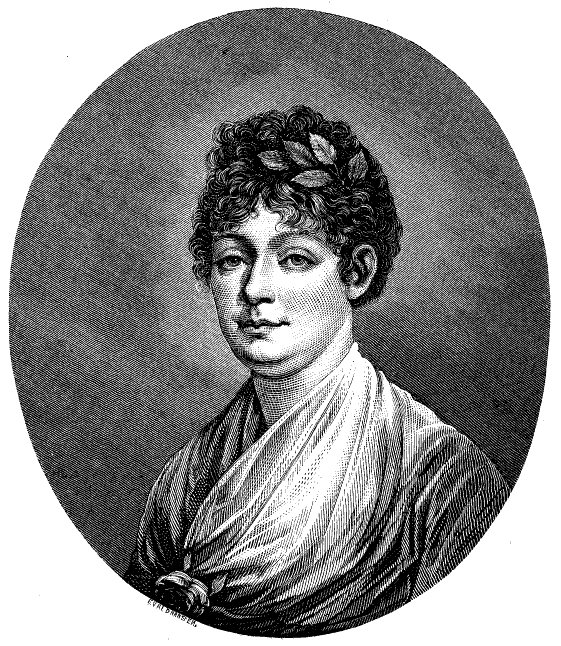
Anna Maria Lenngren († 1817)

- 1817: Anna Maria Lenngren, schwedische Schriftstellerin
- 1818: Maurus Feyerabend, deutscher katholischer Geistlicher
- 1818: Justus Ehrenreich Sello, Königlicher Planteur im Berliner Tiergarten

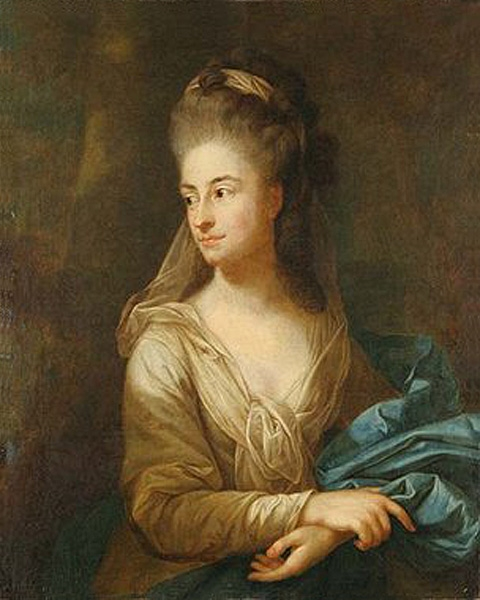
Johanna Luise von Werthern († 1818)

- 1818: Johanna Luise von Werthern, deutsche Adlige
- 1820: Jean-Melchior d’Abadie, französischer Militär
- 1821: Josef Anton Gerber, Schweizer Politiker
- 1824: Jean-Jacques Régis de Cambacérès, französischer Jurist und Staatsmann
- 1824: Wilhelm Anton Ficker, deutscher Mediziner
- 1824: Christian August Günther, deutscher Maler, Zeichner und Kupferstecher

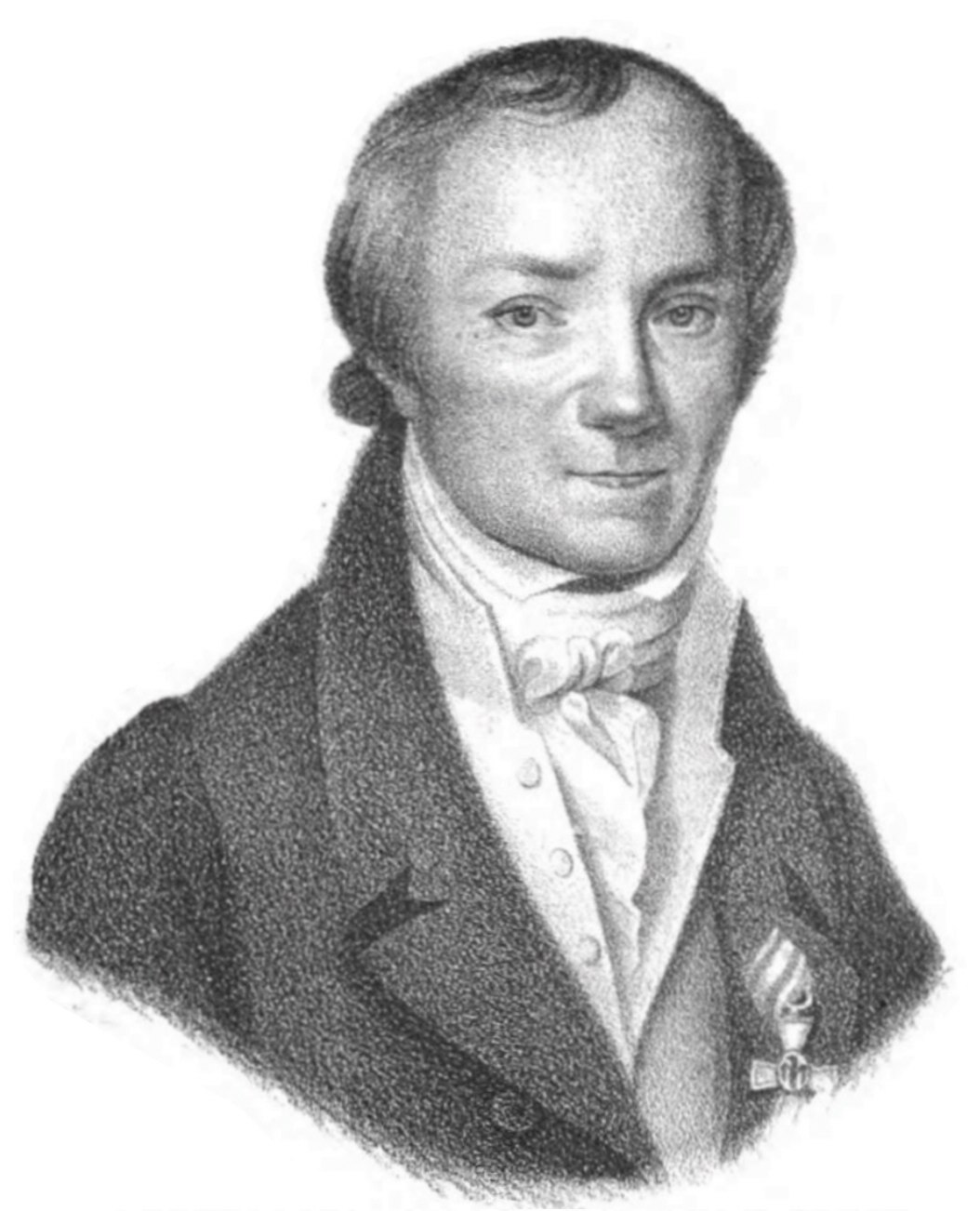
Johann Bartholomäus Trommsdorff († 1837)

- 1837: Johann Bartholomäus Trommsdorff, deutscher Apotheker und Pharmazeut
- 1839: Christian Friedrich von Cochenhausen, hessischer Generalleutnant und Kriegsminister

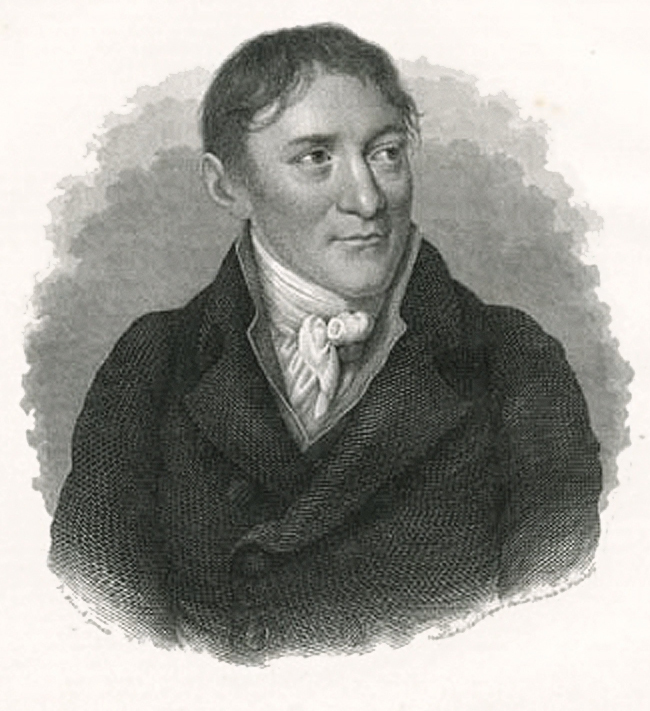
Christoph August Tiedge († 1841)

- 1841: Christoph August Tiedge, deutscher Dichter
- 1844: Pietro Atazzi, italienischer Mediziner
- 1844: Jean-Baptiste Bernadotte, französischer Marschall, König von Schweden und Norwegen
- 1859: Aaron V. Brown, US-amerikanischer Politiker, Postminister, Gouverneur von Tennessee
- 1862: Franz Xaver Nippel von Weyerheim, österreichischer Jurist
- 1869: Hector Berlioz, französischer Komponist und Musikkritiker
- 1869: August Schellenberg, deutscher Buchhändler, Verleger und Herausgeber
- 1870: Karl August Koberstein, deutscher Literaturhistoriker
- 1871: Francesco Scalini, österreichischer Ingenieur und Politiker
- 1872: Priscilla Susan Bury, britische botanische Illustratorin
- 1874: Millard Fillmore, US-amerikanischer Politiker, Mitglied des Repräsentantenhauses, Staatspräsident

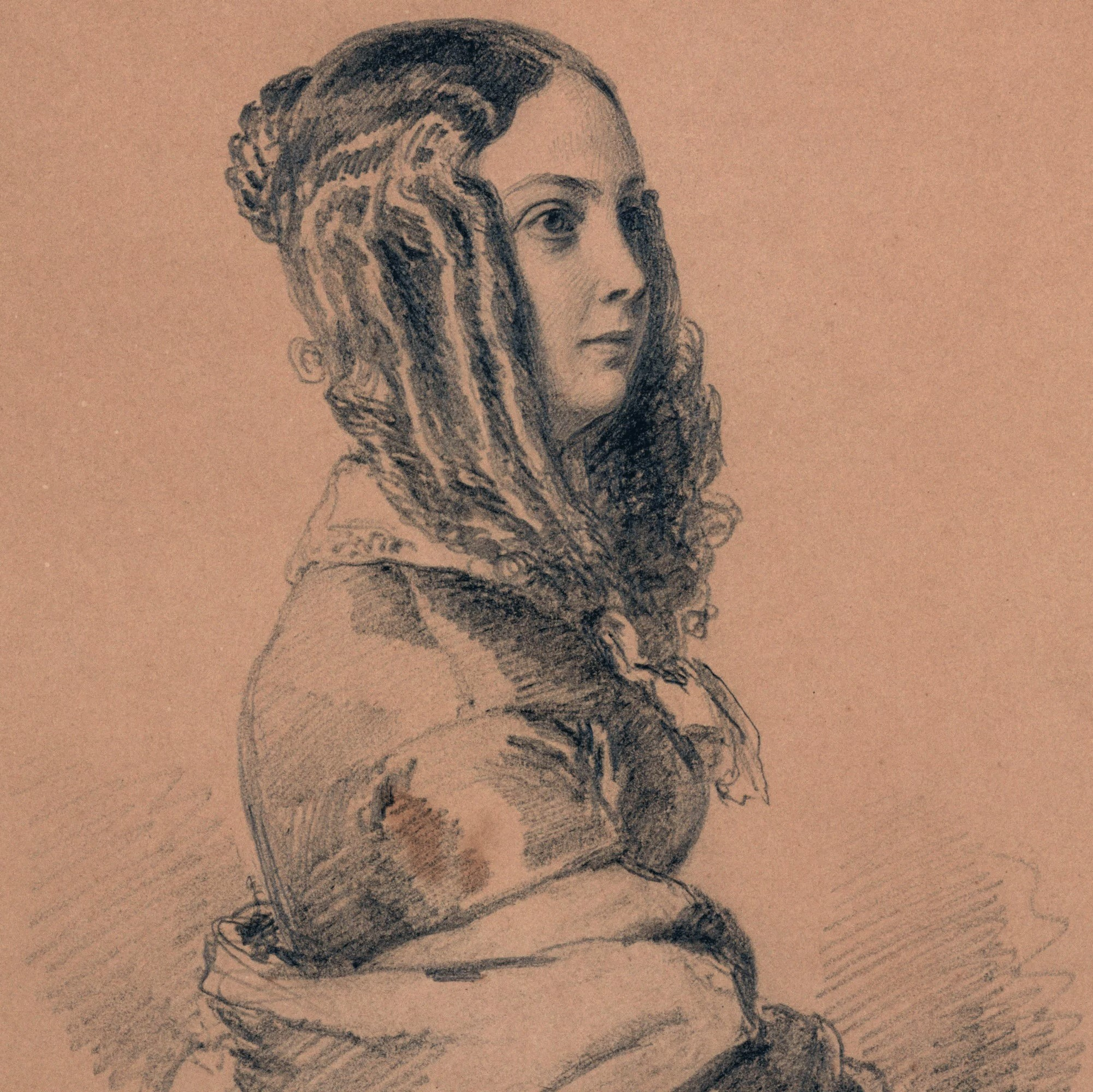
Louise Colet († 1876)

- 1876: Louise Colet, französische Dichterin
- 1877: Kathinka Zitz-Halein, deutsche Schriftstellerin
- 1878: Wilhelm Siegmund Teuffel, deutscher Altphilologe
- 1884: Benedikt Latzl, mährischer Orgelbauer
- 1887: Henry Ward Beecher, US-amerikanischer Prediger
- 1887: Paul Féval, französischer Schriftsteller
- 1888: Therese Braunecker-Schäfer, österreichische Theaterschauspielerin, Sängerin und Tänzerin
- 1888: Włodzimierz Czacki, russisch-ukrainischer römisch-katholischer Bischof und vatikanischer Diplomat, Kardinal
- 1889: John Ericsson, schwedischer Ingenieur
- 1889: Anton Romako, österreichischer Maler
- 1890: Hermann Conradi, deutscher Schriftsteller
- 1891: Antonio Ciseri, italienischer Maler Schweizer Herkunft
- 1892: Benno Adam, deutscher Tiermaler
- 1896: Friedrich Alphons Pick, französisch-deutscher Schriftsteller und Politiker
- 1896: Ambrosius Rosenmund, Schweizer Chemiker, Textilunternehmer und Politiker
- 1897: Emil Rittershaus, deutscher Dichter
- 1900: Clara Biller, deutsche Porträt- und Genremalerin, Journalistin und Schriftstellerin
- 1900: Josef Fröstl, österreichischer Advokat und Politiker, Bürgermeister von St. Pölten
- 1900: Heinrich-Carl Hedrich, deutscher Mühlen- und Maschinenbaumeister und Unternehmer
- 1900: Maximilian Wilhelm Reichert, deutscher Kaufmann, Hotelier und Politiker, Mitglied des Deutschen Reichstags

### 20. Jahrhundert

#### 1901–1950
- 1901: Peter Benoit, belgischer Komponist
- 1902: Paul Jean Flandrin, französischer Landschaftsmaler
- 1902: Franz Pogge, deutscher Rittergutsbesitzer und Reichstagsabgeordneter
- 1903: William Buel Franklin, US-amerikanischer General der Union im Amerikanischen Bürgerkrieg
- 1904: Adolfo Bullrich, argentinischer Unternehmer und Politiker
- 1904: Bernhard Förster, deutscher Bergbauingenieur und sächsischer Ministerialbeamter
- 1904: Sievert Steenbock, mecklenburgischer Ornithologe, Präparator, Maler und Fotograf
- 1905: Bernhard Kahn, deutscher Kaufmann, Unternehmer, Bankier und Kommunalpolitiker
- 1905: Ferdinand Wolff, deutscher Journalist, Redakteur und Mitglied des Bundes der Kommunisten
- 1906: Rudolf Auspitz, österreichischer Industrieller, Nationalökonom, Politiker und Bankier

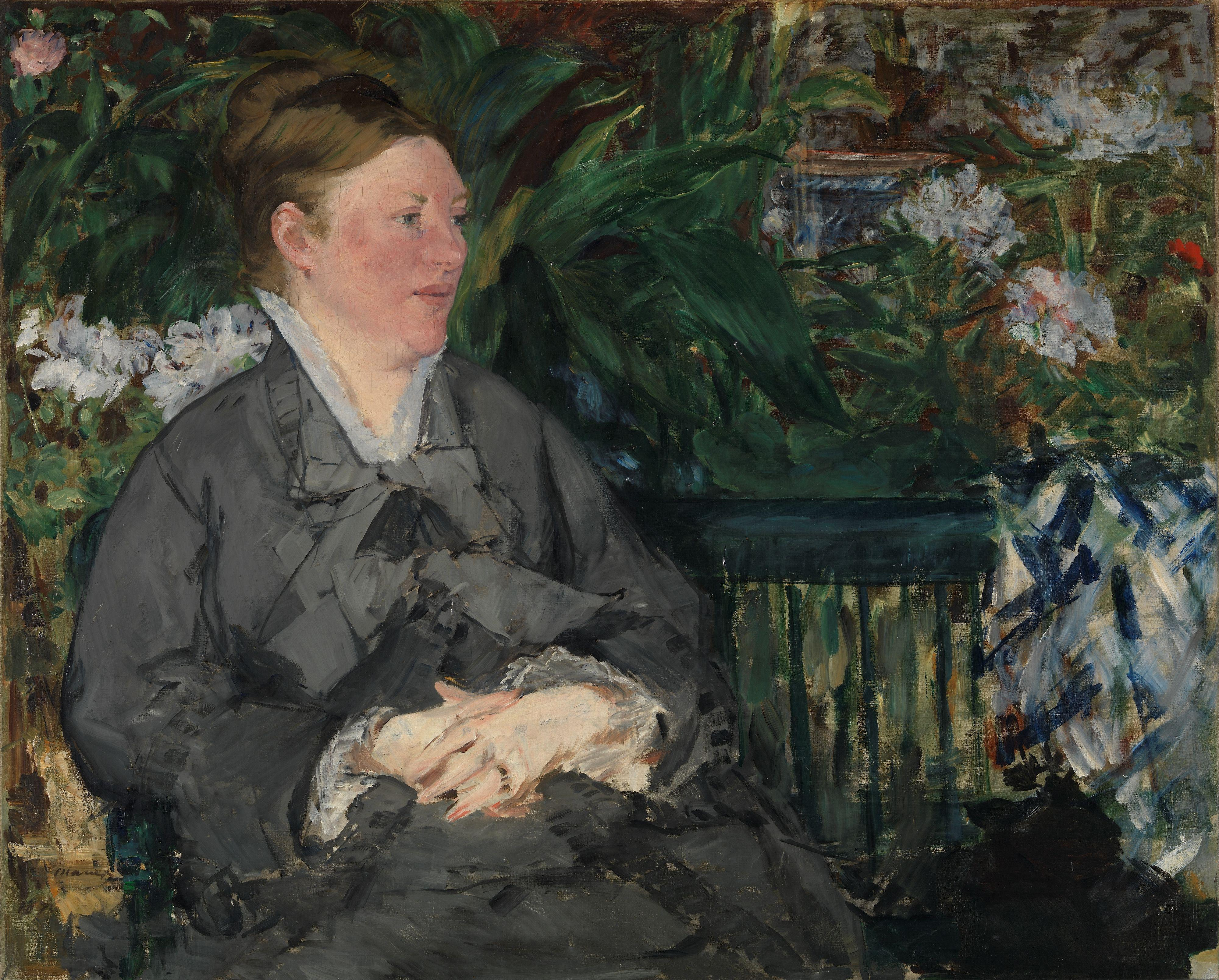
Suzanne Manet († 1906)

- 1906: Suzanne Manet, französisches Modell, Ehefrau von Édouard Manet
- 1907: Marinos Antypas, griechischer Journalist
- 1907: Otto von Scholley, österreichischer Feldmarschalleutnant
- 1908: Adolph Meyer, US-amerikanischer Politiker
- 1908: Alois Utner junior, österreichischer Baumeister
- 1909: Hermine Heller-Ostersetzer, österreichische Malerin und Grafikerin
- 1909: Léon Théry, französischer Rennfahrer
- 1910: Ronald M. Grant, US-amerikanischer Organist und Kirchenmusiker
- 1911: Ernst Falkenthal, deutscher Kolonialbeamter
- 1912: Josef Maly, deutschböhmischer Jurist und Politiker
- 1912: Bertha Schneyer, deutsche Wohltäterin
- 1912: Paul Eduard Richard Sohn, deutscher Maler
- 1913: Johann Merzenich, deutscher Architekt, Baubeamter und Professor
- 1914: Tønnes Frøyland, norwegischer Missionar und Mediziner
- 1915: Hans Brunow, österreichischer Pianist, Theaterschauspieler und Sänger
- 1915: Mario Schiff, italienischer Romanist und Hispanist
- 1915: Wilhelm Wiegand, deutscher Archivar, Professor und Mitglied der ersten Kammer des Landtags des Reichslandes Elsaß-Lothringen
- 1916: Max de Diesbach, Schweizer Jurist, Historiker, Bibliothekar und Politiker
- 1916: Fred T. Jane, britischer Seekriegshistoriker
- 1917: Ferdinand von Zeppelin, deutscher General und Luftschiffkonstrukteur
- 1918: Charles Follen Adams, US-amerikanischer Dichter
- 1918: Georg Langerhans, deutscher Jurist, Bürgermeister von Köpenick
- 1919: Hans Aronson, deutscher Kinderarzt und Bakteriologe
- 1919: Auguste Tolbecque, französischer Cellist, Dirigent, Komponist, Instrumentenbauer und Musikpädagoge
- 1920: Rafael Obligado, argentinischer Schriftsteller
- 1923: Johannes Diderik van der Waals, niederländischer Physiker
- 1924: Eduard Mulder, niederländischer Chemiker
- 1924: Mathilde von Rothschild, deutsche Mäzenin
- 1925: Juliette Wytsman, belgische Malerin des Impressionismus
- 1927: Babette von Bülow, deutsche Schriftstellerin

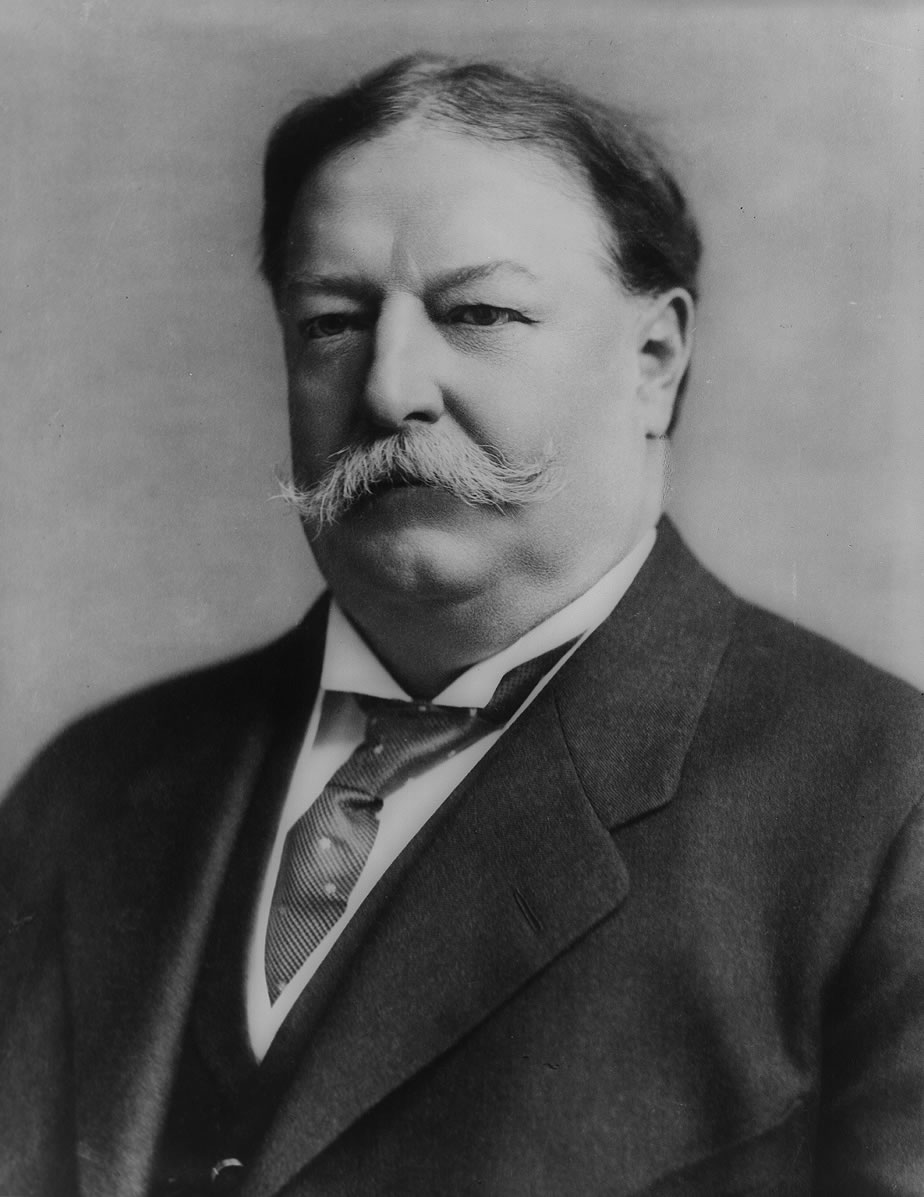
William Howard Taft († 1930)

- 1930: William Howard Taft, US-amerikanischer Jurist und Politiker, Staatspräsident, Vorsitzender Richter am Obersten Gerichtshof
- 1932: Jan de Louter, niederländischer Staats- und Völkerrechtler
- 1935: Willibald Adam, deutscher Abt
- 1935: Gustaw Gwozdecki, polnisch-französischer Bildhauer, Maler, Grafiker und Kunstschriftsteller
- 1935: Ruan Lingyu, chinesische Schauspielerin der Stummfilmzeit
- 1936: Rudolf Much, österreichischer germanistischer und skandinavistischer Mediävist, Altphilologe und Religionswissenschaftler
- 1937: Laura Schradin, deutsche Politikerin, eine der ersten weiblichen Landtagsabgeordneten
- 1940: Walter Gottfried von Auwers, deutscher Jurist und Politiker
- 1941: Sherwood Anderson, US-amerikanischer Schriftsteller
- 1942: José Raúl Capablanca, kubanischer Schachspieler und Diplomat, Weltmeister
- 1943: Alma del Banco, deutsche Malerin der Moderne
- 1944: Mathilde Kralik, österreichische Komponistin
- 1948: Gustav Gamper, Schweizer Musiker, Maler und Schriftsteller
- 1950: Jaroslav Kocián, tschechischer Geiger und Komponist

#### 1951–2000
- 1953: Michael Wolfgramm, deutscher Ruderer

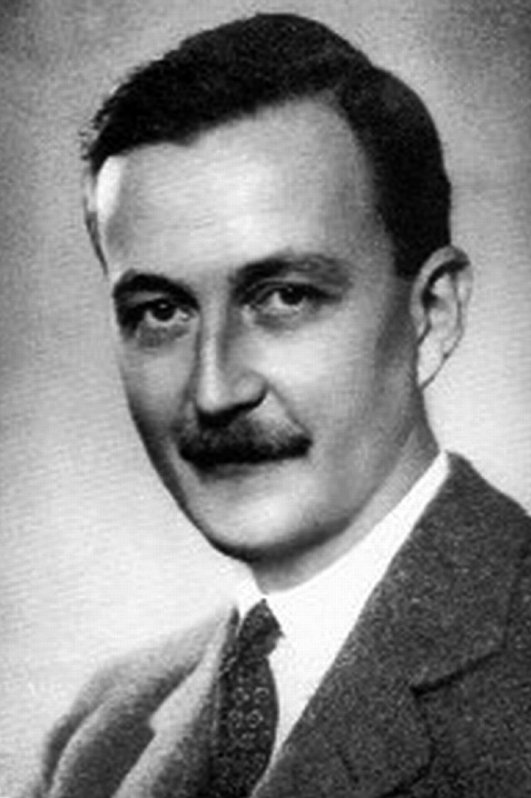
János Esterházy († 1957)

- 1957: János Esterházy, ungarischer Adeliger und Politiker
- 1957: Othmar Schoeck, Schweizer Komponist und Dirigent
- 1960: Marie Janson, belgische Politikerin
- 1961: Thomas Beecham, britischer Dirigent
- 1963: Johannes Albers, deutscher Politiker, MdL, MdB
- 1963: Per Askim, norwegischer Marineoffizier
- 1964: Ludwig Finckh, deutscher Schriftsteller
- 1964: Próspero López Buchardo, argentinischer Komponist
- 1971: Anne-Dora Arnold, deutsche Kunst- und Porträtmalerin
- 1971: Hans Bruns, deutscher Bibelübersetzer
- 1971: Sonja Gerstner, deutsche Malerin und Schriftstellerin
- 1971: Harold Lloyd, US-amerikanischer Schauspieler
- 1971: Carlo Maria Pintacuda, italienischer Automobilrennfahrer
- 1972: Erich von dem Bach-Zelewski, deutscher General der SS und der Polizei, Befehlshaber der Niederschlagung des Warschauer Aufstands
- 1972: Theodor Meyer, deutscher Mathematiker, Physiker und Lehrer
- 1973: Benjamín de Arriba y Castro, spanischer Erzbischof von Tarragona
- 1973: Ron McKernan, US-amerikanischer Musiker
- 1974: Olive Hazlett, US-amerikanische Mathematikerin

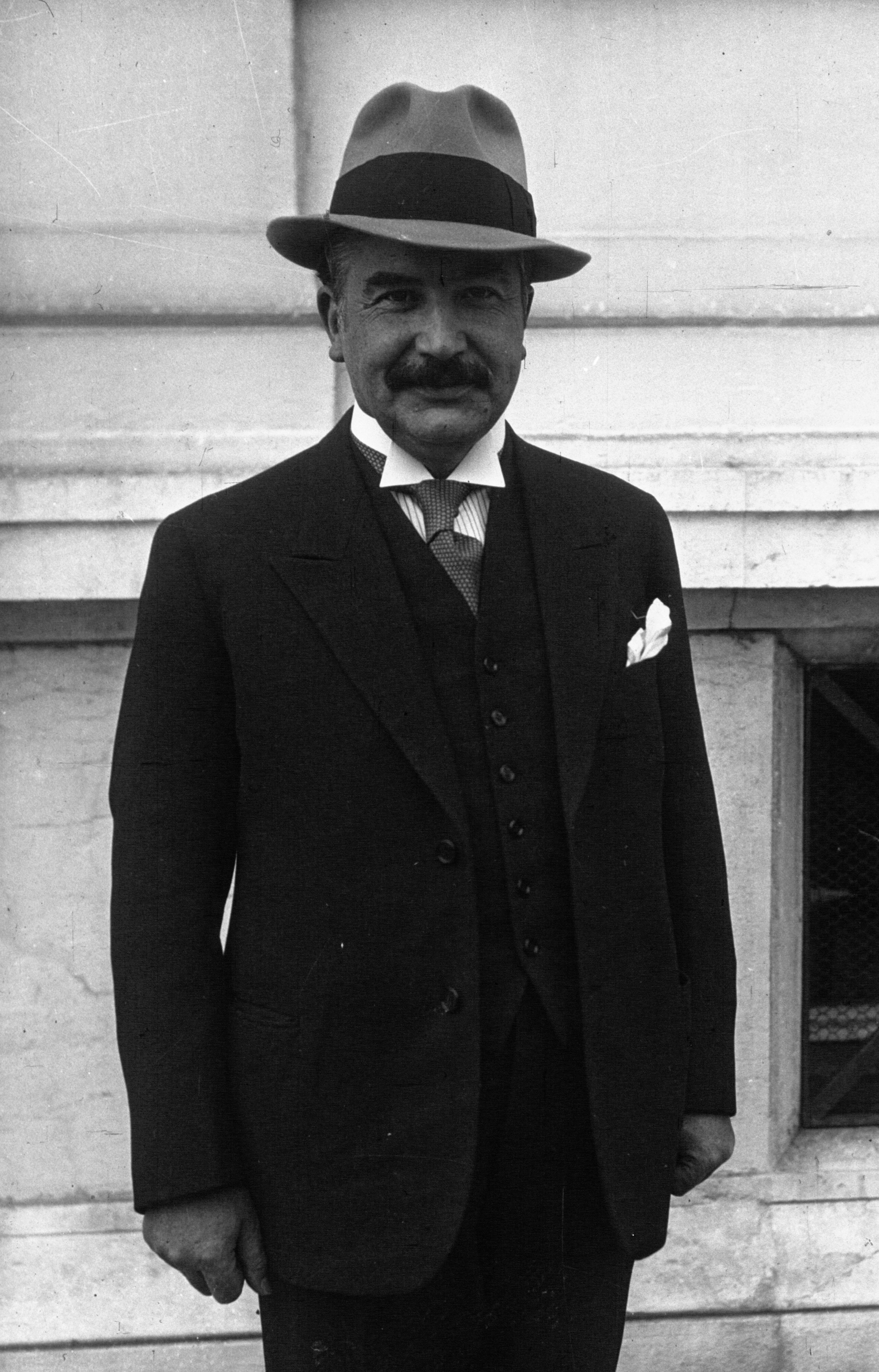
Joseph Bech († 1975)

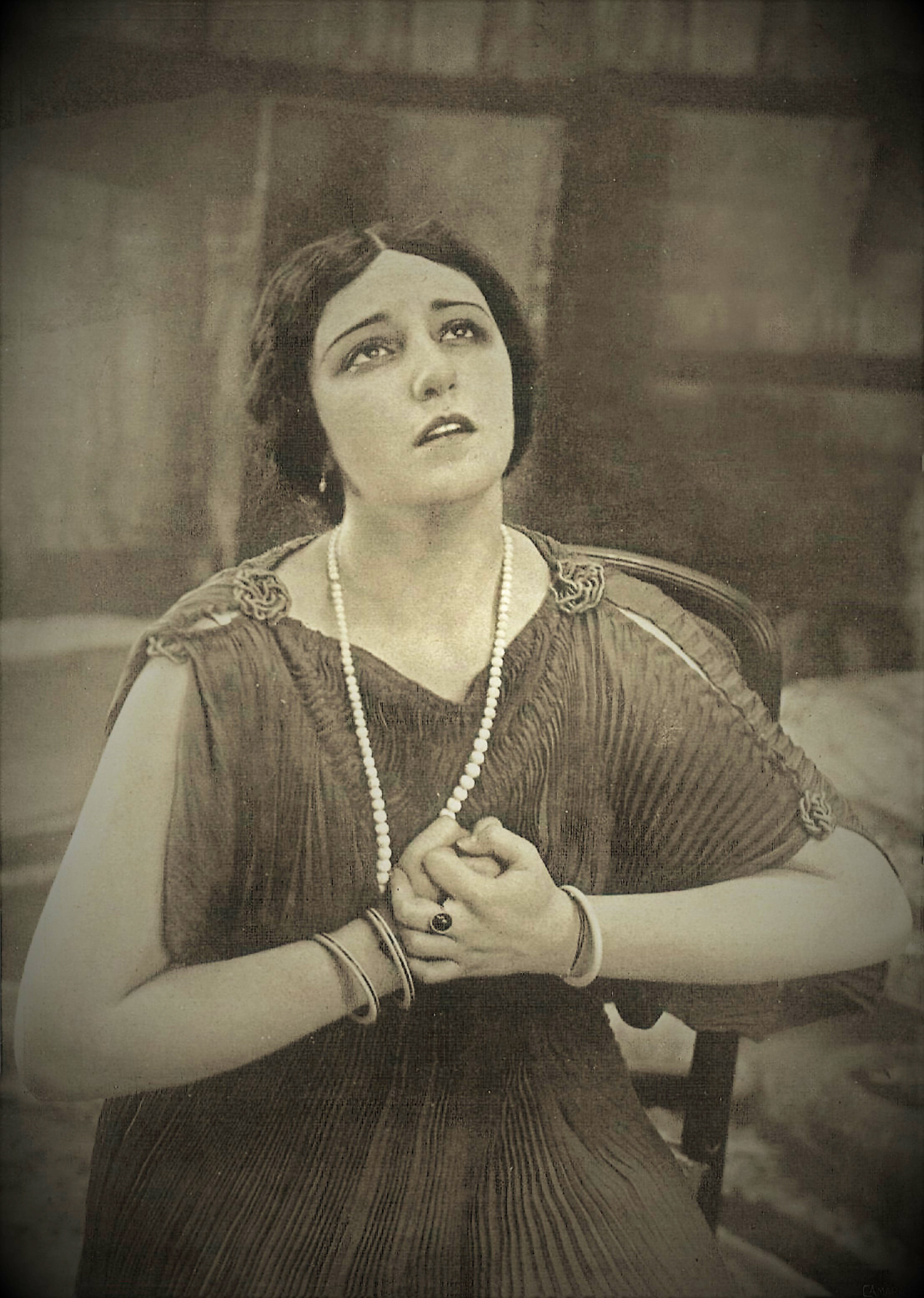
Helena Cortesina († 1984)

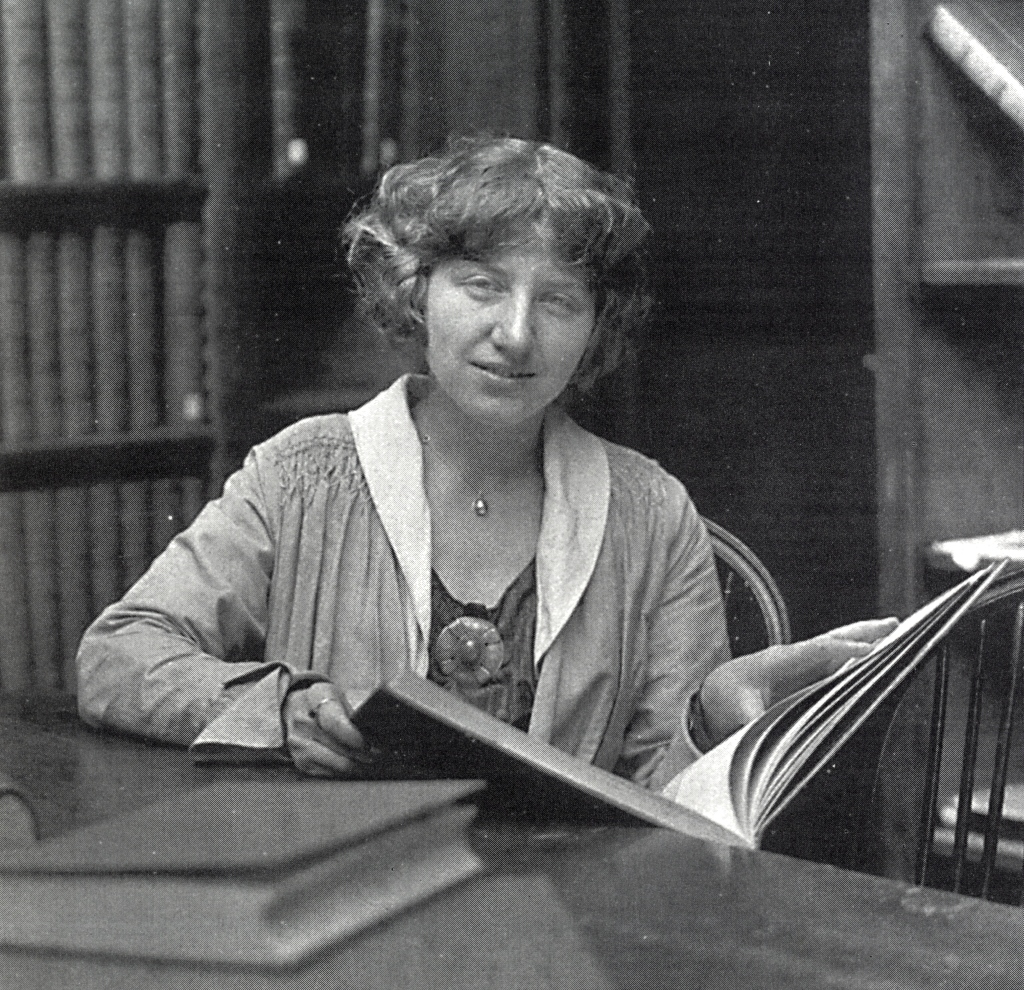
Lutah Maria Riggs († 1984)

- 1975: Joseph Bech, Luxemburger Politiker und Staatsmann, Premierminister, einer der Gründerväter der Europäischen Gemeinschaften
- 1975: George Stevens, US-amerikanischer Filmregisseur
- 1979: Robin J. S. Cooke, australischer Vulkanologe
- 1979: Elias Ravian, papua-neuguineischer Vulkanologe
- 1980: István Arató, ungarischer Komponist
- 1980: Josef Kroll, deutscher Altphilologe
- 1980: Max Miedinger, Schweizer Grafiker und Typograf
- 1980: Otto Uhlmann, Schweizer Komponist und Dirigent
- 1982: Walter Plunkett, US-amerikanischer Kostümbildner
- 1983: Wolfgang Fraenkel, deutsch-amerikanischer Komponist, Dirigent, Musiktheoretiker und Jurist
- 1983: William Walton, britischer Komponist und Dirigent
- 1984: Helena Cortesina, spanische Tänzerin, Schauspielerin und Regisseurin
- 1984ː Lutah Maria Riggs, US-amerikanische Architektin, Pionierin der modernen amerikanischen Architektur
- 1984: Klaus Schmid-Burgk, deutscher Jurist und Politiker, MdL, MdB
- 1985: Edward Andrews, US-amerikanischer Schauspieler
- 1985: Laura Guggenbühl, US-amerikanische Mathematikerin und Hochschullehrerin
- 1985: Paul Ramdohr, deutscher Mineraloge
- 1986: Hubert Fichte, deutscher Schriftsteller
- 1986: Hans Knecht, Schweizer Radsportler
- 1988: Ken Colyer, britischer Jazz- und Skifflemusiker
- 1989: Stuart Hamblen, US-amerikanischer Country-Musiker
- 1990: Erkki Aaltonen, finnischer Komponist
- 1991: Max Affolter, Schweizer Jurist und Politiker
- 1992: Hubert Doppmeier, deutscher Politiker, MdL, MdB
- 1992: Red Callender, US-amerikanischer Jazzbassist (Kontrabass und Tuba)
- 1993: Wilhelm Georg Berger, siebenbürgisch-sächsischer Komponist, Violinist und Musikwissenschaftler
- 1993: Jean Delemer, französischer Autorennfahrer

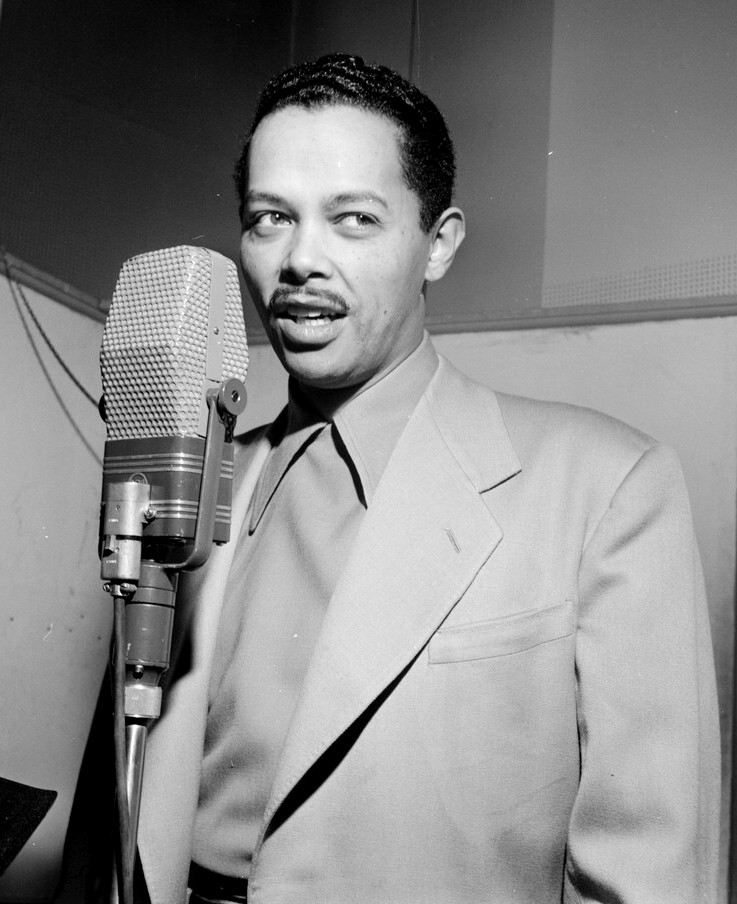
Billy Eckstine († 1993)

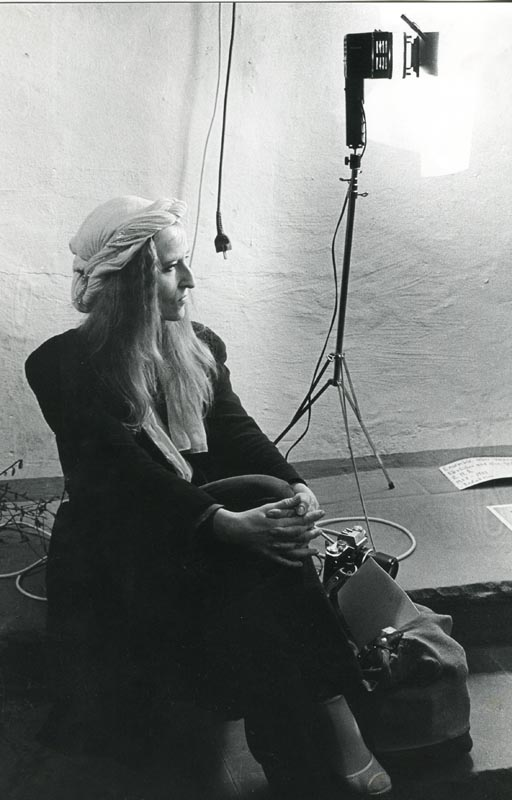
Anna Oppermann († 1993)

- 1993: Billy Eckstine, US-amerikanischer Jazzsänger
- 1993: Anna Oppermann, deutsche bildende Künstlerin
- 1993: Berent Schwineköper, deutscher Archivar und Historiker
- 1995: Ingo Schwichtenberg, Schlagzeuger der Band Helloween
- 1995: Gomikawa Jumpei, japanischer Schriftsteller
- 1995: Karl Maria Kubizek, österreichischer Musiker, Komponist und Musikpädagoge
- 1995: Stephan László, österreichischer Priester, Bischof von Eisenstadt
- 1996: Werner Schlichting, deutscher Szenenbildner
- 1998: Ray Nitschke, US-amerikanischer American-Football-Spieler
- 1998ː Susanne Ussing, dänische Architektin und Künstlerin
- 1999: Giovan Battista Carpi, italienischer Comiczeichner und -autor
- 1999: Peggy Cass, US-amerikanische Schauspielerin
- 1999: Adolfo Bioy Casares, argentinischer Schriftsteller
- 1999: Joe DiMaggio, US-amerikanischer Baseball-Spieler
- 1999: Conrad Dürr, deutscher Motorradrennfahrer
- 1999: Hans Eklund, schwedischer Komponist
- 1999: Walter Kolm-Veltée, österreichischer Filmregisseur, Drehbuchautor, Filmproduzent und Dozent
- 1999ː Herta-Maria Witzemann, deutsche Architektin, Hochschullehrerin
- 2000: René Gardi, Schweizer Reiseschriftsteller

### 21. Jahrhundert
- 2001: Frances Marr Adaskin, kanadische Pianistin
- 2001: Ninette de Valois, irische Tänzerin des klassischen Balletts, Gründerin des Royal Ballet
- 2002: Rudi Kappés, deutscher Fußballspieler und -trainer
- 2003: Erik Sparre Andersen, dänischer Mathematiker
- 2003: Adam Faith, britischer Pop-Sänger
- 2003: Karen Morley, US-amerikanische Schauspielerin
- 2004: Abu Abbas, Gründer und Führer der Palästinensischen Befreiungsfront (PLF), gilt als Drahtzieher der Entführung der Achille Lauro
- 2004: Rainer Hess, deutscher Romanist, Lusitanist und Literaturwissenschaftler
- 2004: Jan Lichardus, deutsch-slowakischer Vorgeschichtsforscher
- 2004: Robert Pastorelli, US-amerikanischer Schauspieler
- 2005: Larry Bunker, US-amerikanischer Jazzschlagzeuger
- 2005: Brigitte Mira, deutsche Schauspielerin, Kabarettistin und Chansonnière
- 2006: Irmgard Giering, deutsche Künstlerin und Kunsterzieherin
- 2006: Carlo Hommel, luxemburgischer Organist

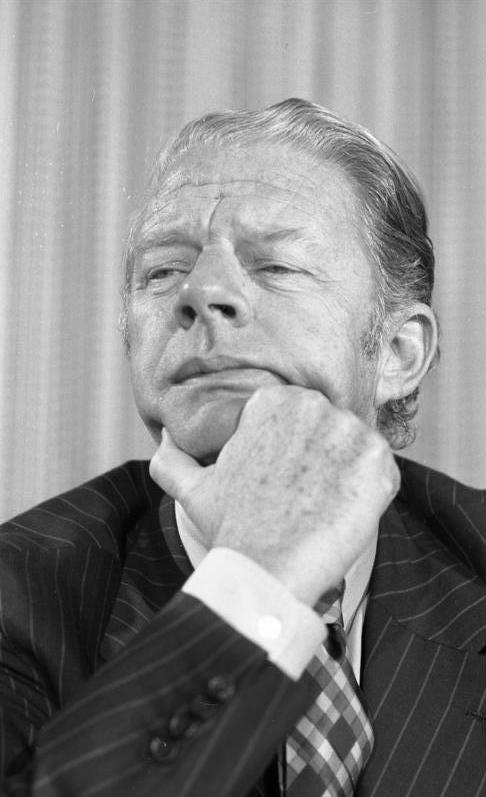
Otto Wolff von Amerongen († 2007)

- 2007: Otto Wolff von Amerongen, deutscher Unternehmer und Verbandsfunktionär
- 2007: Franz Kessler, deutscher Musikwissenschaftler und Hochschullehrer
- 2008: Igor Flach, deutscher Bluesharp-Spieler
- 2009: James Avery, US-amerikanisch-deutscher Pianist und Dirigent
- 2009: Zbigniew Religa, polnischer Herzchirurg und Politiker
- 2009: Mike Van Audenhove, US-amerikanischer Comiczeichner
- 2010ː Immolata Kronpaß, deutsche Ordensgeistliche und Priorin
- 2013: Hartmut Briesenick, deutscher Leichtathlet, Olympiamedaillengewinner
- 2013: Ewald-Heinrich von Kleist, deutscher Offizier und Widerstandskämpfer
- 2014: Gerard Mortier, belgischer Intendant und Festspielleiter
- 2015: Sam Simon, US-amerikanischer Fernsehproduzent, Miterfinder der Simpsons
- 2016: George Martin, britischer Musikproduzent und Musiker
- 2017: George A. Olah, US-amerikanischer Chemiker, Nobelpreisträger
- 2018: Fritz Baader, deutscher Kameramann und Kameraassistent
- 2018: Milko Kelemen, kroatischer Komponist
- 2018: Kate Wilhelm, US-amerikanische Schriftstellerin
- 2019: Michael Gielen, deutsch-österreichischer Dirigent und Komponist
- 2019: David Martin, britischer Soziologe und Priester
- 2020: Max von Sydow, schwedischer Schauspieler
- 2021: Josip Alebić, jugoslawischer Leichtathlet
- 2021: Julien-François Zbinden, Schweizer Komponist und Jazzpianist
- 2022: Sigi Bergmann, österreichischer Sportjournalist
- 2022: René Clemencic, österreichischer Musikwissenschaftler, Dirigent, Komponist, Organist, Cembalist und Blockflötist
- 2022: Johnny Grier, US-amerikanischer American-Football-Schiedsrichter
- 2022: John Parlett, britischer Leichtathlet
- 2022: Julija Sdanowska, ukrainische Mathematikerin
- 2023: Hendrik Brocks, indonesischer Radrennfahrer
- 2023: Chaim Topol, israelischer Schauspieler

## Feier- und Gedenktage
- Kirchliche Gedenktage
  - Hl. Thomas von Aquin, italienischer Adeliger, Ökonom und Philosoph, Mönch und Kirchenlehrer (evangelischer Gedenktag, siehe Evangelischer Namenkalender, der anglikanische und römisch-katholische Gedenktag ist der 28. Januar)[1]
  - Hl. Senán von Iniscathay

- Namenstage
  - Johannes von Gott (Ordensstifter der Barmherzigen Brüder), Julian

- Gedenktage internationaler Organisationen
  - Internationaler Frauentag (UNO) (seit 1926), in Berlin seit 2019 gesetzlicher Feiertag[2]